# 文観
文観房弘真（もんかんぼうこうしん）は、鎌倉時代後期から南北朝時代にかけての真言律僧・真言僧・学僧・画僧。房号は文観（もんかん）、法諱は律僧としては殊音（しゅおん）、密教僧としては弘真（こうしん）。尊称は文観上人（もんかんしょうにん）で、法験無双（ほうげんむそう、比類なき法力を持つ者）・祖師再生（そしさいしょう、弘法大師空海の再誕）とも称された。正法務・大僧正・第120代東寺一長者・第64代醍醐寺座主。また、南朝における大僧正・第3代東寺座主・第66代醍醐寺座主（再任）。後醍醐天皇の真言密教上の師にして仏教政策における最大の腹心であり、後醍醐・後村上両帝の護持僧（祈祷の霊力によって天皇を守護する僧）を務めた。伝は宝蓮『瑜伽伝灯鈔』（正平20年/貞治4年（1365年））。

## 概要
文観は多芸多才な人物であり、4つの側面それぞれの分野において中世で最大級の業績を残した。1つ目は真言律宗第2世の慈真和尚信空の側近として民衆救済や播磨国（兵庫県）の土木事業に尽力した真言律宗の高潔な清僧という一面、2つ目は後醍醐・後村上両帝に腹心として仕え建武政権・南朝の仏教政策の中心的存在だった真言宗の政僧という一面、3つ目は多数の仏教書を著し「三尊合行法」の理論を完成させた学僧という一面、4つ目は非凡な絵師かつ仏教美術監修者である画僧という一面である。これは真言律宗の開祖である興正菩薩叡尊と同様で、それぞれの側面が独立してあるのではなく、複雑に混じり合って文観という一個の人物を形成している。
文観の生涯の根幹を為すのは、戒律護持と民衆救済を志す真言律宗の律僧としての意識だった。功成り名遂げた後も、たびたび自作品に律僧としての署名を行っている。日本史研究者の金子哲によれば、播磨国（兵庫県）東部における蛸草郷耕地開発や五ヶ井用水修築事業といった中世の重要土木事業は、若手時代の文観によって開始されたものであるという。五ヶ井用水の修築によって用水施設の受益面積が200ヘクタールから700ヘクタールとなり、数百年に渡って地域の富を生み出す心臓部として機能した。民衆救済のほか、忍性が唱えた報恩思想（故人の供養を重んじる思想）を画業を通じて表現した。後醍醐天皇が律宗の高僧である忍性・信空・覚盛らを崇敬し諡号を追贈したのも、文観の推挙によるものと推測されている。また、律僧出身の政僧として、民衆と政界の結節点となる僧であり、河内国（大阪府）の悪党（武装商人）だった武将楠木正成を後醍醐天皇に引き合わせた人物である可能性も指摘されている。
真言宗の政僧としては、後醍醐天皇およびその子の後村上天皇に護持僧（祈祷で天皇を守護する僧）として仕え、東寺一長者を始めとする要職を建武政権下で独占し栄耀栄華を誇った。後醍醐天皇は父帝である後宇多上皇に倣って真言密教に史上最も習熟した天皇の一人であり、文観は様々な奥義を後醍醐に伝授した。文観は後醍醐帝に伝法灌頂（阿闍梨（師僧）となる儀式）や瑜祇灌頂（最秘究極の儀式）を授け、さらに国家鎮護の大秘術である仁王経秘宝を教授した。後醍醐天皇の正妃である西園寺禧子にも瑜祇灌頂を授けている。当時の感覚では、真言密教の修法（祈祷）は実利的効果のある合理的技術と考えられており、これらを両帝のために実践することで国家に貢献した。
学僧としては、吉野に隠棲した後に膨大な事相書（密教の実践書）を著し、三つの尊格（仏・菩薩・明王などの高位の存在）を合わせて修法（祈祷）を行う「三尊合行法」の理論を完成させた。醍醐寺三宝院流を始めとする真言密教で用いられる「一仏二明王」という形式は、各種の尊格に不動明王と愛染明王を脇侍としたものを本尊とする様式であるが、これは文観の三尊合行法に基づくものであるという。宗教学研究者の阿部泰郎は、三尊合行法は中世密教の最高到達点に位置づけられると主張しており、文観を「儀礼と図像を統合する術に長けた天才的な師範」と評している。
画僧としては、狩野永納『本朝画史』（延宝6年（1679年））に「不凡」（非凡）と評され、美術作品の現存点数は中世の僧侶では最も多い人物の一人である。仏教美術研究者の内田啓一は、「画僧弘真」と称しても良いほどであると、仏教美術における重要度も、建武政権で栄華を極めた政僧としての一面に劣らないと評している。文観が関わった仏教美術のうち、自筆が確実なものは重要文化財4件・都道府県指定文化財1件であり、監修（自筆の可能性もある物も含む）は国宝1件・重要文化財5件・都道府県指定文化財5件である。自筆の代表作は『絹本著色五字文殊像』（重要文化財、奈良国立博物館蔵）で、その他『後醍醐天皇宸翰天長印信（蠟牋）』（国宝、醍醐寺蔵）、『絹本著色後醍醐天皇御像』（重要文化財、清浄光寺蔵）、『木造文殊菩薩騎獅像（本堂安置）』（重要文化財、般若寺本尊）などの制作に関わっている。
入滅後、文観の学派と敵対した北朝で書かれた軍記物語『太平記』（1370年ごろ完成）や宥快『宝鏡鈔』（天授元年/永和元年（1375年））などによって、性的儀式を奉じる邪教「真言立川流」の中興祖にして武闘派の妖僧という人物像が描かれた。文観の異形の怪僧としてのイメージは、1980年代に日本史研究者の網野善彦の『異形の王権』（1986年）によって広められた。しかし、2000年に入り日本学研究者のシュテファン・ケック（Stefan Köck）や宗教学研究者の彌永信美によって『宝鏡鈔』への史料批判がなされ、文観派と立川流と性的儀式の教団（「彼の法」集団）はそれぞれ別の団体であり、文観への妖僧という汚名は謂われのない中傷であることが示された。2006年には、仏教美術研究者の内田啓一が同時代史料を集めて、文観の実証的な伝記『文観房弘真と美術』を著すとともに、師弟関係から見える政治状況や美術上の業績を中心に分析を行い、網野の「異形の王権」論に反駁したが、同書が文観研究の一つの到達点である。以降、学術的業績や民衆救済事業における事績が再発見され、20世紀までの人物像からは大幅に改められることになった。生前の業績があまりにも膨大であるため、2010年代時点でもいまだその全容が解明されておらず、再評価の研究の途上にある。

## 経歴

### 播磨国法華山時代略歴

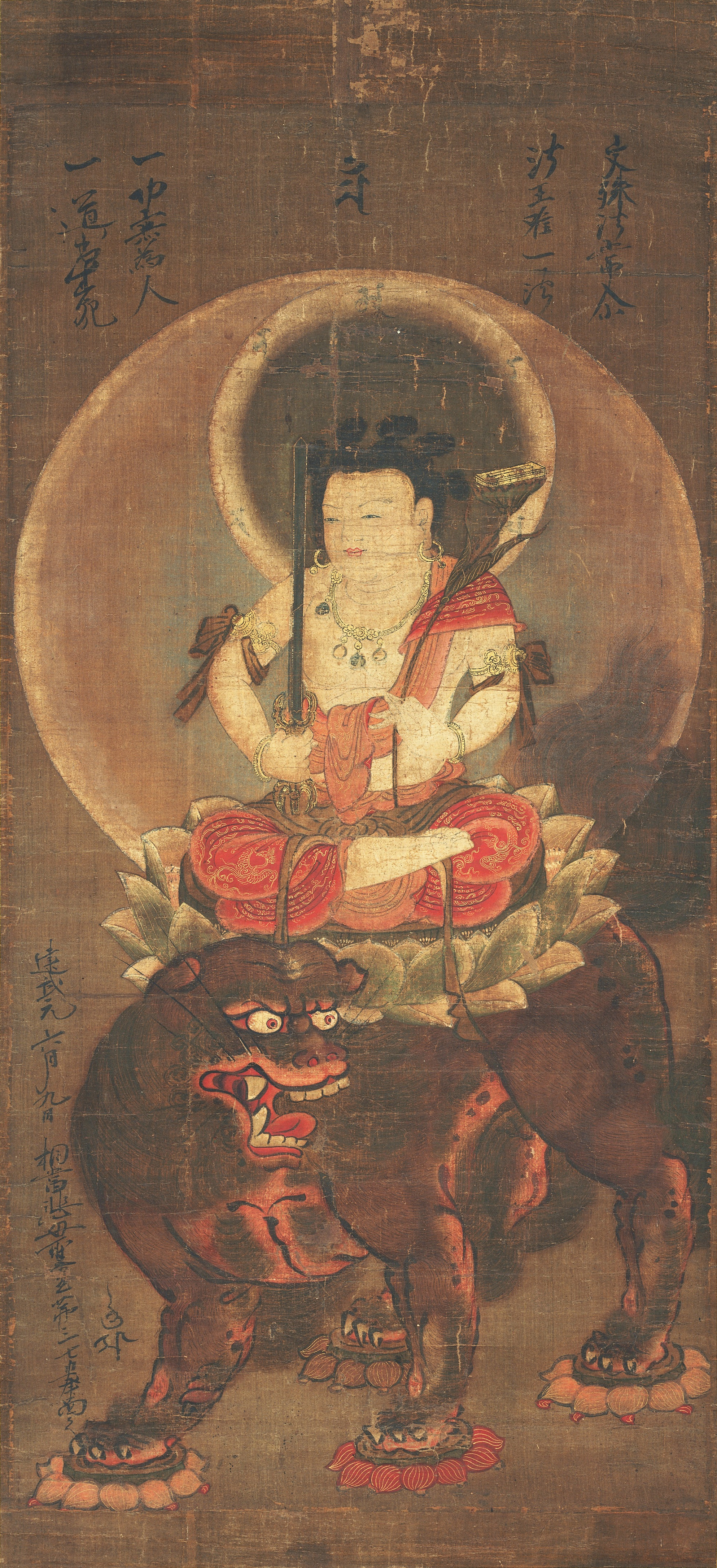
文観画『絹本著色五字文殊像』（奈良国立博物館蔵、重要文化財）。後年、文観が亡母供養として描いたもの。内田啓一の推測によれば、文殊画像には珍しい女性的な造型は、文観が亡き母の面影を写したものかという。

文観は、鎌倉時代中期の弘安元年1月11日（1278年2月4日）、播磨国北条郷大野（兵庫県加古川市加古川町大野）の豪族である大野重真の孫として誕生した。大野重真は、宇多天皇の孫で宇多源氏の祖である源雅信から第13代目の子孫であると自称した。また、文観の母は観音菩薩に深く帰依しており、文観の観音信仰は母に起因するものと考えられている。伝説によれば、文観の母は懐妊時に観音菩薩の夢を見て観音から白の宝珠を授けられたが、この奇瑞によって生まれたのが文観なのであるという。
正応3年（1290年）、文観は数え13歳で、播磨国の天台宗法華山（一乗寺）に併設する真言律宗の寺院において、巌智律師および観性房慶尊の指導によって仏門に入った。慶尊はもともと真言律宗開祖の叡尊の弟子であり、さらにこの7年前には叡尊が法華山を訪れて大規模な布教活動を行うなど、法華山は播磨国における真言律宗布教の拠点だった。だが、奇しくも叡尊は文観が仏門に入ったこの年に入滅したため、文観と叡尊が会うことはなかった。
正応4年（1291年）2月上旬には、文観は生涯を貫く事業となる文殊信仰を表明した。文殊は菩提心（悟りを求めると共に他者に善行を施す利他の心）を人に促す存在とされ、真言律宗の中心となる菩薩だった。文観の房号「文観」と律僧としての法諱（本名）「殊音」は、「文殊」「観音」のアナグラムであるとするのが通説である。

### 大和国西大寺時代略歴

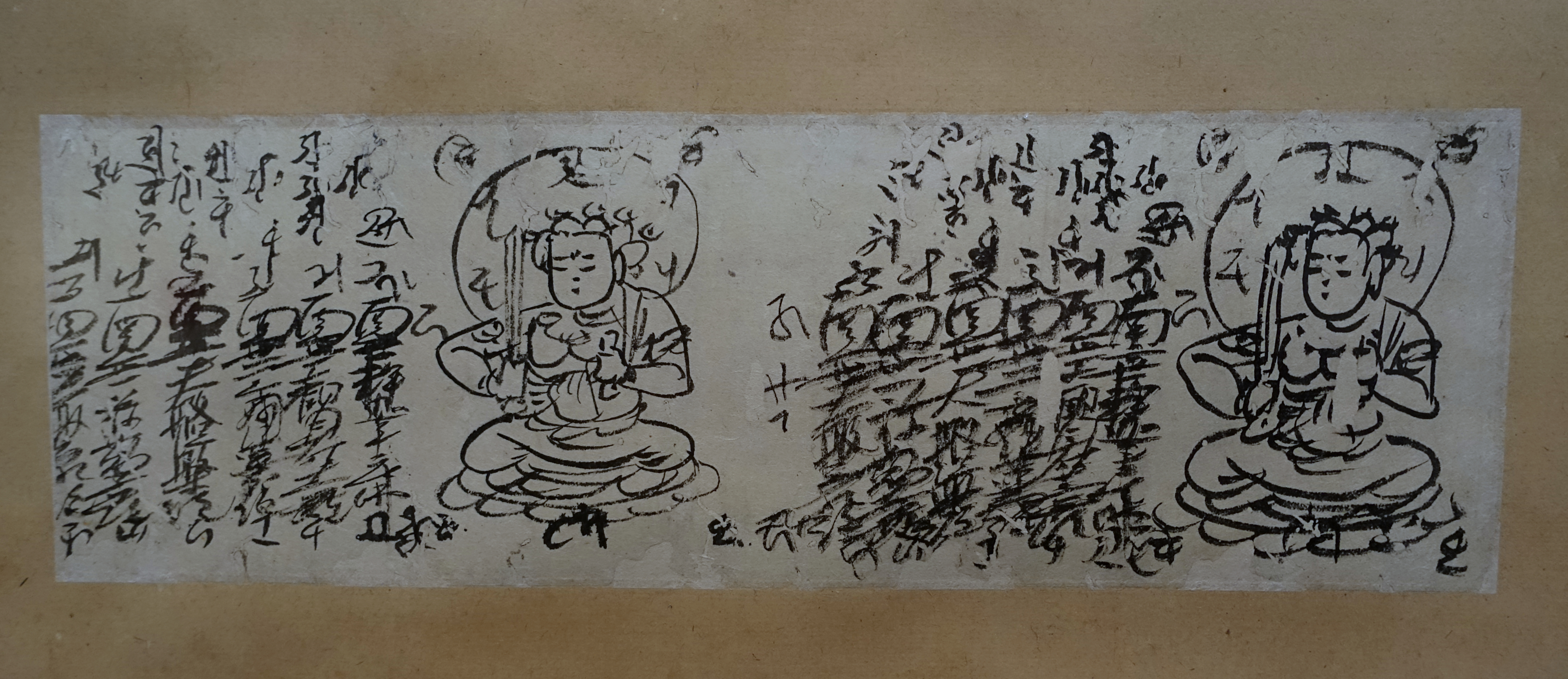
文観房弘真画『日課文殊』（フリーア美術館蔵）。文観が毎日の修行として文殊菩薩を描いたもの。

正応5年（1292年）、文観は数え15歳で奈良に上った後、まずは興福寺に入り良恩から法相宗を3年間学んだ。真言律宗ではなく法相宗を勉学したのは、真言律宗の本拠地である西大寺は興福寺の末寺（従属下の寺）だったからだと考えられる。
文観は法相宗を修めた後、永仁3年（1295年）に真言律宗の本拠地である西大寺に移り、第2世長老である信空に入門した。信空から律蔵（戒律の学問）を学ぶとともに、勤策十戒を授けられ、勤策（ごんさく）＝沙弥（しゃみ）、つまり見習いとはいえ正式な僧侶になった。このとき数え18歳。また、文観はこのとき絵画の練習も始めたと考えられている。開祖である叡尊自身が一定の画技を持ち、叡尊の弟子にも仏画を得意とするものが多かったことから、絵を学ぶのに良い環境にあったからである。
正安2年（1300年）、数え23歳の時、文観は菩薩大苾芻位を授けられ、苾芻（びっしゅ）＝比丘（びく）、つまり一人前の僧侶として認められた。文観はこのとき既に相当の絵画の腕前を持っており、同年閏7月21日には、大和国吉野の現光寺（後の奈良県吉野郡大淀町の世尊寺）で、開祖の叡尊の画像を描いている。署名には「二聖院殊音」とあり、「二聖院」という名乗りから西大寺の中心派閥にいたことがわかる。また、後年の南北朝時代、数え60歳の文観が自身の若かりし頃の画事を見て、感慨の余り再署名をしているなど、史料としても重要である。
文観は、正安3年（1301年）、数え24歳の時に真言宗の僧にもなった。まず、真言律宗上の師である信空からは真言宗松橋流の付法（伝授）を受けたが、これは信空の腹心にしか許されない高い待遇だった。さらに、真言宗醍醐派の実力者である大僧正道順からは、真言宗報恩院流の付法を受けた。なぜ若い文観が道順という強大な政僧と繋がりを有していたのかは不可解である。しかし、当時の真言律宗の実力者はしばしば真言宗の高僧から付法を受けたので、文観が道順の弟子となった経緯は謎でも、道順の弟子となったことそのものは自然である。
正安4年（1302年）には、開祖である興正菩薩叡尊の十三回忌が行われた。このとき、文観は真言律僧の20代若手層の筆頭として、『大般若経』書写事業の監督など重要任務を任されたと考えられている。また、画僧としても既に天才絵師としての名声を築いており、木造騎獅文殊菩薩の納入品には、文観が他の僧から依頼されて描いた仏画などが含まれている。
この頃、真言律宗で叡尊と並ぶ名僧であり、ハンセン病患者など社会的弱者の救済に生涯を尽くした忍性が入滅した。一方、叡尊の後継者であり文観の師である信空は、後宇多上皇（後醍醐天皇の父）の帰依を受けるなど、勢力を拡大していった。信空は同郷人で兄弟子でもある忍性を盛大に弔ったり、備後国尾道（広島県尾道市）の浄土寺へ門弟60余人を連れて訪問したりするなど、真言律宗の隆盛を内外に示した。

### 播磨国常楽寺時代略歴

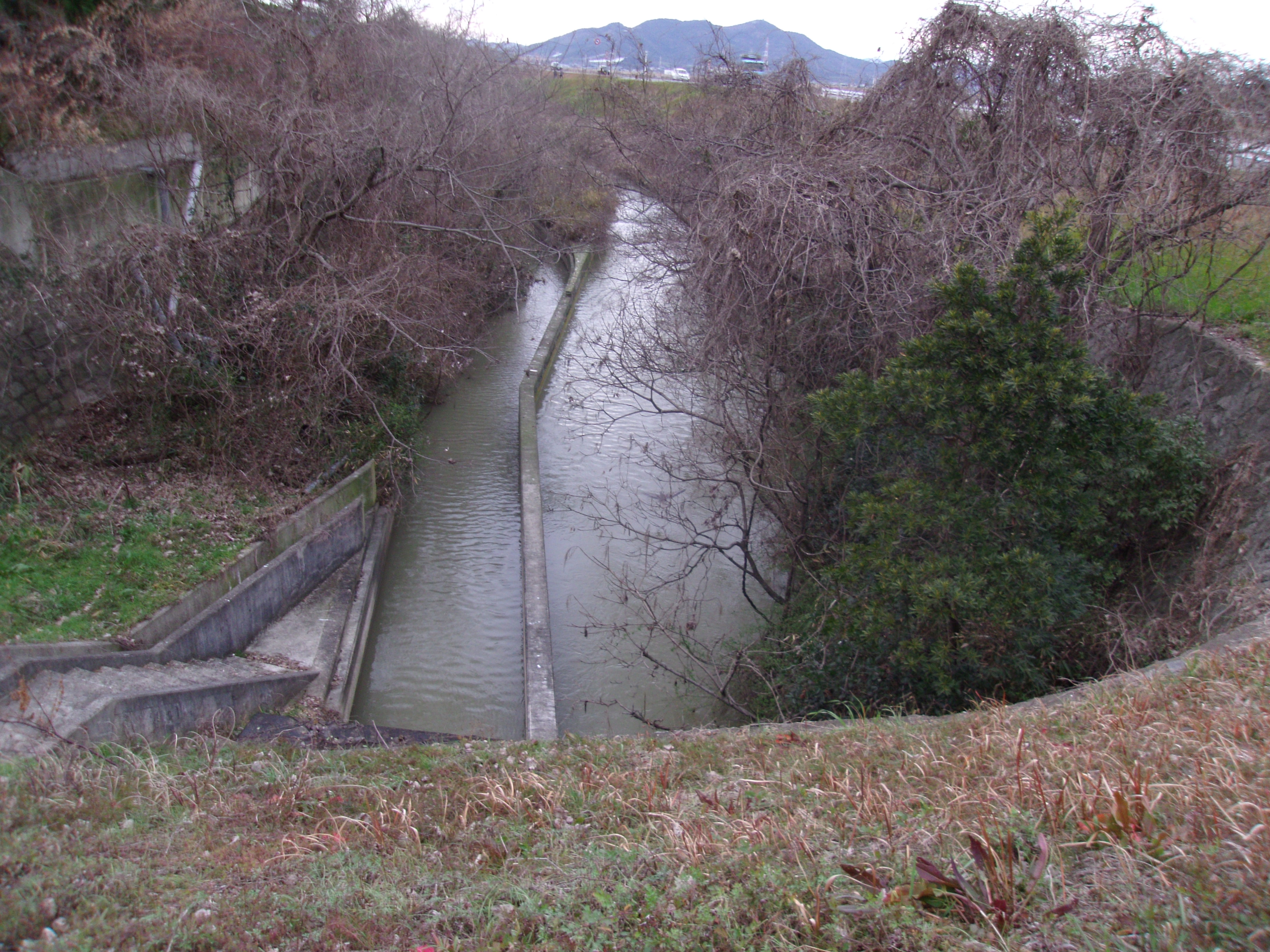
加古川水系の新井用水（左）と五ヶ井用水（右）。中世に文観によって本格的な用水整備がなされたとする説がある。

確実な時期は不明であるものの、文観房弘真は乾元2年（1303年）から嘉元4年（1306年）ごろに故郷の播磨国（兵庫県）に戻り、20代後半の若手僧ながら播磨国の真言律宗の指導者格になった。これには、1. 本拠地である西大寺で若手筆頭の有望株として名声を築いていたこと、2. 実家である豪族の大野氏からの金銭的支援があったこと、3. 文観の最初の師である観性房慶尊は播磨国の真言律僧の筆頭であり、文観は急逝した慶尊に代わってその地位を継いだこと、4. 播磨国の勧進僧（寺院や交通設備の修善事業などを行う僧）である宇都宮長老からも実力を認められ、その勢力基盤を引き継いだこと、などの理由が挙げられる。
文観は故郷の播磨国で、律僧として土木事業を通じた民衆救済に尽力した。さらに、文観はそれと並行して様々な事業を手掛け、以下のように、多芸多才な僧侶としての片鱗を見せ始めていた。
- 律僧としての一面：文観の生涯の根幹は民衆救済を志す律僧であり、以下のような土木事業を手掛けた。
  - 蛸草郷の耕地開発[40]。文観は、当時は耕地だった加古川市の神野町や日岡神社の周辺地域（中世に蛸草北村と呼ばれた地域）から開拓事業を始め、曇川に沿って南東方向（近世に蛸草郷と呼ばれた地域）へ開墾を進めていった[40]。この開拓事業は文観の入滅後も文観の後継者たちによって続けられたと見られ、14世紀末には天満大池の整備という一大事業が完遂された[40]。
  - 特筆すべきは、東播磨の加古川水系の五ヶ井用水の修築事業である[41]。東播磨は干魃がよく起こる地帯のため、古来より用水施設が発達してきた[42]。中世には、五ヶ井用水に対し何者かによって受益面積200ヘクタールから700 ヘクタールへの修築・増設事業が行われ、地域の富を生み出す基幹部として、数百年以上に渡る公益をもたらした[42]。日本史研究者の金子哲は、当時の史料や各豪族・寺社の勢力版図を調査し、この事業は文観が開始したものであると結論している[41]。
- 政僧としての一面：東播磨正和石塔群（後述）を造営し、これらを大覚寺統（後醍醐天皇の皇統）に奉献することで、後宇多上皇や皇太子尊治親王（のちの後醍醐天皇）といった時の最高権力者の知遇や支援も得た[43]。
- 学僧としての一面：文観は正和3年（1314年）9月21日、数え37歳の時に『西玉抄』という書を著して、師の信空から称賛されるなど、真言僧として仏教学への関心も深めていった[44]。
- 画僧としての一面：西大寺では自分で絵筆を握る絵師としての活躍だったが、播磨国では、美術監督として「東播磨正和石塔群」という仏教美術作品の造営を監修した[43]。金子哲の評価によれば、これらは「第一線級の大型最上質の石塔」である高い芸術的価値を持つ石塔群であり、伊行恒や念心といった名工もしくはその関係者を招いて作られたのではないか、という[43]。2019年時点で発見されている4基すべてが兵庫県指定文化財に指定されている[43]。

### 醍醐寺報恩院時代略歴

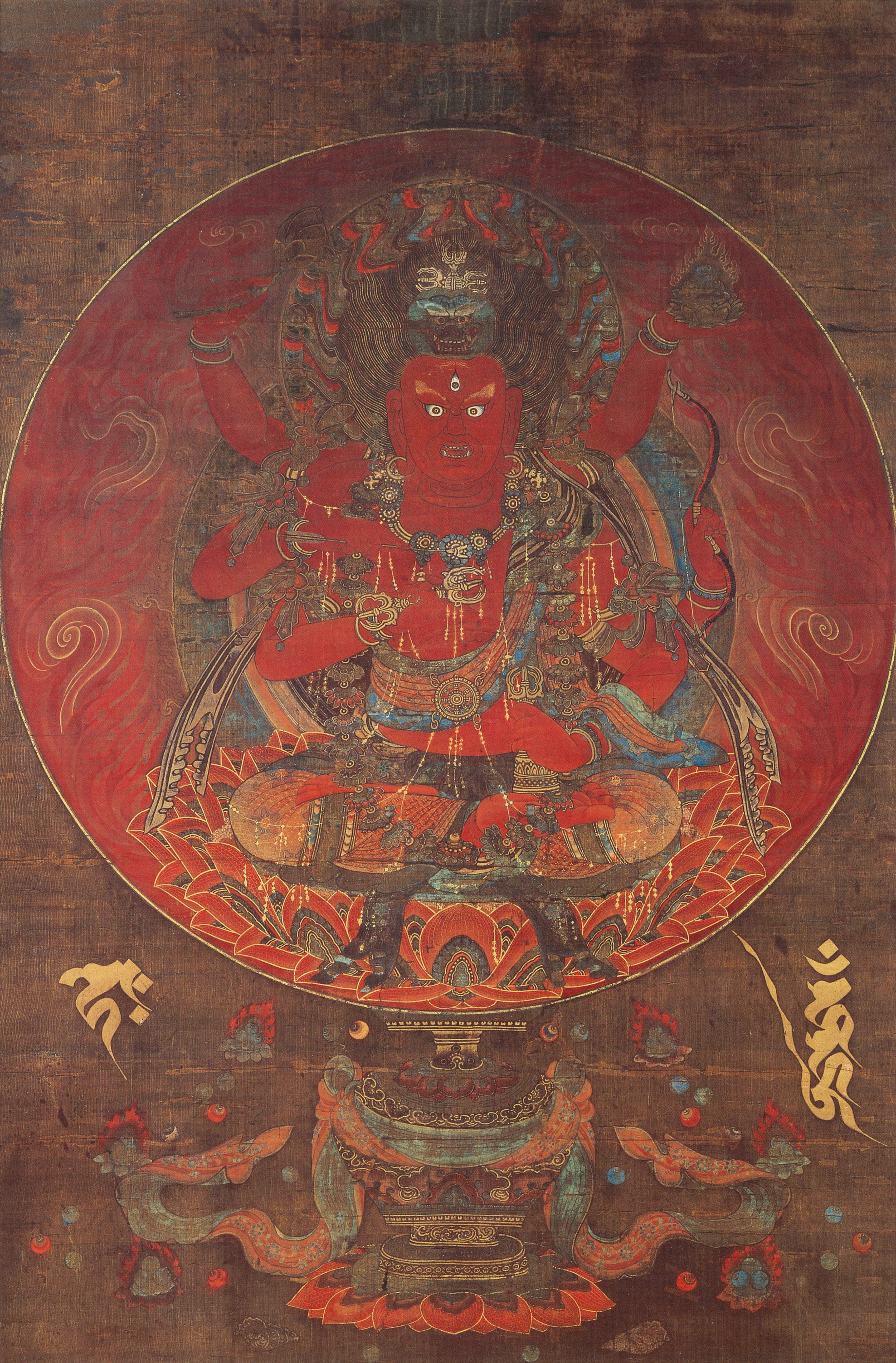
『絹本著色愛染明王像』（実制作？・監修、重要文化財、MOA美術館蔵）

播磨国の慈善事業で名声を為した文観房弘真は中央に戻り、正和5年（1316年）初頭に大和国竹林寺（奈良県桜井市笠区に所在）の長老になった。しかし、同年1月26日に、真言律宗での師である信空が数え86歳で入滅。真言律宗を率いる西大寺第3世長老には、開祖叡尊の高弟で信空の弟弟子に当たる宣瑜が着任した。
信空が入滅してしばらく後、文観は真言宗醍醐寺に移り、同年4月21日に真言宗醍醐派報恩院流の長である道順から伝法灌頂を授けられ、阿闍梨（師僧）の資格を得た。報恩院流とは、13世紀の憲深に始まる法流で、真言宗の事相学（実践的学問）の二大学派の一つ小野派の本拠地である醍醐寺の中でも、特に多く優れた学僧を輩出した学術的流派である。文観は時に数え39歳であり、これ以降、真言宗の僧侶としての存在感を高めていく。また、数え41歳、文保2年（1318年）1月8日の祈祷で、「弘真阿闍梨」という名で記録されているが、これが真言僧としての法諱（本名）である「弘真」という名の初見である。
当時、醍醐寺の実権は、後宇多上皇の寵僧だった道順と、鎌倉幕府北条氏からの支援を受けた隆勝が争っていたが、最終的に道順が勝利した。文観の師の道順は醍醐寺第57代座主・大僧正・東寺二長者などの要職を歴任し、元亨元年（1321年）3月21日には、真言宗最高位である東寺一長者に登りつめた。しかし、後宇多上皇は同年12月9日に治天の君の座を引退し、子の後醍醐天皇が親政を開始した。天皇家での代替わりと共に、道順も同月28日に入滅した。
元亨3年（1323年）、文観が数え46歳のとき、後醍醐天皇の勅命により宮廷に招かれた。文観が後醍醐から崇敬を受けた理由は、真言宗の上では後醍醐の父の後宇多上皇が帰依した道順の弟子に当たり、真言律宗の上では後醍醐の祖父の亀山上皇が帰依した叡尊の孫弟子に当たるからと考えられる。
翌元亨4年（1324年）には、民衆の発菩提心と後醍醐天皇の繁栄を祈り、後に大和国真言律宗般若寺（奈良県奈良市に所在）の本尊となる『木造文殊菩薩騎獅像（本堂安置）』（重要文化財）の発願・監修を手掛けている。興福寺大仏師康俊と小仏師康成によって作られた名作である。大施主（出資者）は幕府の高級官僚である伊賀兼光である。なお、この像は20世紀後半に日本史研究者の網野善彦らによって幕府呪詛の仏像説が唱えられたが、21世紀初頭に仏教美術研究者の内田啓一らによって否定されている。
同じく元亨4年（1324年）6月には真言宗の有力庇護者の後宇多上皇が崩御。同年9月から翌年2月にかけて、後醍醐天皇と近臣らが討幕計画を疑われた正中の変が発生するなど、政情不安が一時的に続いた。正中2年（1325年）10月、文観は後醍醐天皇に印可（悟りを得たことの証明）を授け、国家鎮護の大秘術である「仁王経秘宝」も伝授した。その報奨として、宮中の御用僧侶である内供奉十禅師に補任された。嘉暦2年（1327年）6月1日に後醍醐のために作成された愛染明王画像（MOA美術館蔵、重要文化財）は、内田の説によれば、文観の監修または実制作によるものである。
同じく嘉暦2年（1327年）10月、文観は帝王の師として、仁寿殿で後醍醐天皇に両部伝法灌頂職位を授け、後醍醐帝は文観の法脈を受け継ぐ阿闍梨（師僧）となった。この功績によって権僧正に任じられたが、その時の補任書類は宸筆、つまり天皇自らによる直筆の文書だった。時に数え50歳。
嘉暦3年（1328年）から元徳2年（1330年）にかけては、後醍醐天皇から律宗の3人の高僧である忍性・信空・覚盛に対し、それぞれ「忍性菩薩」・「慈真和尚」・「大悲菩薩」の諡号が贈られた。これには、文観からの働きかけがあったと考えられている。また、このころ天皇の側近でありながらも画業への意欲も衰えておらず、東寺宝蔵から絵を描くための資料として宝物を借り受けたりしている。
元徳2年（1330年）10月26日には、後醍醐天皇に「究極の灌頂」「密教の最高到達点」とも称される「瑜祇灌頂」という儀式を授けた。後醍醐の肖像画として著名な『絹本著色後醍醐天皇御像』（重要文化財、清浄光寺蔵）はこの時の様子を描いたものである。また、同年11月23日には、後醍醐の中宮（正妃）である西園寺禧子にも瑜祇灌頂を授けた。
元徳3年4月29日（1331年6月5日）に、後醍醐天皇と鎌倉幕府の戦いである元弘の乱が勃発した。後醍醐の腹心だった文観は同年5月5日に捕縛され、6月8日には鎌倉へ護送、最終的に薩摩国硫黄島へ流刑となった。後醍醐勢力ははじめ惨敗して、後醍醐帝自身も隠岐島に流されたが、帝が同島を脱出すると戦いの風向きは変わってきた。この時、後醍醐は真言律宗の拠点である尾道の浄土寺に祈祷を求めており、後醍醐天皇がいかに律宗と密教を重視していたかがわかる。元弘3年（1333年）5月27日に文観は主君に先駆けて京都に帰還し、6月5日には後醍醐帝も凱旋して建武の新政を開始した。

### 建武政権東寺時代略歴

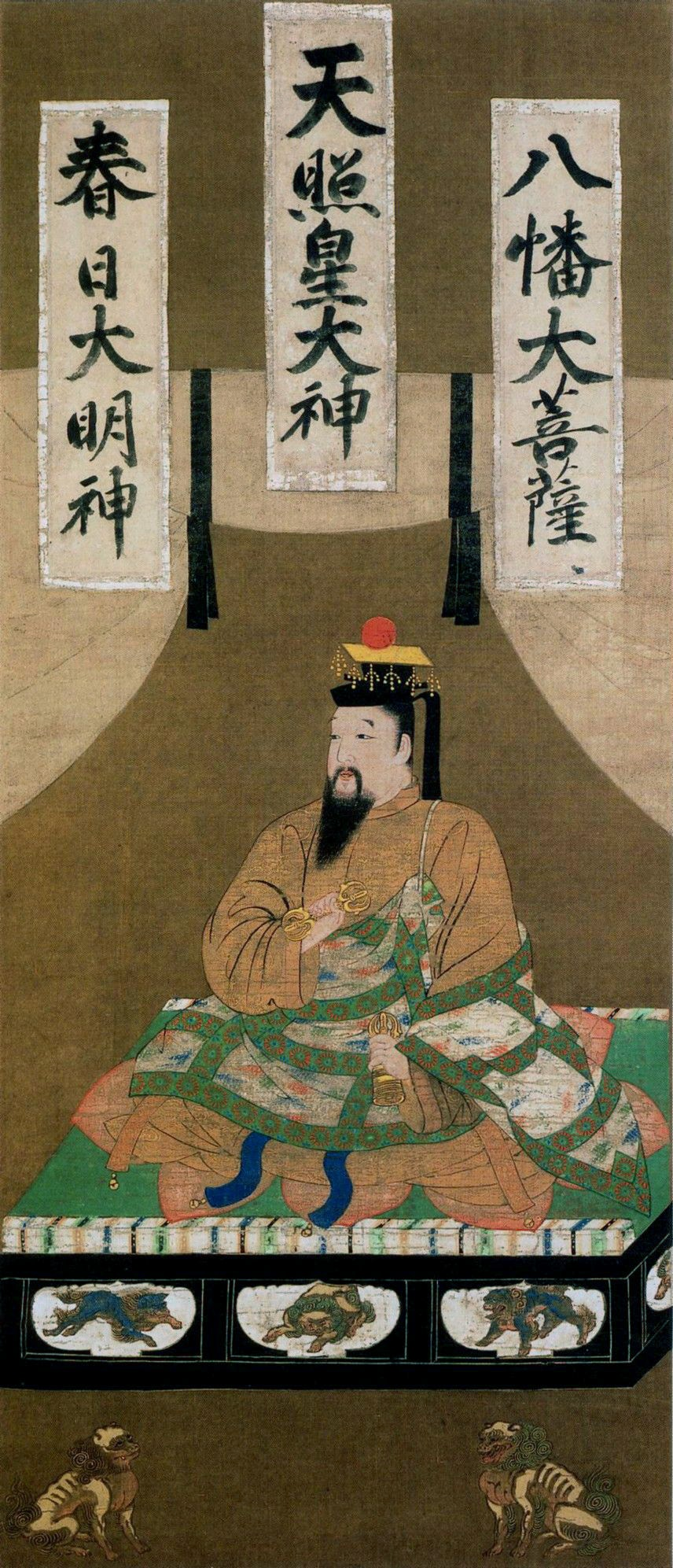
文観開眼『絹本著色後醍醐天皇御像』（1339年、清浄光寺蔵、重要文化財）。文観によって真言密教最秘の儀式である「瑜祇灌頂」を授けられ、王法・仏法・神祇の統合の象徴となった図。

元弘3年（1333年）6月5日の建武政権開始後、しばらく文観の音沙汰はなくなる。しかし、10月25日に後醍醐天皇は、腹心の武将楠木正成の菩提寺である観心寺に対し、弘法大師空海作と伝わる不動明王像を引き渡すように、綸旨（天皇の私的命令文）をもって命じている。正成と観心寺も素早くこれに応じ、翌日には正成自らの護送によって不動明王像が宮中に運ばれた。この一連の動きには、文観の献策があったとも言われている。
建武元年（1334年）3月には、叡尊ゆかりの石清水八幡宮で国家鎮護の大法である仁王経を修した。さらに、4月から6月ころには、真言宗醍醐派の長である第64代醍醐寺座主に登った。
同年5月18日には、文観に観音信仰を伝えた母が没した。文観は亡母供養として、自ら絵筆を取って三七日（みなぬか、数え21日目）に『絹本著色五字文殊像』（重要文化財、奈良国立博物館蔵）を、五七日（いつなぬか、数え35日目）に八字文殊画像（個人蔵）を描いた。これらには、真言密教の伝統的な文殊図様の形式と、真言律宗の忍性に始まる亡母供養としての文殊信仰の両方が表現されている。
同年8月30日には東寺大勧進職に補任された。これは、戒律関係の高僧が任じられる慣例のため、文観は真言僧というより律僧としてこの地位に就いたものとみられる。そして、建武2年（1335年）3月15日、数え58歳のとき、文観はついに真言宗の盟主である正法務・第120代東寺一長者に補任された。貴種が尊ばれた旧仏教界において、地方の平民に生まれた律僧出身者が栄耀栄華を極めたというのは異例である。
しかし、中央仏教界における要職を一手に独占した文観に対し、紀伊国（和歌山県）の高野山金剛峯寺からは痛烈な批判が浴びせられ、解任を求める訴状が提出された。この上奏文は、文観の独裁による弊害を危惧したという体裁にはなっているが、実際には文観の低い出自とそれにまつわる偏見に批判が集中している。そのため、仏教美術研究者の内田啓一によれば、後醍醐天皇がある人物を寵遇したことそのものが問題だったのではなく、その人物が律僧出身者という低い身分だったことに高野山からの反感があったのではないか、という。
建武2年（1335年）10月から年末にかけては、文観は東寺一長者として多忙な公務をこなした。10月14日に播磨国（兵庫県）で青年期に支援をしてくれた宇都宮長老の菩提を弔い、1週間後の21日には京都に戻って国家鎮護の大法である仁王経法を行じ、その1週間後の28日にはやはり護国の法会である仁王会を修した。30日に舞楽曼荼羅供、閏10月にも週ごとに後醍醐天皇のための祈祷や儀式を行った。同年12月13日には、東寺西院御影堂に三衣と鉢を、同月25日には河内国（大阪府）の天野山金剛寺 (河内長野市)に仏舎利を施入した。
翌建武3年（1336年）1月7日には、東寺の大法である後七日御修法を開始した。しかし、この頃既に後醍醐天皇と足利尊氏の戦いである建武の乱が始まっており、10日に尊氏が京都へ攻め入ったため、後七日御修法は中断された。やがて尊氏は敗退し九州に退いたため、文観は京へ戻り、3月21日には大僧正に補任された。だが、尊氏は九州で多々良浜の戦いに勝利して再起し、5月には湊川の戦いで楠木正成を敗死させて京に迫った。
この頃、文観は要職を解任され、6月には第65代醍醐寺座主として尊氏と親しい三宝院賢俊が、9月には第121代東寺一長者として成助が補任されている。通説的見解では、この二人は文観の敵対派閥であり、文観を排除したのだとされている。しかし、内田は、実際にはこの2人は文観から付法（伝授）を受けたことがあるため、師から弟子への穏当な交替と見なすことも可能であることを指摘している。尊氏の攻勢は続いているとはいえ、この時点での帝位は依然として後醍醐天皇であることも傍証となるという。
10月1日には後醍醐天皇によって河内国天野山金剛寺が勅願寺に指定された。11月7日、京都攻略を完了した足利尊氏は『建武式目』を発布して幕府を開いた。
なお、この時の戦乱で、観心寺から宮中に移されていた伝・空海作の不動明王像の本体は焼失した。しかし、この数年以内におそらく文観の監修によって模造が作成され、後に観心寺に寄進された。観心寺における不動明王像等の配置は、文観の「三尊合行法」に従っているとも言われる。文観監修（推定）の不動明王像は、重要文化財に指定されている。

### 南朝吉野行宮時代略歴

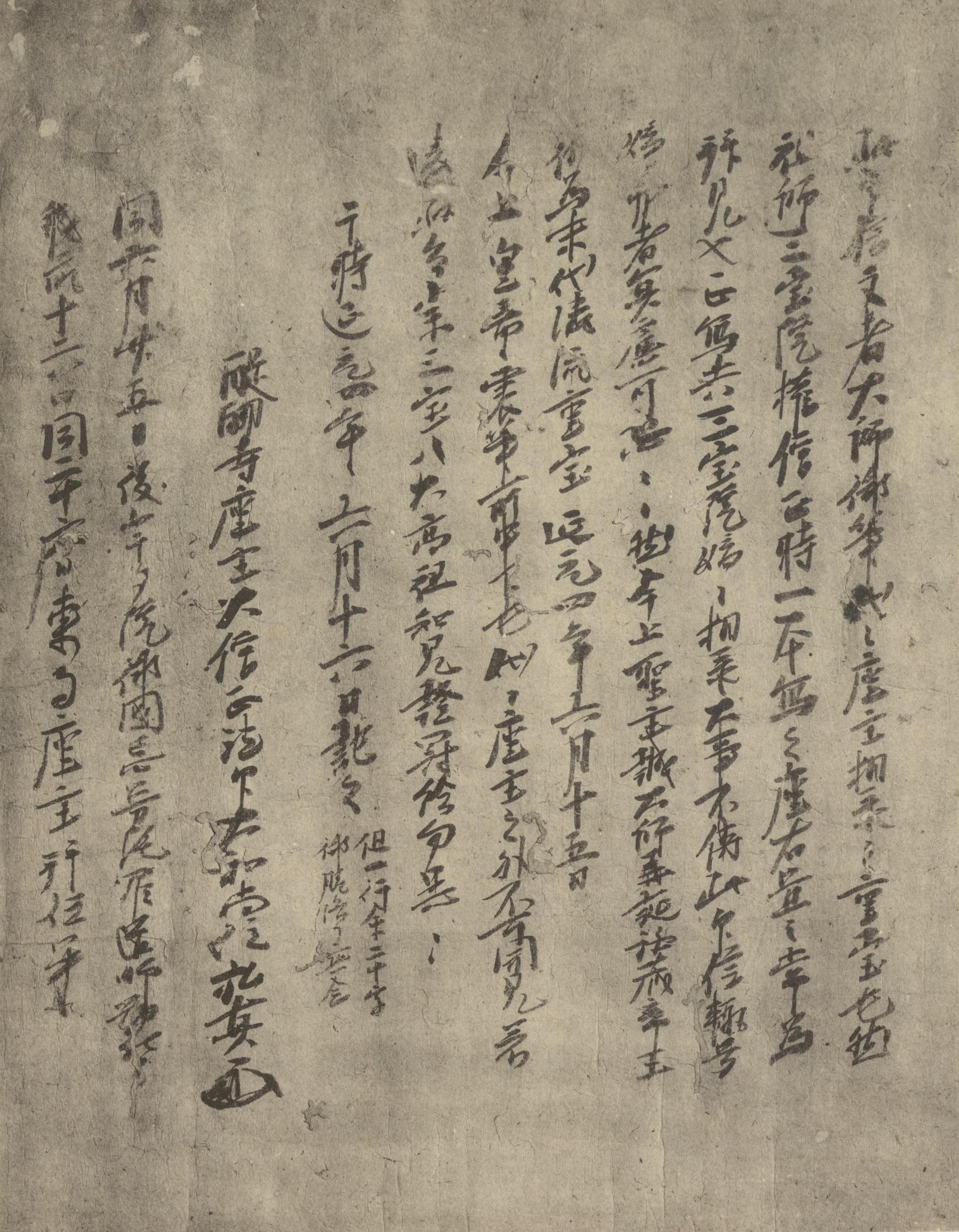
文観書『後醍醐天皇宸翰天長印信（蠟牋）』奥書（後醍醐天皇による本文と共に国宝、醍醐寺蔵）

延元元年/建武3年12月21日（1337年1月23日）、後醍醐天皇が京から脱出して大和国吉野（奈良県南部）で南朝を開き、南北朝の内乱が勃発した。この時後醍醐天皇に付き従った真言宗の高僧は、文観の兄弟弟子かつ弟子である元・醍醐寺座主の道祐である。一方、文観は南朝成立時点で後醍醐に随行したかは不明である。当時は文観から真言宗全体への影響力がまだ残存していたとみられることから、どちらかといえば数か月遅れて南朝に合流したとも考えられる。少なくとも、延元2年/建武4年（1337年）3月15日には文観は吉野にいたと見られ、金峰山周辺で著作活動を行っている。文観はこのときちょうど数え60歳である。
文観は、延元2年/建武4年（1337年）後半から延元3年/暦応元年（1338年）にかけては、著作活動と仏教美術の監修に専念した。後醍醐天皇は吉野で帝自ら盛んに修法（祈祷）を行っており、それを補佐するための後醍醐専属の学僧という面があったと思われる。また、延元2年/建武4年（1337年）には吉野現光寺に赴き、自身が37年前に描いた叡尊画像を見て感慨のあまり再署名を行っている。既に功成り名遂げた真言宗の政僧ではあるが、この時期たびたび律僧としての署名も行い、戒律護持を志す初心に立ち返ることを表明している。
一方この頃、南朝鎮守府大将軍の北畠顕家や南朝総大将の新田義貞らが討死し、幕府の足利尊氏は北朝から征夷大将軍に補任されるなど、南朝は軍事的に窮地に立たされていった。なお、正確な制作時期は不明だが、吉野の吉水神社には、文観の絵筆と後醍醐天皇の書の合作による両界種字曼荼羅が残されており、この頃、文観と後醍醐天皇が戦死者たちの安寧を祈って自らの手で制作したものであると考えられている。
こうした中、文観は南朝大僧正として、後醍醐天皇によって延元4年/暦応2年（1339年）1月25日に第66代醍醐寺座主に再任され、6月26日には東寺長者より上位の地位である第3代東寺座主となった。しかし、北朝側にはこのような記録が見当たらないため、あくまで南朝側の僧職であったとみられる。また、文観は吉野にあって京都の大寺院に実権があったとは考えにくく、名誉職であるとも考えられる。仏教美術研究者の内田啓一によれば、「東寺座主」など後醍醐の父帝の後宇多上皇が用いた僧職名を用いていることから、後醍醐天皇が、父の後宇多の政策を後継者として引き継いでることや、まだ南朝が大寺院に対し任命権を持っていると主張することなどを意図した政治的行動ではないか、という。
なお、延元4年/暦応2年（1339年）6月16日には、文観は真言宗の至宝の一つ『天長印信』の書写を後醍醐天皇に依頼し、自身も料紙装飾や奥書の執筆に関わったが、これが国宝『後醍醐天皇宸翰天長印信（蠟牋）』である。
同年8月16日には後醍醐天皇が崩御。崩御前日に子の後村上天皇が践祚し、文観は先帝に引き継ぎ後村上帝の崇敬を受け、護持僧（天皇を祈祷で守護する僧）に任命された。9月21日には、文観は後醍醐帝の五七日供養を行い、『絹本著色後醍醐天皇御像』（重要文化財、清浄光寺蔵）の開眼を行っている。一方、北朝側でも将軍足利尊氏の強い要望により後醍醐帝への盛大な供養が行われ、禅宗では夢窓疎石による天龍寺の創建、真言宗では足利将軍家の邸宅である三条坊門殿内の等持院で百日忌が開催された。
その後の約10年間、文観の確実な足取りは不明だが、学術的著作の執筆は継続している。また、興国3年/暦応5年（1342年）3月21日の弘法大師忌には高野山に現れて、大覚寺統重代の御物でかつて文観が後醍醐天皇から下賜された袈裟を寄進している。このとき文観が袈裟を包むのに使用した箱「蒔絵螺鈿筥三衣入」（金剛峯寺蔵）は、箱そのものが美しい芸術品であり、重要文化財に指定されている。
正平3年/貞和4年（1348年）1月、室町幕府執事の高師直によって南朝の仮の首都である吉野行宮が陥落し多数の建築物や宝物が焼失、後村上天皇は賀名生に逃れた。同じ年の7月25日、文観は多数の霊宝を、かつて自身を非難した高野山に寄進している。これは文観が真言宗内部にいまだ一定の権勢を持っていることを示す行動でもあるが、内田の推測によれば、貴重な霊宝を戦火から守って未来に残すには、大寺院である高野山に保管するのが最も良い方法と考えたのではないか、という。また、霊宝の保護を優先して、かつて自分を痛烈に批判した敵対派閥にも私情を挟まず寄進する姿からは、文観の清浄な性格が窺えるのではないか、と内田は主張している。

### 最晩年略歴

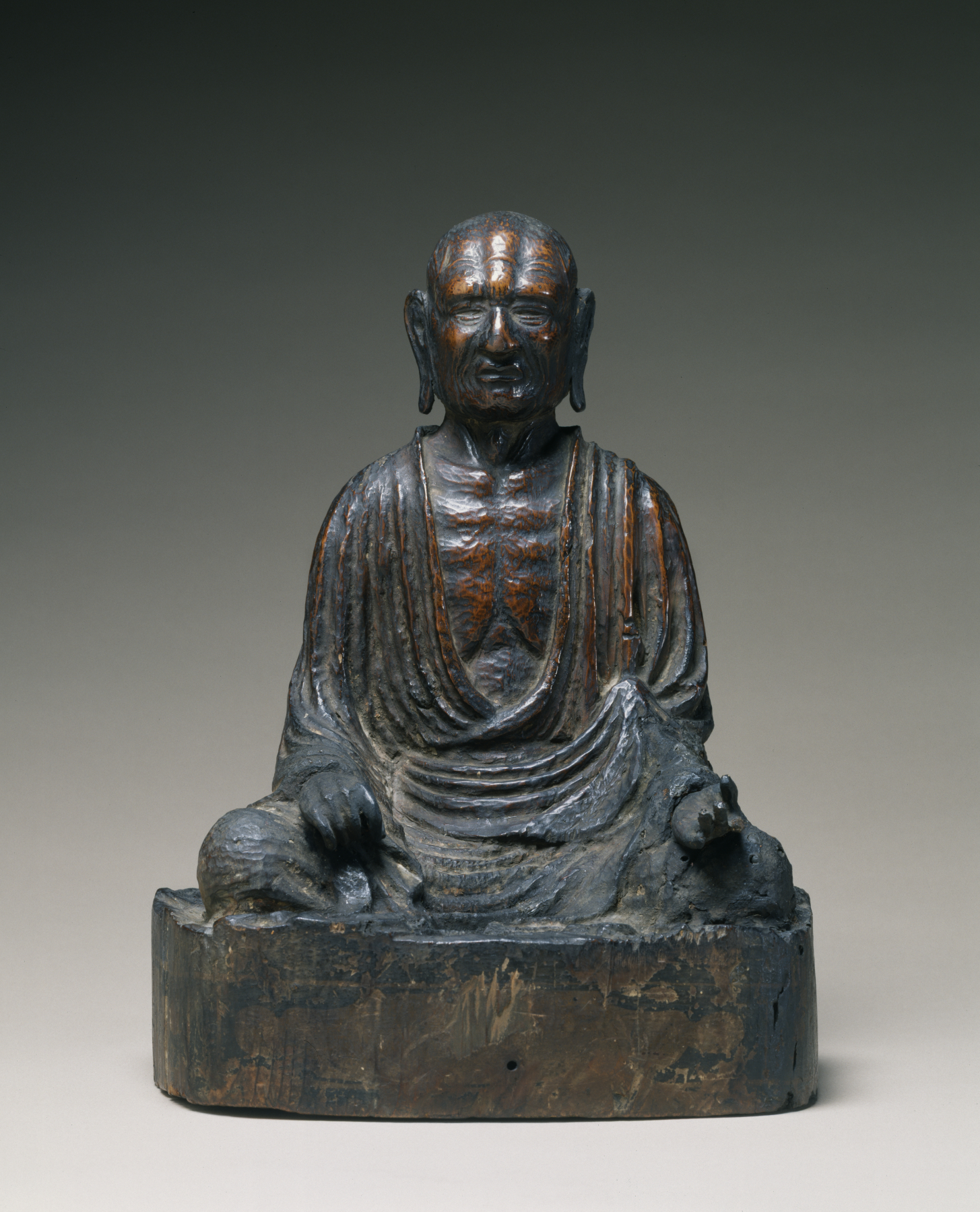
仏僧の彫像。底銘「沙門文観正平二年」（1347年、ウォルターズ美術館蔵）。文観を彫像したのか文観が彫像したのかは不明。

吉野行宮を陥落させられた文観は、翌年の正平4年/貞和5年（1349年）には、山城国相楽郡（京都府木津川市等）の浄瑠璃寺西峰五智輪院を隠棲先と定めた。これには、後村上天皇が座す賀名生行宮の周辺には高僧が住むのに適した大寺院がなかったことや、浄瑠璃寺は行政区分上は山城国（京都府）ではあるものの南都（奈良県奈良市興福寺）に近く、戦略上重要な拠点であることなどが挙げられる。同年半ばには、文観は2度に渡って霊宝を浄瑠璃寺に寄進している。
正平5年/観応元年（1350年）、室町幕府の内紛である観応の擾乱が発生した。様々な混沌を経たのち、正平6年/観応2年（1351年）10月に北朝征夷大将軍である足利尊氏が南朝に帰順したため北朝は瓦解し、後村上天皇が唯一の天皇となり、元号も「正平」一つとなる正平の一統が行われた。
翌11月、文観は後村上天皇を支えた功労者として正法務・東寺一長者に再補任され、16年ぶりに真言宗の頂点に立った。このとき数え74歳。また、このころ慶派の名彫刻家である康俊を見い出し、東寺大仏師に取り立てている（なお文観の壮年期の朋友である興福寺大仏師康俊とは同名別人である）。
翌年の正平7年（1352年）1月には、東寺一長者として東寺の大法である後七日御修法を主催した。16年前には建武の乱で中断していたため、数え75歳にしてこのとき初めて完遂したのであった。しかし、後七日御修法の配下には文観の息のかかった僧は十数人中1人しかおらず、久しぶりの京にあって文観の勢力は脆弱だった。同年5月には、八幡の戦いで足利氏に敗北した後村上天皇が京を逐われて南北朝の内乱が再開し、文観の再度の栄華は半年程度だった。
その後しばらく文観がどこにいたのか不明であるが、南朝の重鎮である左大将洞院実世の依頼で『十一面観音秘法』を著しており、十一面観音を本尊とする大和国初瀬（奈良県桜井市初瀬）の長谷寺などが考えられる。
正平9年/文和3年（1354年）10月28日に後村上天皇が行宮（仮の皇居）を河内国（大阪府）の天野山金剛寺に移すと、文観も護持僧として随行して同寺に居を構えた。数え77歳。この時の金剛寺の学頭（寺務を統括する僧職）は、膨大な仏教書を写したことで名高い禅恵という学僧だった。禅恵は文観に弟子入りして聖教を伝授され、「門弟随一」を称した。
正平12年/延文2年10月9日（1357年11月21日）、文観房弘真は金剛寺大門往生院で入滅した。数え80歳だった。奇しくも、北朝で足利尊氏の護持僧を務めた三宝院賢俊も同年閏7月16日に入滅していた。
入滅後しばらくの間は、文観の学派は一定の規模があったと見られている。しかし、南朝の衰退とともに徐々に文観派も記録が不明瞭になっていった。戦いの趨勢が決した南北朝時代末期ごろ、北朝で書かれた軍記物語『太平記』（1370年ごろ完成）や宥快による仏教書『宝鏡鈔』（天授元年/永和元年（1375年））などによって、文観は妖僧という汚名を着せられた。文観の歴史的実像が解明され、名誉が回復されたのは、入滅後650年ほど経った21世紀初頭のことである。

## 生涯

### 播磨国法華山時代

#### 誕生
鎌倉時代中期、弘安元年1月11日（1278年2月4日）、播磨国（兵庫県）にて、宇多天皇の孫で宇多源氏の祖である源雅信から数えて第13代目の子孫にあたると伝えられる地方豪族、大野重真（通称は源太夫）の孫として誕生（『瑜伽伝灯鈔』）。当時、日本は元寇第一回である文永の役（文永11年（1274年））が終わったばかりで、次のモンゴル軍来襲（弘安の役（弘安4年（1281年）））に備えて不安な政情の世だった。
文観の実家であるこの大野氏については、播磨国北条郷大野（兵庫県加古川市加古川町大野）に居住する一族だったと考えるのが通説である。実際、同地には常楽寺という寺院が存在し、文観の在世中に真言律宗の西大寺末寺として活動が活発で、のちに同寺に務めた宇都宮長老という人物が文観の関係者だったことからも証明される。
『瑜伽伝灯鈔』は次のような高僧誕生伝説を伝える。文観の母は懐妊時、如意輪観音（にょいりんかんのん、観音のうち「如意宝珠」と「法輪」という宝具によって人の苦悩をやわらげ現世利益を与える形態）と白衣観音（びゃくえかんのん、観音のうち慈悲・清浄を司る形態）に祈って誓願した。すると、夢の中に観音菩薩が出てきて、空中の月輪（がちりん、智慧の象徴である満月）を手に取り、その上には三果宝珠（さんかほうじゅ、仏果（悟りの境地）を表す三つの宝珠）があった。真ん中は白い宝珠で、左右は青・赤の宝珠だった。観音が、どれか一つの宝珠を選ぶように示したので、文観母は、真ん中の白の宝珠を選んで手にしたが、そうして生まれたのが文観房弘真であるのだという。

#### 仏門に入る

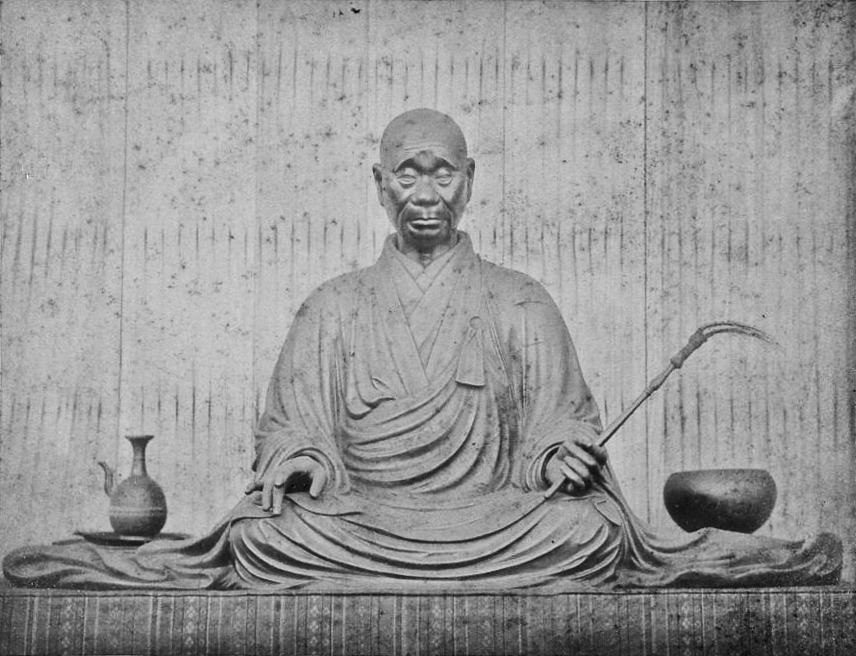
『木造叡尊坐像〈善春作／〉』（弘安3年（1280年）、西大寺蔵、国宝）

正応3年（1290年）、数え13歳のとき、播磨国法華山において、真言律宗の巌智律師という僧に入室し（＝弟子となり）、慶尊のもと得度した（＝剃髪して出家した）（『瑜伽伝灯鈔』）。ただ、慶尊のもとでは、まだ形同沙弥（ぎょうどうしゃみ、形式上は剃髪したが、まだ「十戒」というものを受けておらず、正式ではない僧侶）という見習い身分だったともみられる。この法華山というのは、兵庫県加西市にある天台宗の古刹一乗寺の山号（称号）でもあるが、内田啓一は、この場合は物理的に一乗寺がある山の名前ではないかとし、文観はその山内にある真言律宗の律院（寺）に入ったのではないかという。
真言律宗というのは、鎌倉時代、西大寺（大和国奈良（奈良県奈良市））の「興正菩薩」叡尊（えいそん、建仁元年（1201年） - 正応3年（1290年））によって開かれた仏教の一宗派である。真言宗とは別の宗派であるが、叡尊自身も含めて真言律宗の多くの僧は真言密教を奉じ真言宗の僧も兼帯していたので、全くの無関係という訳ではなく、真言宗の一派・分派と見なすことも可能である。叡尊の活動は多岐に渡るが、1. 仏教界の堕落に対処するため、戒律（仏教における規律・規範）を重視して復興を図ったこと（律宗）、2. 釈迦・文殊菩薩・舎利（しゃり、釈迦の遺骨）への信仰を重視し、荒廃した寺院を復興し、様々な仏像を作成させたこと、3. 大衆との関わりを重視し、貧民救済などの慈善事業を活発に行ったこと（忍性も参照）、4. 密教僧として、鎌倉時代を代表する密教美術の制作を多く指揮・監修したこと、等々の4つの点が特に重大な活動として挙げられる。これらの活動は別個にあるものではなく、全てが補完して叡尊という人間を形跡している。本項目の文観もまた、宗祖の叡尊と同じく多分野で活躍した人で、それぞれの分野での活動・業績が別個に独立してあるのではなく、相互補完の関係にある。
文観の最初期の師の一人である慶尊という人物は、叡尊の直弟子の一人で、弘安3年（1280年）ごろには観性房慶尊として西大寺で活動していたとみられる（仏師善春作『木造叡尊坐像』像内納入品「授菩薩戒弟子交名」）。正確な時期は不明だが、その後、慶尊は生国の播磨国（兵庫県）に戻り、法華山を拠点にして布教活動を行っていたと考えられる。
やや話を遡ると、法華山と叡尊の関わりは、弘安6年（1283年）ごろから始まる（『感身学正記』弘安8年（1285年）7月23日条）。この頃から、法華山は「殺生禁断」の起請文（きしょうもん、神仏へ誓う文）を掲げて叡尊の訪問を要望し、宿老4、5人が西大寺を訪ねること7回に及んだ。そこで弘安7年（1284年）冬、叡尊は僧侶の評定を開いたのち、法華山への訪問を決定し、弘安8年（1285年）春には伺うと約束していた。ところが、叡尊は、幕府・朝廷双方から四天王寺別当という仏教界の重職に就くことを要請されており、さすがに勅命を断ることはできず、結局、弘安8年（1285年）春は四天王寺で活動を行うことになった。そして、遅ればせながら同年7月23日、大和国（奈良県）の西大寺を発ち、28日に播磨国（兵庫県）の法華山に到着した。それから様々な仏教活動が行われ、8月7日には、叡尊は2,124人もの人に菩薩戒（出家・在家を問わず守るべき基礎的な規律）を授けた。
このように、法華山と叡尊は一定の関わりがある間柄だった。だが、その叡尊という鎌倉仏教史を代表する巨人は、文観が仏門に入ったまさにその年の、正応3年8月25日（1290年9月29日）に入滅した。10年後、叡尊は後伏見天皇から「興正菩薩」の諡号を贈られた（『続史愚抄』巻第11）。

#### 文殊と観音に帰依する

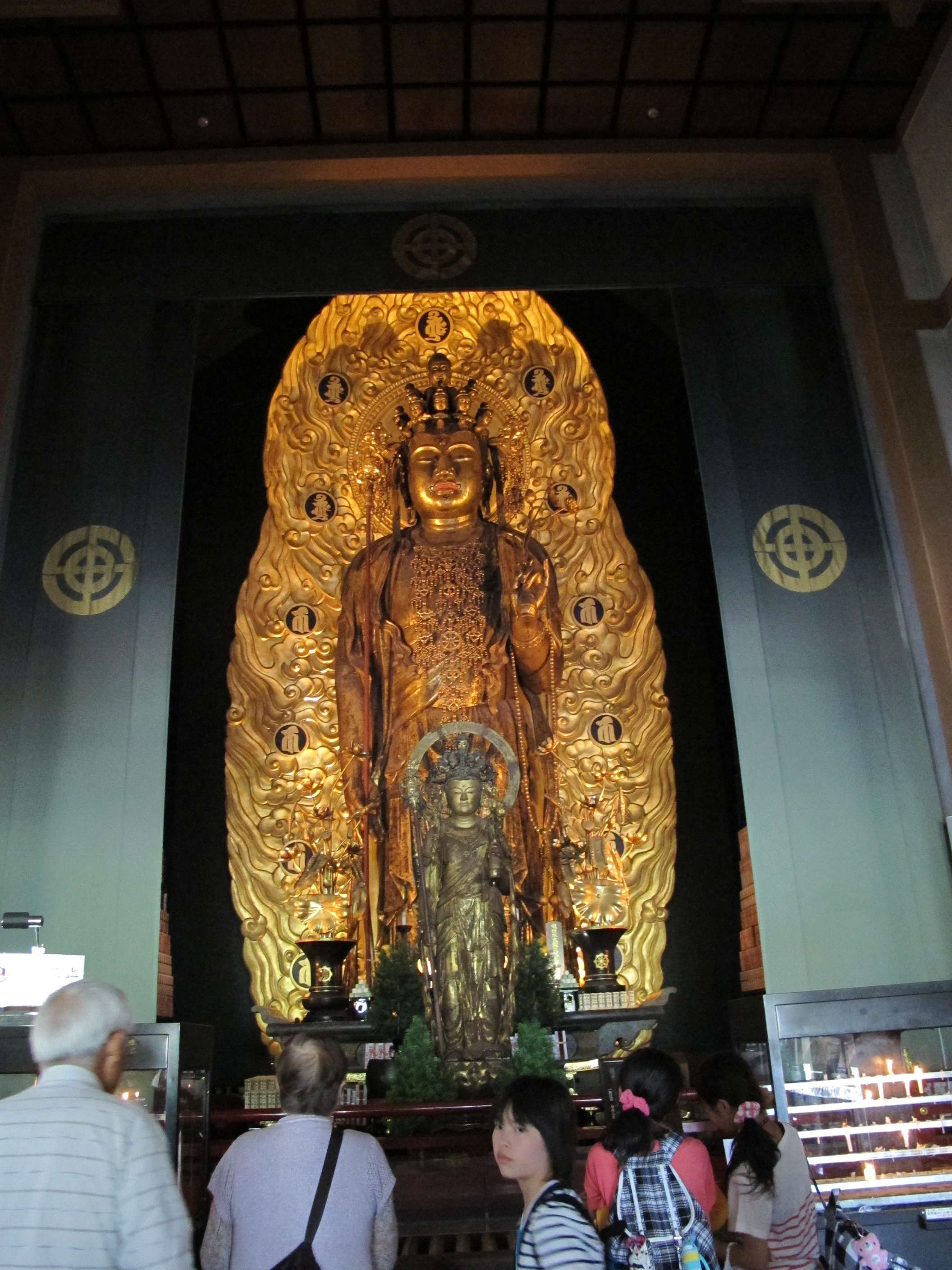
文観が信仰した錫杖は長谷寺式十一面観音の持物（長谷観音）

話を文観に戻すと、仏門に入った翌年の正応4年（1291年）2月上旬、文観は文殊菩薩への帰依を表明し、菩提心（悟りを求め衆生を救済しようとする心）を祈誓（誓願）した（『瑜伽伝灯鈔』）。真言律宗は文殊信仰が強く、たとえば『大乗本生心地観経』報恩品の「文殊師利大聖尊／三世諸仏以為母／十方如来初発心／皆是文殊教化力」の四句がしばしば標語として用いられ、文殊は過去・現在・未来のあらゆる仏の母として、人に菩提心を促す存在と見なされた。文観もまた、叡尊の直弟子である慶尊を通して、文殊による菩提心という信仰を学んだのだと考えられる。
『瑜伽伝灯鈔』が伝える伝説によれば、このころ、文観は奇妙な夢を見たという。その夢の中に母と梵篋（ぼんきょう、経典を入れた箱）が現れて、梵篋の中には一つの宝珠と一つの錫杖があった。そこで、文観は梵篋の中に入ったという。そして、文観はこの夢によって真言律宗の本拠地である奈良へ行くことを決意したのだという。
伝説そのものの真偽はともかく、少なくとも、文観の文殊・宝珠・錫杖に対する信仰がこのころ芽生えたのだと解釈することは可能である。錫杖は普通、地蔵菩薩の象徴であるが、文観の場合は、長谷寺式十一面観音の錫杖を想定したものとみられる。
こうして、文観は、母から観音信仰を、真言律宗から文殊信仰を受け継いだ。文観の名前のうち、房号（仏僧の仮名）である「文観」と、律僧としての法諱（仏僧の本名）である「殊音」は、「文殊・観音」→「文観・殊音」というアナグラムであるというのが通説である。

### 大和国西大寺時代

#### 沙弥になる

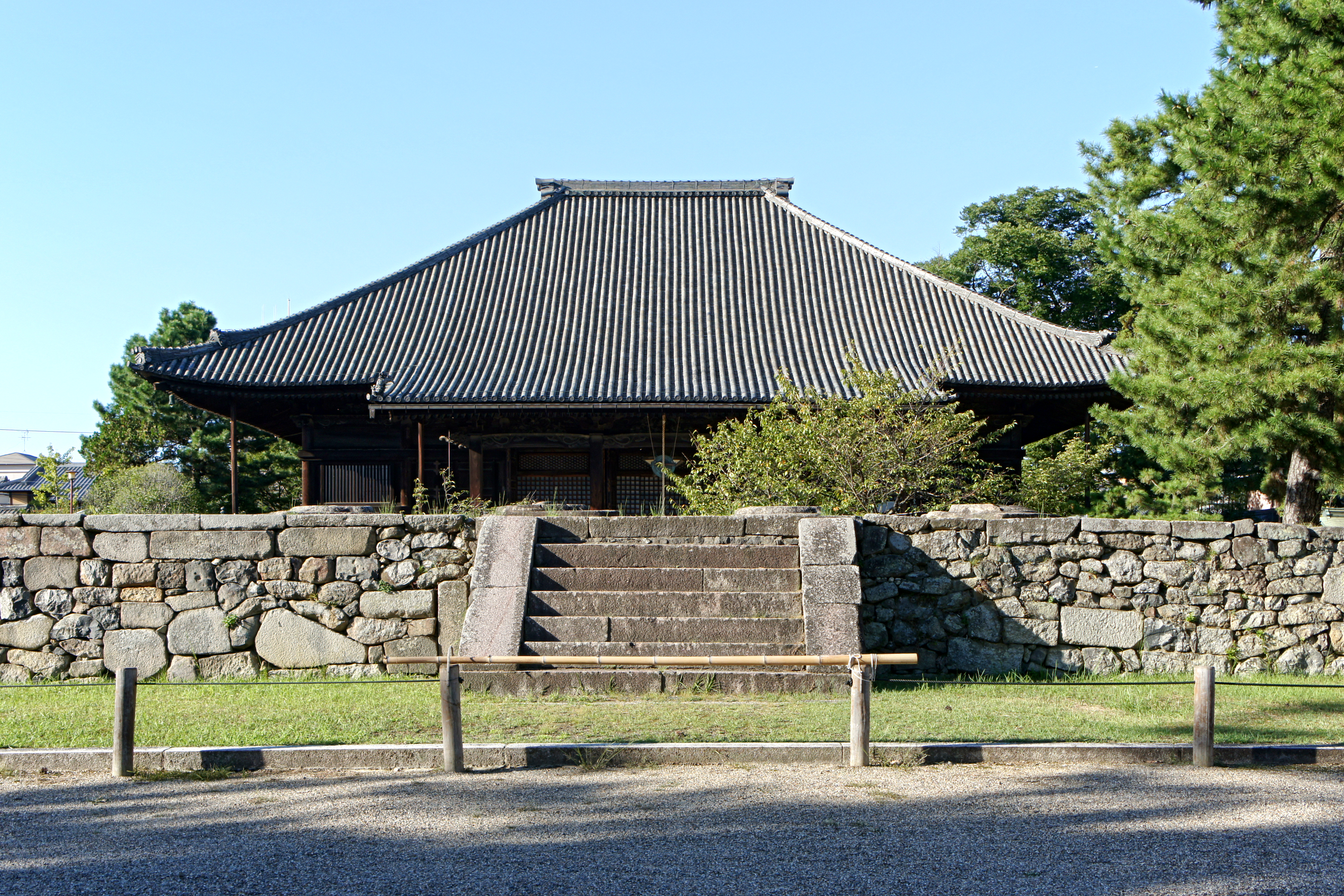
西大寺本堂

正応5年（1292年）、数え15歳の文観は奈良に上り、まず興福寺の良恩のもとで3年ほど法相宗を学んだ（『瑜伽伝灯鈔』）。なぜ真言律宗の本拠地である西大寺ではなく、先に興福寺に入ったのかといえば、本末（寺社の従属関係）では、興福寺の方が本山に当たるからだったと考えられる。西大寺別当（西大寺の長官）は興福寺寺僧でもあった。また、叡尊は興福寺で真言律宗の布教活動をしたことがあり（『感身学正記』文永2年（1265年）閏4月8日条）、この当時、法相宗と真言律宗の間には交流もあった。
一通りの法相宗を修めた文観は、永仁3年（1295年）、同じ奈良にあり、真言律宗の総本山である西大寺に移った（『瑜伽伝灯鈔』）。そして、真言律宗第2世長老である信空（諡号は慈真和尚）のもと、律蔵（「三蔵」の一つで、仏典のうち僧団での規則や道徳などについての教えを説くもの）を学ぶことになった（『瑜伽伝灯鈔』）。
さらに、信空からは勤策十戒（ごんさくじっかい）というものを受けた（『瑜伽伝灯鈔』）。勤策十戒とは、沙弥十戒（しゃみじっかい）あるいは単に十戒とも言い、「不殺生」（人を殺してはならない）をはじめ、僧侶として守るべき10の戒律（規則）のことである。数え18歳にしてようやく文観は勤策＝沙弥、つまり見習いとはいえ、正式な仏僧になったのである。

#### 絵を描き始める

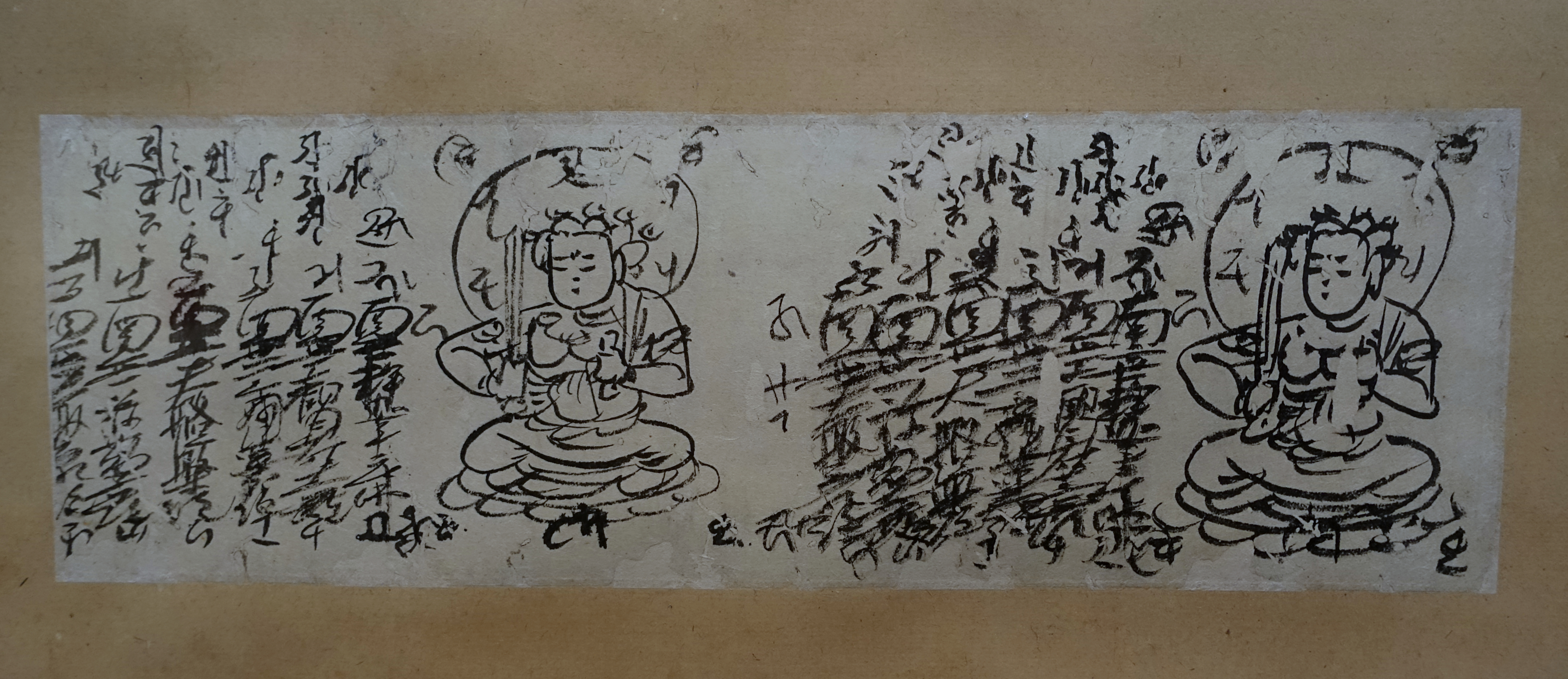
文観房弘真画『日課文殊』（フリーア美術館蔵）。文観が毎日の修行として文殊菩薩を描いたもの。

数え18歳、西大寺で沙弥（見習い僧侶）として修行を始めた文観は、絵画の練習も行うようになった。
真言律宗は絵筆に巧みな僧侶が多く、そもそも宗祖である興正菩薩叡尊自身が、画僧としての才能もあったと言われる。着色画こそ現存していないものの、『図像抄』（嘉禄2年（1226年）、奈良県宝山寺蔵）では、叡尊の筆による図像が載っており、宗祖自身が20代のころから既に絵師としても活躍していたのである。また、文観の先輩に当たる律僧の一人は、「日課文殊」という、日課の修行として文殊画像を描く修練を行っていた。文観もまた、こうした土壌に育てられて、絵を習い始めたと考えられ、やはり日課文殊の作品を残している。
仏教美術研究者の内田啓一は、文観はこのころ、その画技を見込まれて、唐を代表する高僧で法相宗の祖である慈恩大師の画像を描く絵師に抜擢されたのではないか、と推測している。論拠の第一として、『感身学正記』によれば、建長3年（1251年）の時点で、玄奘三蔵と慈恩大師のどちらの画像を制作するか叡尊の周囲で議題が持ち上がり、このときは三蔵法師の方が選ばれたものの、慈恩大師の画像を作る機運が西大寺内で高まりつつあった。第二として、文観入滅のおよそ300年後、狩野派の絵師である狩野永納が、文観による慈恩大師の画像を観て感嘆したと書き残しており（『本朝画史』（延宝6年（1679年）））、永納がそれをどこで観たのかは不明であるが、文観による慈恩大師画像が17世紀まで残存していたことが知られる。したがって、これら二つの記述を合わせれば、文観がこのころ西大寺内で慈恩大師の画像を描いていたとしても、不思議ではないのではないか、としている。

#### 比丘になる
正安2年（1300年）、数え23歳の時、文観は菩薩大苾芻位（ぼさつだいびっしゅい）を受けた（『瑜伽伝灯鈔』）。苾芻（びっしゅ）とは比丘（びく）と同義語で、つまり一人前の僧侶になったのである。
真言律宗の場合、『梵網経』による梵網十重禁戒を授かるのが、比丘になる要件である。入門編である勤策十戒が自分自身を戒める誓いなのに対し、梵網十重禁戒は他人も考慮した戒律になっており、例えば「7. 自讃毀他戒（自讃を止め他人を中傷しないこと）」「8. 慳生毀辱戒（人に物惜しみをしないこと）」「9. 瞋不受謝戒（他人が謝罪したら怒りを止めてすぐに受け入れること）」といったものがある（『梵網経古迹記』）。
比丘になった同年閏7月21日には、大和国吉野の現光寺（後の奈良県吉野郡大淀町の世尊寺）で叡尊の画像を描いている（のち東京都室泉寺蔵）。この仏画は、文観の年齢があまりにも若すぎるため、本当に文観の真作かどうか疑われたこともあったが、仏教美術研究者の内田啓一は、絵師としての力量に年齢は関係ないとして、確かに文観のものであるとしている。のち、文観が数え60歳のとき、仏教界の第一人者であった時に、この画像を再び観る機会があったようで、若いころの自分の署名の横に、昔の自作を観て感慨深く思ったことを記し、「□持菩薩戒而已　前東寺一長者醍醐寺座主法務」という署名をしている。
この絵の墨書銘によれば、文観は、この頃は「二聖院殊音」（「音」は、正確には国構えに音）と名乗っていたようである。二聖院（にしょういん）と肩書があることは、文観がこの時点で真言律宗の中心派閥にいたことを示す。つまり、二聖院は西大寺の中心的な塔頭（たっちゅう、祖師ゆかりの庵）で（『西大寺寺中曼荼羅図』）、文観はそこを住房（所属する住居）としていたのである。
しかし、所属上は二聖院でも、この年は実際には吉野の現光寺に居住していたとみられる。師の信空も、その昔、現光寺にいて「浄法房信空」を名乗ったことがあるので（『過去帳』）、おそらく信空との繋がりで現光寺に派遣されたと考えられる。

#### 真言宗に入る
正安3年（1301年）、数え24歳の時、文観ははじめて真言宗に入り、真言律宗上の師である慈真和尚信空と、真言宗醍醐派の実力者である大僧正道順の両方から灌頂（かんじょう、授位の儀式）を受けた（『瑜伽伝灯鈔』）。
文観は、信空からは両部灌頂（りょうぶかんじょう）という灌頂を授けられた（『瑜伽伝灯鈔』）。真言宗の僧侶としての信空は、叡尊を経由して、平安時代後期の高僧の元海に始まる小野松橋流という系統に連なることになる。叡尊が、真言律宗上の弟子に対し、真言宗の松橋流を授けたのが確実なのは、信空を含めてわずか3人しかおらず、いずれも叡尊の弟子としては上位10人に入るほどの高僧である。それが文観に引き継がれたということは、このとき文観は既に、第2世長老である信空の腹心の一人であり、西大寺全体としても重要な地位にいたことは間違いない。
同年、真言宗醍醐派報恩院流の大僧正道順からも、具支灌頂（ぐしかんじょう）というものを授けられ、報恩院流の真言僧にもなっている（『瑜伽伝灯鈔』）。どうやって文観が道順と知り合ったのかは不明である。松橋流も報恩院流も三宝院流から分かれたという意味では、遠い親戚と言えなくもないのだが、西大寺と醍醐寺報恩院に特に繋がりはないし、師の信空と道順も関係は薄い。ただ、本照房性瑜という真言律宗の高僧が、真言宗の勧修寺流の法脈を受けた例など、個々の律僧が西大寺本部と関係なく、独自に真言宗を学ぶ気風は当時あった。そのため、文観が道順と知り合った経緯は不明でも、文観が道順から灌頂を授けられたことそのものは、律僧として逸脱していた訳ではない。

#### 興正菩薩叡尊十三回忌供養

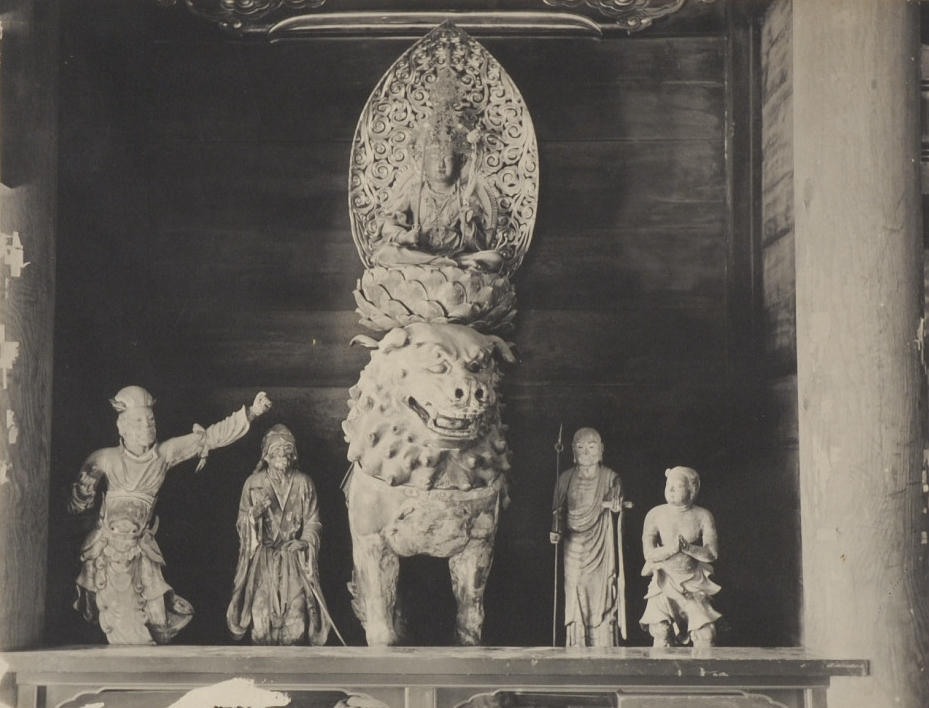
興正菩薩叡尊十三回忌のために制作された『木造騎獅文殊菩薩及脇侍像』（西大寺蔵、重要文化財）

正安4年（1302年）は、真言律宗にとって忙しい年だった。宗祖である興正菩薩叡尊の十三回忌に当たるため、その供養として盛大な仏教美術事業が行われたのである。
まず、追善供養本尊として、木造騎獅文殊菩薩およびその脇侍（きょうじ、従者）である優填王（うでんおう）・最勝老人・仏陀波利（ぶっだはり）・善財童子の「文殊五尊像」が制作された。西大寺の彫刻作品は像内納入品が多いことで知られるが、この像はそれらの中でもさらに一二を争うほど多い方で、40種以上もの品目が納入されている。
文観との関わりで特に注目される像内納入品は、『大般若経』全600巻（現存は329巻）である。この書写事業は、もともと供養とは別に永仁元年（1293年）ごろから始められていたが、途中から叡尊供養のための事業に転用されたようで、特に正安（1299年）ごろからは急ピッチで事業が進められた。1巻1巻の奥書を確認してみると、西大寺だけではなく、近くの戒律関係寺院、さらには畿内各所にある西大寺末寺の僧侶たちで分担して書写していたことがわかる。当時の事業としては女性の活躍が多いのも特徴で、全体のおおよそ1/6に相当する部分が尼によって書写されている。西大寺本部内では、特に20代の若手僧侶が書写を担当した。
ところが、当時数え25歳の文観の名前は、書写を行った人物には入っていない。そのかわり、正安4年（1302年）4月から6月ごろにかけて、という事業の最終段階で、「転読」（経典の読誦）および「読交」（書写に誤りがないかの検査）を行っていたことが見える。本来、転読は第2世長老である信空が務めるべきほどの大任で、読交もまた最終検査として責任ある行為である。そのため、文観は、真言律宗の20代若手僧侶の中の出世頭として、着々と存在感を高めていたのではないか、という。
なお、この『大般若経』の奥書の中には「文観」と署名したものもあり（35巻奥書）、遅くともこの時点から文観という房号（僧侶としての仮の名）を名乗っていたようである。

#### 西大寺の天才絵師として
正安4年（1302年）の興正菩薩叡尊十三回忌供養では、多くの仏教絵画も作られた。供養本尊の木造騎獅文殊菩薩納入品の絵画作品の目玉は、定信と永実による諸尊図像である。しかし、絵師歴7年・数え25歳に過ぎない文観もまた、西大寺を代表する有力画僧の一人として事業に参加している。
たとえば、日課文殊菩薩図像は、珍基という比丘（僧侶）と文観が描いたものの2点が納入されているが、仏教美術研究者の内田啓一の評価では、文観の作品の方が、線も図様も丁寧で巧く、「丸みのある顔や愛らしい目鼻立ち」などに特徴が見られるという。
同年6月16日には、「種字曼荼羅・文殊図像・真言・種字等」と称される作品を制作しているが、自署によれば、これは専宗房・法智房・浄智房という3人の僧から依頼されたものといい、西大寺内で画僧としての名声も築いていたことを物語る。また、紙本淡彩の「八字文殊曼荼羅図」も、落款こそないものの、文殊の愛らしい顔つきなどの画風から考えて、文観の筆であることは間違いない、と内田は主張する。
『大般若経』の奥書と統合すると、文観は正安4年（1302年）時点で、西大寺内において、画僧としても、事業を総括する僧としても、重要な地位にいたとみられる。

#### 信空長老体制の強化
叡尊十三回忌の翌年である乾元2年（1303年）7月12日には、真言律宗において叡尊と並ぶ最大の名僧である忍性が入滅した。忍性は、真言律宗を主に人道的側面から支え、学問も名誉も求めず、ひたすら貧民救済に捧げた生涯だった。忍性の人道支援活動は、のちには後醍醐天皇からも崇敬を受け、生ける菩薩として「忍性菩薩」の諡号を贈られることになる。
真言律宗を築き上げた高僧たちが世を去るのと入れ替わるようにして、第2世長老の信空を中心とする世代交替が行われていた。これを遡る正安4年（1302年）1月21日には、後宇多上皇（後醍醐の父）から信空へ、四天王寺で経を読むように院宣（上皇の私的な命令）が下るなど、叡尊に引き続き大覚寺統（後醍醐らの皇統）からの支援が保証された。信空は忍性とは同郷で、同じ額安寺（奈良県大和郡山市額田部寺町）周辺の出身といい、信空が真言律宗を継いだのも、忍性からの推挙があったからとされる。嘉元3年（1305年）、信空は兄弟子であり恩人でもある忍性に盛大な供養を行い、額安寺に五輪塔を安置した。
嘉元4年（1306年）9月上旬、信空は門弟60余人を引き連れて、備後国尾道（広島県尾道市）の浄土寺へ向かった（「定証起請文」）。浄土寺は瀬戸内海交通の要衝に位置する寺院で、西大寺の末寺としては、西国では最大規模だった。浄土寺は一時期荒廃していたのが、律僧の定証によって復興が図られ、ついに復興最大の象徴である金堂が完成したので、その記念として長老である信空が招かれたのである。それと同時に、この大規模な訪問は、真言律宗の繁栄ぶりを世間に示す、デモンストレーションの目的もあったかと思われる。
内田啓一によれば、のち、浄土寺の僧には、文観から付法を受けた（師の一人を文観とした）者が多く現れるため、若き文観もこのとき信空に同行しており、浄土寺との繋がりを得たのではないか、という。ただし次節（#播磨国常楽寺時代）で述べるように、時期的に文観はこのころ播磨国（兵庫県）で独立した長老として活動し、信空のもとにはいなかった可能性もある。その場合でも、播磨は備後への通り道であり、文観が浄土寺など瀬戸内海方面での真言律宗布教に寄与したことは疑いない。

### 播磨国常楽寺時代

#### 故郷播磨の若き律宗指導者
日本史研究者の金子哲によれば、西大寺で一人前の仏僧となった文観は、乾元2年（1303年）から嘉元4年（1306年）ごろのいずれかの年に、生まれ故郷である播磨国北条郷大野（兵庫県加古川市加古川町大野）に凱旋し、同地にある宝生山常楽寺の長老になったという。
この常楽寺は、おそらく、文観の最初の師の一人である観性房慶尊が、文観の師となった正応3年（1290年）以降のどこかで、初代長老として開山したものである（「西大寺光明真言血縁過去帳第一〈比丘衆／衆首分〉」等からの推測）。金子の推測によれば、文観の出身である地方豪族の大野氏が、新たに真言律宗の寺院を建立し、文観の師である慶尊を同地に招いて長老に据えたのではないか、という。その目的は、大野一族の誉れである文観にゆくゆくは長老を継がせるため、文観と親しい慶尊にそれまでのお膳立てをして貰おう、という積もりだったのではないかと考えられる。
ところが、播磨国での真言律宗の指導者的立場だった慶尊は、嘉元2年（1304年）2月1日から嘉元4年（1306年）2月15日にかけてのいずれかの日に没してしまった。文観は師である慶尊の容態悪化か、あるいはその死の知らせを受けて、急遽、常楽寺の第2世長老になったとみられる。
また、『峯相記』（『大日本仏教全書』117）からは、播磨国法華山（天台宗一乗寺のある山だが、ここでは一乗寺と同居する真言律宗の寺院）の住持（住職）である宇都宮長老からの勢力基盤も引き継いでいたことを読み取ることができる。この宇都宮長老というのは、勧進僧（説法を行い寺院の修繕費を集める僧侶）として活動していた僧侶とみられる。
こうして、文観は、
- 西大寺の若手エリートとしての周囲からの期待
- 生家である豪族の大野氏からの金銭的支援
- 師である観性房慶尊からの播磨国真言律宗の指導者的地位の継承
- 宇都宮長老からの勧進律僧としての事業引き継ぎ

といった背景によって、数え20代後半の若さながら、真言律宗の播磨国における指導者格となった。

#### 蛸草郷の耕地開発

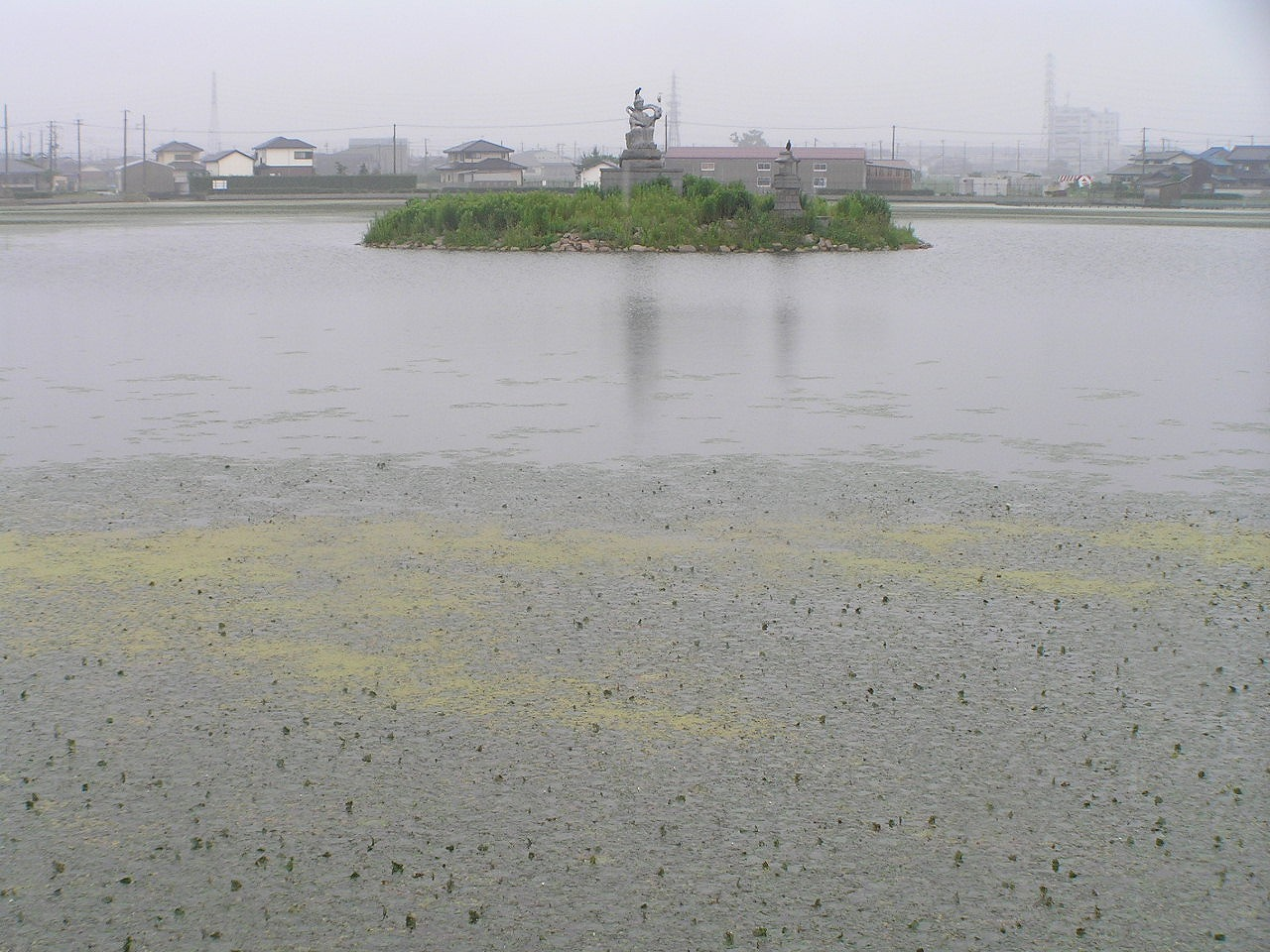
天満大池。文観がここより北西部で14世紀初頭に始めた開拓事業を契機に、14世紀末には川沿いで南東のここまで耕地開発が進んだ。

金子哲によれば、播磨国（兵庫県）における真言律宗の指導者となった文観は、土木事業によって民衆救済を図り、蛸草北村という地域の耕地開発を進めたという。金子の推測によれば、中世の蛸草北村とは、加古川市神野町の善証寺と日岡神社を含む、曇川の両端部を指す。ただし、この地域は近世の「蛸草郷」には含まれない。この文観が始めた事業のおかげで、14世紀に渡って、文観を継承した真言律宗勢力によって、川沿いの南東方向、つまり近世における「蛸草郷」へ開発が進んだ。そして、14世紀末にはついに、加古郡稲美町の天満大池の整備という一大事業まで完遂することができ、地域の福祉に大きな貢献をしたのだという。
以下に、金子の論旨を述べる。
まず、金子は神奈川県鎌倉市の臨済宗円覚寺に残る正和4年（1315年）6月21日付の2通の書状（『鎌倉遺文』25551・25552）を論拠として挙げる。これらの文書は、鎌倉五山第2位という強大な仏教勢力である円覚寺と、そして円覚寺の背後にいる北条得宗家の被官（私的な家臣）によって書かれたものである。文書からは、円覚寺・得宗に匹敵する勢力が、播磨国の「蛸草北村」という場所を新規開発しており、円覚寺はその利権を狙っていたことが読み取れる。百姓層だけによって円覚寺・得宗の権力に対抗することは難しいため、これは、西大寺の若手筆頭である文観が、「蛸草北村」の耕地開発を指導していたと考えられる。
問題点は、上記の文書の存在にもかかわらず、近世において「蛸草郷」と称された地域で、真言律宗による開発の痕跡（石造物）や言い伝えが残るのは、14世紀後半ということである。これは文観が活躍したはずの時代から50年以上後のことである。
この点について、金子は、近世「蛸草郷」内の地名である「中村」が、北西端にあることを指摘した。そして、当時の郷内地名の用法からして、中世「蛸草郷」は、近世「蛸草郷」のさらに北北西に広がっており、「中村」は名前通り中心にある村だったのではないか、と推測した。実際、この北北西地域には14世紀前半の石造物が見られ、これは文観の時代と一致する。したがって、ここが前記の文書に言う「蛸草北村」であると考えられる。
金子はさらに、文観の祖父の一人は日岡神社の神主だったと推測されることにも言及し、よって、自身の拠点である常楽寺と祖父の拠点である日岡神社の政治的影響が強いこの地域から、土木事業に着手したと考えるのは自然であろう、とした。

#### 五ヶ井用水の修築事業

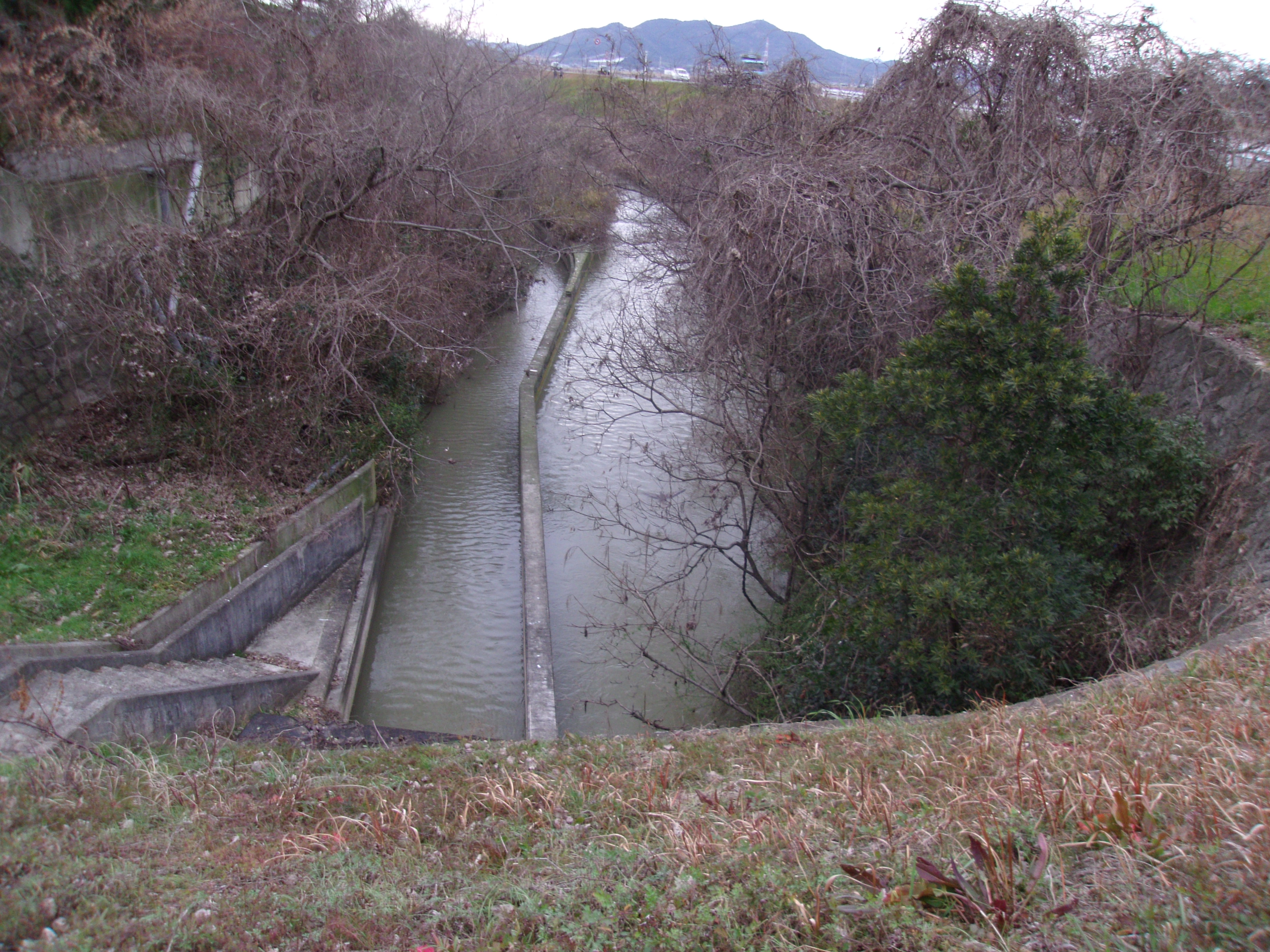
加古川水系の新井用水（左）と五ヶ井用水（右）

民衆救済事業における文観最大の貢献の一つとも言えるのが、加古川水系の五ヶ井用水の修築である。
東播磨は気候的に干魃がよく起こる地帯であり、そのため古くから用水施設が整備された。伝説では、聖徳太子がいた7世紀初頭の古代から、加古川東岸の200ヘクタールを潤す原・五ヶ井用水が作られたと言われている。五ヶ井用水はさらに中世に大規模な修築工事が行われ、700ヘクタールもの水田を潤す大型用水施設となり、「五ヶ井堰」とも言われた。五ヶ井用水は、加古川大堰が1989年に完成するまで、地域の富を生み出す基幹として利用され続けた。
金子哲は、この中世の五ヶ井用水修築事業は、文観が主導したものであると唱え、以下の議論を行った。
まず、五ヶ井用水修築に関しての寺伝を有するのは、加古川市加古川町の常楽寺・加古川町北在家の天台宗鶴林寺・加古川町寺家町（当時）の曹洞宗常住寺（のち本町へ移転）である。
- 常楽寺は、既に述べたように、真言律宗西大寺の末寺であり、文観の本拠地である[133]。
- 鶴林寺は、真言律宗ではない。しかし、弘安8年（1285年）8月9日に真言律宗開祖の叡尊が立ち寄ったことや（『感身学正記』）、応永年間（1394年 - 1428年）に復興された建築物の様式、そして大工集団が南都興福寺風の名前を持っていることから、中世には西大寺勢力と繋がりがあったのは確かである[133]。
- 常住寺は、当時は西大寺末寺の真言律宗の寺だったと思われる[134]。その論拠として、明徳年間（1390年 - 1394年）の「西大寺末寺帳」に、播磨国の末寺として、「常住寺〈四十九院〉」とある[134]。これを「行基四十九院」という古代寺院に結びつける説もあったが、播磨国に行基の49院は存在しない[134]。当時の用例に照らし合わせれば、ここでいう四十九とは夙（しゅく）の俗な書き方であり、常住寺は夙院、つまり宿院（宿を管理する寺院）だったと考えられる[134]。加古川町寺家町は、当時の地形からして宿院を設置するには良い位置だったため、寺家町の常住寺が、西大寺末寺帳に言う宿院の常住寺と同じものであることは確実である[134]。

このようにして見ると、五ヶ井用水修築に関する言い伝えを持つのは、すべて中世には西大寺勢力と密接だった寺院であり、真言律宗によって修築が進められたことは疑問の余地がない。
『加古川市史』第5巻所収「五ヶ井由来記」（明暦3年（1657年）10月頃？）では、日岡神社の日向明神と聖徳太子が力を合わせて修築したのが五ヶ井用水である、という伝説が語られる。文観の祖父の一人は日岡神社神主だったと推測され、さらに文観の常楽寺は日岡神社の別当寺（神社を管理する寺）であり、かつ聖徳太子も真言律宗で尊ばれた存在である。よって、これはおそらく文観ら真言律宗西大寺勢力によって修築が進められたという記憶が、伝承の形で残されたものと考えられる。
修築時期も文観の時代であると特定が可能である。『兵庫県史 史料編中世九、古代補遺』所収の観応元年（1350年）12月5日付「足利尊氏袖判下文案」（森川清七所蔵文書）からは、この地域が守護の直接的影響下にあったことがわかる。しかし、南北朝時代・室町時代には、守護所が播磨国西部に移動し、それに伴ってこの一帯は小規模な領主が群雄割拠するようになり、用水修築のような大工事を行うことができる勢力がいなくなる。よって、西大寺勢力を率いる文観という強力な指導者がいた鎌倉時代末期以外に、五ヶ井用水の修築が出来たとは考えにくい、という。

#### 学僧としての活動
正和3年（1314年）9月21日、数え37歳のとき、文観は大和国（奈良県）の西大寺長老御坊で、『西玉抄』という書を撰述した。これは、真言律宗の歴史を真言密教の側面から照らして書いたもので、その相承次第（継承の事情）を、叡尊→信空→文観という流れの上で記したものという。信空も翌年3月10日にこの書を閲覧・審査し、「誠此当流之規模也相叶先師之冥慮歟」（本当にこの書は我が流の要である。今は亡き先師（叡尊）の思し召しにも相叶うに違いない）等々と絶賛した。事相家（教相家＝理論家に対し、実践修行の研鑽・研究をする仏教学者）としての文観のキャリアの形成を見て取ることができる。
このように、1310年代前期から中期にかけて、文観は播磨国（兵庫県）に留まるだけではなく、中央との接触を保っていた。次節で述べるように、大覚寺統（後醍醐天皇の皇統）との関係もこの頃築いていたと見られ、中央での名声が播磨国でのさらなる活躍を促すことに繋がったとみられる。

#### 東播磨正和石塔群の造営

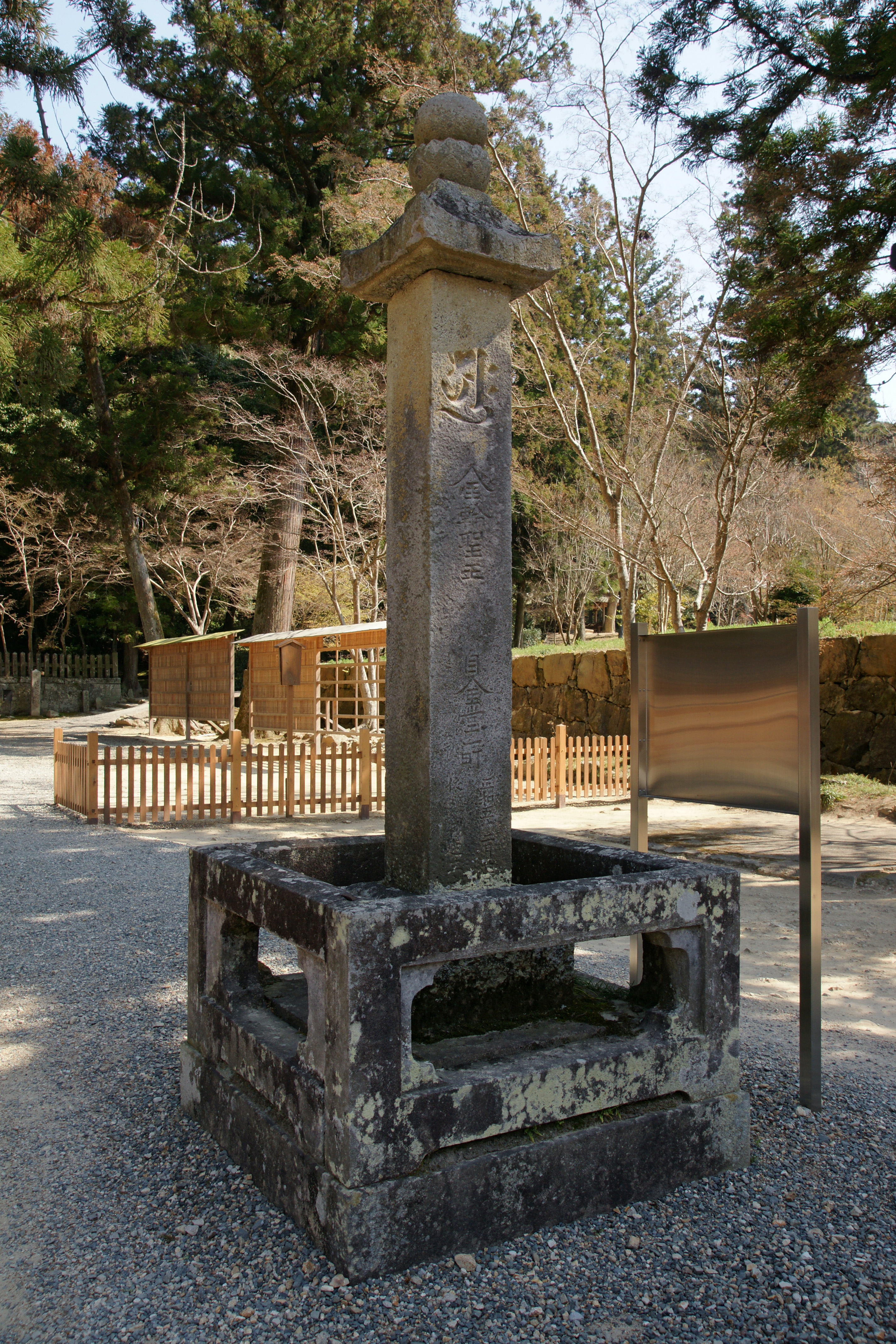
文観の監修による一乗寺卒塔婆（兵庫県加西市）、正和5年（1316年）12月21日、兵庫県指定有形文化財。

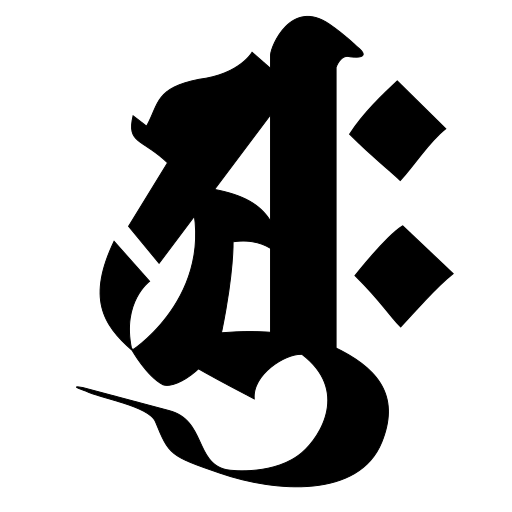
「アーク」の梵字（悉曇文字）。

文観は播磨国において、民衆救済を行うだけではなく、美術監修者としての才能も開花させていた。
金子哲を始め、 馬淵和雄・山川均・大江綾子・小林誠司らによって加古川下流域の石塔群の調査が行われ、正和2年（1313年）から正和5年（1316年）にかけて作られた4つの石塔が残存していることが確認された。金子の評価によれば、これらは「第一線級の大型最上質の石塔」であるという。作風的に、これらの石塔は14世紀に活躍した伊行恒や念心といった名工もしくはその関係者によって作られたとみられる。2019年時点で発見されている4基すべてが兵庫県指定文化財に指定されている（#作品一覧）。
もう一点重要なのが、これらが大覚寺統、つまり後宇多上皇やその息子の皇太子尊治親王（のちの後醍醐天皇）からの後援で作られたとみられることである。石塔群は大覚寺統ゆかりの地域に立てられている。さらに、石塔の一つには「金輪聖王（略）勅造立之」と掘られており、当時の金輪聖王（天皇）である持明院統の花園天皇は真言律宗との繋がりは薄いため、後宇多か尊治（後醍醐）の意向で作られたことになる。また、この石塔に刻まれている「アーク」の梵字は、文観の他作品の筆跡と一致することから、文観がこの時点で、道順や信空からの紹介によって、大覚寺統の天皇家と繋がりを持っていたのも確かである。
さらに、この造営には道智という当時の瀬戸内海仏教勢力の調整役的な僧侶も関わっており、大覚寺統・真言律宗西大寺勢力（叡尊→文観）・真言律宗極楽寺勢力（忍性）・東大寺戒壇院流勢力らが結集した、大規模な事業だった可能性も指摘されている。

#### 播磨での活動の総論
播磨国常楽寺での活躍は、多芸多才だった文観房弘真という人物の方向性を決定づけた。
- 律僧としての一面：文観はまず第一に民衆救済を志す高徳の律僧であり、#蛸草郷の耕地開発や#五ヶ井用水の修築事業といった開拓事業を指揮することで、東播磨に数百年以上に渡る公益をもたらした。
- 政僧としての一面：#東播磨正和石塔群の造営を通じ、後宇多上皇や皇太子尊治親王（のちの後醍醐天皇）といった時の最高権力者の知遇も得た。
- 学僧としての一面：文観はこの頃から『西玉抄』を著すなど、真言僧として仏教学への関心も深めていった（#学僧としての活動）。
- 画僧としての一面：西大寺では自分で絵筆を握る絵師としての活躍だったが、播磨では、一指導者として#東播磨正和石塔群の造営を監修するなど、美術監督としての名声も築いた。

開祖である叡尊と同様、それぞれの一面が個別にあるのではなく、全ての面が文観である。正和5年（1316年）、時に数え39歳。文観はここから中央での出世街道を突き進むことになる。

### 醍醐寺報恩院時代

#### 真言宗の阿闍梨「弘真」になる
東播磨（兵庫県東部）の事業の成功で名を為した文観は、正確な時期は不明だが、中央に咲き戻り、正和5年（1316年）初頭ごろに大和国竹林寺（奈良県桜井市笠区に所在）の長老となった。当時の竹林寺は数多の堂舎を有する有力寺院で、もちろん師である信空の命を受けたものと考えられる。
しかし、その信空は正和5年（1316年）1月26日、数え86歳で入滅。真言律宗を率いる西大寺長老第3世には、開祖叡尊の高弟である宣瑜がなった。
信空が入滅してしばらく後、文観は京都の真言宗醍醐寺に移った。真言系の僧（真言宗・真言律宗を問わず）は、しばしば複数の流派の真言宗の高僧から付法を受けた（つまり複数の師がいた）ので、文観もその慣例に倣ったものである。そして、4月21日、真言宗醍醐派報恩院流の長である道順から伝法灌頂（でんぼうかんじょう）を授けられ、阿闍梨（あじゃり）、つまり真言宗の僧侶として弟子を取ることが可能な師僧という高位に昇った（『醍醐寺新要録』巻第12）。文観はこのとき数え39歳。かつて、西大寺時代に道順に初めて会い、具支灌頂を授けられてから、16年の月日が流れていた。
真言宗醍醐派というのは、真言宗の最大派閥の一つである。真言宗の事相（修法（祈祷等）の実践面についての作法・学問）は小野流と広沢流という二つの巨大な法流に分かれているが、そのうちの一つである小野流の本拠地が醍醐寺である（詳細は真言宗#事相と教相）。真言宗醍醐派の中での最大派閥は三宝院（さんぼういん）流で、文観が継いだ報恩院流も三宝院の支流に当たる。報恩院流は13世紀の憲深に始まり、流祖である憲深自身を含めて、学僧として名高い人物が多い、学究的な法流なのが特徴だった。
報恩院流は、憲深→実深→覚雅→憲淳と続くが、この憲淳は後宇多上皇（後醍醐父）の腹心で、伝法灌頂を授けている。後宇多上皇は真言宗への帰依がきわめて篤く、これ以降、「金剛性」という仏僧としての名も名乗るようになった。その後、憲淳の後継者の地位を、後宇多からの支援を受けた道順と、鎌倉幕府北条氏からの支援を受けた隆勝が争ったが、最終的に道順が勝った。こうした経緯のため、文観が醍醐寺に入った頃は、本家である三宝院流よりも、後宇多の寵遇を受ける道順の報恩院流の方が勢力が強かった。
文保2年（1318年）1月8日、文観は真言院後七日修法という儀式に、「弘真阿闍梨」として加わった（『大日本古文書』東寺文書 東寺百合文書ろ）。これが「弘真」という法諱（僧侶としての本名）を使い出した早い例である。学僧の守山聖真の推測によれば、弘法大師空海と真雅（空海の実弟で高弟）の最初の一字を取ったものではないかという。ただ、美術作品にはまだ「殊音」という律僧としての法諱で署名することが多かった。また、諸史料では「西大寺」の肩書が付くことが多く、真言宗の高僧になった後も、定期的に真言律宗本体との連絡は取っていたようである。

#### 師・道順の台頭と入滅
文保2年（1318年）2月26日、持明院統の花園天皇が退位し、大覚寺統の皇太子尊治親王が後醍醐天皇として践祚。後醍醐の父の後宇多上皇が第二次院政を開始した。
文観が新たな師と仰いだ報恩院道順は、後宇多からの寵遇を背景に、急速に地位を高めていった。同年12月29日には僧正、翌文保3年（1319年）1月3日に東寺二長者（真言宗全体の第二位）かつ醍醐寺第57代座主（醍醐寺の長）となり、改元を挟んで、同年元応元年（1319年）9月26日に大僧正に補任された（『東寺長者補任』巻第4）。元亨元年（1321年）3月21日には遂に東寺一長者、つまり東寺の長にして真言宗全体の最高位に登り詰めた（『東寺長者補任』巻第4）。
栄華を極めた道順だが、同じ元亨元年（1321年）12月9日に後宇多は治天の君を辞して政治の場を離れ、後醍醐が親政を開始した。天皇家での代の移り変わりと時を同じくして、同月28日に道順自身も入滅。真言宗の頂点である東寺一長者の座にいたのは一年にも満たなかった。

#### 後醍醐天皇の帰依を受ける
元亨3年（1323年）、後醍醐天皇は勅命を発し、文観を宮廷に参内させた（『瑜伽伝灯鈔』）。師の道順が後醍醐父の後宇多に崇敬された僧であることを考えれば、その高弟である文観が帰依を受けたのは、自然な流れである。
元亨4年（1324年）3月7日、大和国にある真言律宗般若寺（奈良県奈良市）の旧経蔵本尊として、『木造文殊菩薩騎獅像（本堂安置）』（重要文化財）の制作を監修した。大施主（出資者・寄付者）は、鎌倉幕府の高級官僚である伊賀兼光。文観は布施を受ける側であるから、既に天皇から帰依されるのほど真言僧であったにもかかわらず、真言律僧としての地位もあり、般若寺に住んでいたとみられる。この般若寺は、かつて開祖の叡尊が長老だったころ、後に次期長老となる信空が住職となっていたこともあるほど、真言律宗の最重要拠点の一つだった。
菩薩像の実制作に当たったのは興福寺大仏師の康俊と小仏師の康成。仏教美術研究者の内田啓一は、鎌倉時代の文殊像の典型的な様式を守りつつも、小鼻の大きさや厚い唇などの一味が加えられており、小気味良く仕上げられている、と高く評価している。
墨書にはまず「法界衆生発菩提心」とあり、全世界のあらゆる人が菩提心（悟りを求め他人を救おうとする心）を発することを第一に願った作品である。その一方で、「金輪聖主御願成就」ともあり、金輪聖主つまり天皇である後醍醐の治世の繁栄も第二の意として願っている。開祖の叡尊にも「聖朝安穏」を掲げたものが多いから、真言律宗の典型的作品と言える。
元亨4年（1324年）6月25日、真言宗の有力庇護者だった後宇多上皇が崩御。続いて同年9月19日から正中2年（1325年）2月9日にかけて、後醍醐天皇は討幕計画を疑われ、鎌倉幕府から取り調べを受けた（『花園天皇宸記』）。しかし、鎌倉幕府の調査の結果、冤罪であると公式に判定が下った（いわゆる正中の変）。

#### 天皇に伝法灌頂を授ける
正中2年（1325年）10月、文観房弘真は後醍醐天皇に印可（悟りを得たことの証明）と仁王経秘宝を授け、内供奉という地位に任じられた（『瑜伽伝灯鈔』）。この印可は、真言律宗側のではなく、真言宗醍醐派報恩院流としてのものだと考えられる。「仁王経秘宝」というのは、国家を鎮護するために使われる大秘術である。内供奉（ないぐぶ）というのは、十禅師とも呼ばれ、宮中の御用僧侶のことである。
なお、呪術や祈祷と言うと、現代人の目からすれば非合理的なものに見える。しかし、当時の感覚では、合理的な理論に支えられた、実利的な技術だと考えられていた。中でも、真言密教の修法（祈祷）は、顕教（密教以外の仏教）・神祇・陰陽道以上に信頼性が高く、最も現実的で合理的なものと見なされていたのである。
嘉暦2年（1327年）6月1日、六波羅奉行人の真性（俗名は宗像重像）によって、後醍醐天皇が崇拝する愛染明王の画像が、京都の五智山蓮華寺に寄進された（のちMOA美術館蔵、重要文化財）。6月1日というのは、鬼宿という日に当たり、愛染明王にとって最上の日とされていて、意図的にこの日を選んだものとみられる。この真性は、3年前、文観に般若寺文殊像を布施した幕府高級官僚伊賀兼光の、有力な部下とみられる人物である。内田啓一は、根津美術館蔵の愛染明王画像との関連性や、文観の画風も踏まえ、この画像を監修もしくは実制作したのは文観ではないか、と推測している。
同年10月、文観は宮中の仁寿殿で後醍醐天皇に両部伝法灌頂職位を授けた（『瑜伽伝灯鈔』）。仁寿殿とは、東寺長者が毎月18日に、二間観音（天皇家の神器の一つ）を用いて二間観音供を行うという、宮中でも特に仏教的色彩の濃い宮殿である。報奨として後醍醐天皇は文観を権僧正に補任したが、その時の書類は宸筆、つまり天皇自らによる直筆の文書だった。また、文観は沙金（砂金）50金も与えられた。内田によれば、律僧という出身の文観にとって、天皇が直々に書いた書を賜るというのは感慨深かったであろうという。
こうして、文観は地方出身の遁世僧という身から、帝王の師となった。このとき数え50歳。

#### 忍性らへの諡号推挙
名実ともに真言宗の高僧となった文観は、その立場を活かし、出身母体である律宗の振興に務めた。
嘉暦2年（1327年）12月21日には、「東長大事」という奥義を、般若寺の衆首（代表者）である如空房英心（如空上人）に伝授した（「東長大事」群馬県慈眼寺本奥書）。英心は信空の高弟で、文観の兄弟弟子に当たる（『律苑僧宝伝』巻第14）。このとき文観は「内供奉十禅師殊音」という、律僧としての名前で記録されている。
嘉暦3年（1328年）5月26日には、後醍醐天皇から、鎌倉極楽寺の良観房忍性に対し、「忍性菩薩」の菩薩号が諡号として贈られた（『僧官補任』）。忍性は貧民やハンセン病患者、非人の救済に生涯を捧げた人である。後伏見天皇から叡尊への「興正菩薩」が、正安2年（1300年）閏7月3日だから、律僧が諡号を贈られたのは約28年ぶりで、忍性の入滅からも25年が経っている。この宣下の背景には、文観の後押しがあったとする説が古くからあり、内田啓一も同意する。
嘉暦4年（1329年）2月25日には、西大寺長老第2世で文観の師であった信空に対し、「慈真和尚」の諡号が贈られた（『僧官補任』）。後醍醐の勅によれば、信空は「戒行清峻、道徳高邁」であり、後宇多・後醍醐父子からの帰依篤かったという（『律苑僧宝伝』巻第13）。約1か月後の3月26日には、文観自身が直接この知らせを持って京都から奈良の西大寺まで赴いた（「勅諡慈真和尚宣下記」）。このような行動から見て、やはり、文観からの推挙があったのは間違いない。
さらに続けて元徳2年（1330年）8月9日には、唐招提寺中興の祖である覚盛に対し、「大悲菩薩」の諡号が贈られた（『僧官補任』）。覚盛は真言律宗系ではないものの、叡尊の同期として、戒律復興を主導した高僧である。この時の唐招提寺中興9世長老である覚恵は、文観から付法を受けたこともある人物だった。10世長老の慶円は、『太平記』では文観と共に幕府調伏の祈祷を行った仲間「教円」として登場する人物であり、『太平記』の内容が事実であるかはさておき、少なくとも『太平記』原作者（あるいは後の編集者）の眼からは同一派閥と見なされた僧である。内田の主張によれば、忍性・信空への諡号と続くことと、唐招提寺勢力との密接な繋がりを考えれば、覚盛への諡号にも文観からの要請があったのではないかという。

#### 画業への意欲
天皇の腹心という地位にありながら、文観の画業への意欲は衰えていなかった。
『東寺執行日記』によれば、元徳2年（1330年）5月7日、文観は東寺宝蔵にあった十二天屏風を借り出している。十二天屏風とは灌頂などの儀式に用いられる密教では必需品の仏具である。しかし、文観の場合は別に儀礼で使う訳ではなく、その画技からして、祖本・下絵の参考にするために借り出したものと考えられる。なお、これを遡る71年前、『感身学正記』正元元年（1259年）条にも、叡尊が十二天屏風を東寺宝蔵から借り出し、紙形に写し取って制作したことが記されている。伝統の踏襲というのは、真言律宗西大寺流の美術の特徴であり、文観もまたその例に倣ったものである。
同年8月25日には、五字文殊菩薩画像を自らの絵筆で描いている（後に白鶴美術館蔵）。8月25日は、叡尊の入滅日である。自署は「菩薩戒芻位内供奉十禅師殊音」であり、「内供奉十禅師」という部分は自身の帝王の腹心としての立場を表しているが、その一方で「菩薩戒芻位（略）殊音」という部分は真言律宗的で、律僧としての意識を保っていたことを示している。
仏教美術研究者の内田啓一は、この文殊画像について、頭髪が一本ずつ丁寧に描かれており、また顔の肌色の地塗りの上に頬に柔らかな桃色を塗って隈とするなど、精緻に凝らされ、繊細な面持ちに仕上げられている、と顔周りについては高く評価する。その一方で、手足を描くのがやや苦手で、その部分にぎこちない印象を与えるのは文観らしい、としている。

#### 天皇・皇后に瑜祇灌頂を授ける
元徳2年（1330年）10月26日、御節所（一説に常寧殿のこと）において、文観は瑜祇灌頂（ゆぎかんじょう）という儀式を後醍醐天皇に授けた（『瑜伽伝灯鈔』『十二代尊観上人系図』）。
この瑜祇灌頂というのは、主に『瑜祇経』上下巻のうちの上巻序品を基礎とする灌頂（授位の儀式）である。「究極の灌頂」「密教の最高到達点」とも称され、相当な修行を必要とする、当時の真言宗最高の神聖な儀式である。これより上は即身成仏しかない。後醍醐の肖像画として最も著名な『絹本著色後醍醐天皇御像』（重要文化財、清浄光寺蔵）も、この瑜祇灌頂の時の様子を描いたものである。『瑜伽伝灯鈔』著者の宝蓮によれば、高僧が帝王とその正妃の両方に瑜祇灌頂を授ける事例は、三国（インド・中国・日本）のいずれの国においてもこれまで先例がなかったという。
確かに世俗身分かつ上皇ではなく天皇の地位にある後醍醐天皇が、最高の灌頂である「瑜祇灌頂」を授かったというのは、例外的な事例である。ただ、例外的ではあるものの、後醍醐は道順・栄海・性円らから灌頂を受け、文観からは印可・仁王経秘宝・両部伝法灌頂といったものまで授けられているので、熟練の僧侶と同格の修行はこなしてきている。したがって、正しい段階は踏んでいるため、流れとしては自然である。
なお、同年11月23日には「夢のお告げ」として、後醍醐は中宮の西園寺禧子にも瑜祇灌頂を受けさせている。後醍醐自身が堅実に修行をこなしてきたのとは違って、こちらは一飛ばしで受けさせており、かなり強引な例である。ただ、内田啓一によれば、当時の人の感覚では、夢のお告げというのは相当に重要なものであり、まして天皇もしくは中宮の夢とあれば文観も断れなかったのではないか、という。内田によれば、後醍醐は瑜祇灌頂を気に入り、夢のお告げという体裁で、どうしても夫婦揃って受けたかったのではないか、という。兵藤裕己によれば、『増鏡』「秋のみ山」などにみられるように、後醍醐と禧子は仲睦まじい夫婦だった。

#### 元弘の乱
元徳3年4月29日（1331年6月5日）、後醍醐天皇側近「後の三房」のひとり吉田定房が、六波羅探題に後醍醐の倒幕計画を密告したことで、元弘の乱が始まった。
同年5月5日、後醍醐の腹心だった文観は、幕府によって捕縛された（『鎌倉年代記』）。さらに同年6月8日、鎌倉へ護送（『続史愚抄』18）。さらに薩摩国硫黄島へ流刑となった。
元弘の乱前半戦は後醍醐勢力の敗北に終わり、翌年3月、後醍醐天皇は絶海の孤島である隠岐島に流された。絶海の孤島に流されたが、約1年後の元弘3年/正慶2年（1333年）閏2月24日、後醍醐は隠岐を脱出し、伯耆国（鳥取県）にたどり着いた。続いて、土豪の名和長年（のちの「三木一草」の一人）の支援を受け、天然の要害である船上山に籠城した。閏2月29日には船上山の戦いで、後醍醐・長年は追手の幕府軍に勝利した。
こうした緊迫した状況の中、後醍醐は、4月9日という元弘の乱の勝利が確定するより前の早い段階で、西大寺末寺である尾道の浄土寺に天地長久を求める綸旨（りんじ、天皇の私的文書）を発している（『鎌倉遺文』32083）。当時の長老である空教は、文観の付法者（弟子）である。これは、船上山から地理的に近いというのもあるが、それよりも、ここが律宗と密教にとっての最重要拠点の一つであると後醍醐が理解していたことの方が大きいと考えられる。実際、この後も後醍醐天皇はさらに元弘3年5月3日・11月30日・建武元年（1334年）2月23日・建武2年（1335年）3月15日と4通の綸旨を発しており、いかに浄土寺を重要視していたかがわかる。浄土寺は、後醍醐に続き、足利尊氏からの崇敬も篤く、建武の乱（1336年）で九州から京都へ進軍する途上、建武3年（1336年）5月5日に立ち寄って法楽和歌を奉納した他、尊氏の肖像画も残る。
なお、浄土寺には文観の付法者が5人いるが、いずれも長老級の高僧である。文観が浄土寺の長老たちに授けた真言宗の法流が、信空から継承した松橋流なのか、道順から継承した報恩院流なのかは確実には不明だが、内田啓一は、西大寺末寺ということを考えれば、前者であろうと推測している。
元弘3年（1333年）5月7日、幕府方の有力武将である足利高氏（のちの尊氏）が後醍醐方につき、六波羅探題を滅ぼしたことで、元弘の乱の趨勢はほぼ確定した。5月25日には、東国で新田義貞が東勝寺合戦で鎌倉幕府と北条得宗家を滅ぼした。
5月27日、文観は主君の後醍醐に先駆けて京都に帰洛した。6月5日には後醍醐天皇が京都に凱旋し、建武の新政を開始した。

### 建武政権東寺時代

#### 第64代醍醐寺座主

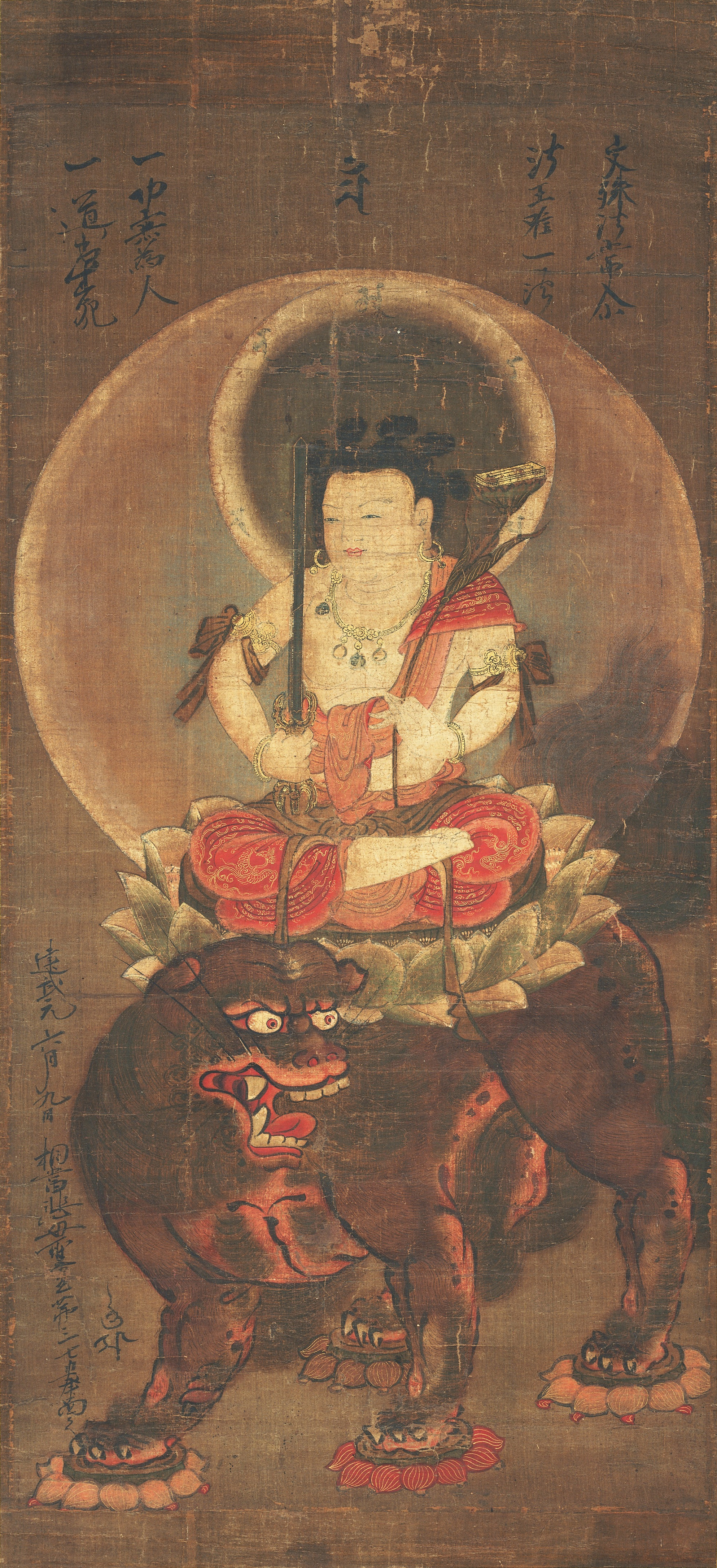
文観画『絹本著色五字文殊像』（奈良国立博物館蔵、重要文化財）

建武の新政開始後の元弘3年（1333年）10月25日、後醍醐天皇は、河内国の武将楠木正成の菩提寺である観心寺に対し、弘法大師空海作と伝わる不動明王像を渡進するように綸旨を発した（『河内長野市史』第4巻所収綸旨）。寺社への綸旨としては、余り見ないものである。観心寺と正成の対応も非常に素早く、翌26日には、不動明王像を同月28日に正成の手によって京都へ護送されることが決定した（『河内長野市史』第4巻所収楠木正成書状）。この不動明王の一件は、文観の沙汰によるものだったとも言われている（『河内長野市史』第4巻所収「観心寺参詣諸堂巡礼記」）。
建武元年（1334年）3月、石清水八幡宮で仁王経を修した（『醍醐寺座主次第』）。仁王経とは、国家の鎮護に使われる大法であり(#天皇に伝法灌頂を授ける)、後醍醐のための修法であることは明らかである。なお、真言律宗の開祖である叡尊も、後醍醐の祖父である亀山上皇のために、元寇第2回が発生した弘安4年（1281年）の1月から7月にかけて、石清水八幡宮の八幡大乗院で国家鎮護のための祈願を行っている。石清水八幡宮は国家守護の聖地であり、かつ、文観にとっても、後醍醐にとっても、関わりの深い寺院だった。
同年前半、文観は、真言宗醍醐派の長である第64代醍醐寺座主に登った（『醍醐寺新要録』第14巻所収「醍醐座主次第」）。その正確な月日はわからないが、4月1日には道祐がまだ第63代であり（『続史愚抄』巻20）、6月9日に描いた『絹本著色五字文殊像』では自署で「醍醐寺座主僧正弘真」を名乗っているので、この間だと考えられる。文観は、「醍醐座主次第」では「一階僧正也」（一階僧正とは通例の段階を飛ばして僧正になった僧）と記載されており、公家出身者が多く「何々息」と記されることが多い醍醐寺座主には珍しい例である。同書によれば、後醍醐から文観への帰依は「青於藍」ときわめて深く、文観はたびたび大法・秘宝を修したという。
「醍醐寺座主次第」は、この時の文観の権勢を「法顕無双之仁（中略）祖師再生カ」と評している。
醍醐寺座主補任と前後するが、建武元年（1334年）5月18日、文観の母が没した。文観は、亡母への供養として、三七日（みなぬか、数え21日目）と五七日（いつなぬか、数え35日目）に文殊菩薩の画像を描いている。三七日に描いたのは『絹本著色五字文殊像』（重要文化財、奈良国立博物館蔵）であり、五七日に描いたのは八字文殊画像（個人蔵）である。
文殊画像を慈母供養として用いることは、真言律宗の忍性から始まる流儀である。一方で、文観の文殊画像には密教形式の図像に倣った点も認められ、文観は真言律僧と真言僧の両方の意識を併存して保っており、画業にもそれを表現していることが見て取ることができる。文観は、翌2年（1335年）10月7日には、八字文殊画像を東寺西院御影堂に奉納した。

#### 正法務・第120代東寺一長者
『東寺塔供養記』建武元年8月30日条によれば、文観は、建武元年（1334年）8月までには、東寺大勧進職という職に補任されていた。この職は12世紀の文覚から始まるもので、戒律関係の高僧が補任されることが多く、文観もまた真言僧というよりは律僧としてこの職に就いたものと思われる。同条によれば、文観は大勧進職として東寺の修理に諮問を受けており、修繕事業にかなりの権限を持っていたことがわかる。また、同条によれば、8月30日ごろには理由不明だが文観は故郷の播磨国（兵庫県）に一時滞在しており、同書9月9日条によれば、9月初頭には帰京している。また同条によれば、この頃、「小野僧正」の通称でも呼ばれている。
建武2年（1335年）3月15日、文観は法務・第120代東寺一長者に任ぜられた。東寺一長者とは、官寺である東寺（教王護国寺）の長官であると共に、真言宗全体の盟主である。法務とは正法務ともいい、律令制において全仏教を統率すると定められた僧職で、慣例として東寺一長者が兼任した。平安時代最末期には、法務（正法務）の上位に、法親王や入道親王など皇族が勅任される総法務が設置されたものの、横内裕人の主張によれば、総法務の権力基盤は親族である院（上皇）の権勢を背景とした変則的なものであり、伝統的権力構造における仏教界の実力者は依然として正法務＝東寺一長者だったという。同年3月20日には、文観は宝菩提院を住房とし、翌21日には東寺一長者として弘法大師御影供という東寺恒例の行事を行った。
文観房弘真は地方の平民に生まれた律僧という出自ながら、日本の僧界の頂点として、栄華を極めたのだった。このとき数え58歳。仏門を志してから45年の歳月が流れていた。

#### 高野山からの反発
建武政権下で東寺一長者・東寺大勧進職・醍醐寺座主という真言宗の要職をほぼ独占した文観だが、急速な勢力拡大に、真言宗内部の大派閥の一つである高野山金剛峰寺の衆徒からはきわめて強い反発を受けた。
建武2年（1335年）5月に高野山検校第100代の祐勝に提出された「高野山衆徒奏上」（『大日本史料』第6編21冊所収）は、文観を強く非難する文書である。この奏上は、文観を「勧進聖文観法師」という東寺一長者に対する呼称としては蔑称に近い呼び名で名指しし、東寺長者を解任するように求めている。同奏上は、国家鎮護の中心である東寺の長官に、西大寺末寺の出身に過ぎない「小乗律師」の文観が補任されたのは遺憾であるとしている。文観の人となりについては、算道（算術の学問。平安時代末期には呪術にも進出した）を兼学し、卜筮（占い）を好み、呪術を専らに修法し、修験道に立脚し、貪欲・驕慢な性格であると主張している。
上奏文は、文観による真言宗一極体制を危惧したという体裁にはなっているものの、実際には文観への批判はほぼ全てその低い出自と、それにまつわる偏見に集中している。そのため、内田啓一の見解によれば、後醍醐天皇がある人物をことさら重用したことそのものが問題だったのではなく、その人物が貴種ではなく身分の低い律僧出身だったことが、高野山の僧侶には容認しがたかったのではないか、という。

#### 東寺一長者としての公務
建武2年（1335年）10月14日、文観は故郷である播磨国（兵庫県）に戻り、かつて若手時代に世話になった宇都宮長老の供養を行った（『峯相記』）。文観が宇都宮長老の事業を引き継いで完成させた講堂は、西国第一の大堂と称されたという。この後、すぐに京都に戻って1週間後の21日には仁王経法を行じ、28日には仁王会を修している（『東寺長者補任』）。仁王経法とは密教で鎮護国家のために使用される最大秘法であり、仁王会とは顕教で護国のために行われる大きな法会であるから、相当に緊密で多忙なスケジュールである。
建武政権で真言宗の要職を独占した文観は、種々の儀式で後醍醐天皇の補佐を行った。10月30日に舞楽曼荼羅供（『東寺長者補任』）。閏10月8日に京都神護寺で仁王経大法および後醍醐天皇の御加持、15日に結縁灌頂、16日に空海由来の秘宝を用いて具支灌頂作法一夜之儀の伝授などを行っている（『瑜伽伝灯鈔』・『師守記』康永4年（1345年）5月10日条）。閏10月23日には仏舎利の分配を行い、17粒を後醍醐天皇に、1粒を後醍醐の寵姫である准三后阿野廉子に、1粒を恵鎮房円観に分与した（「東寺長者弘真仏舎利奉請状」）。また、12月2日に、後醍醐天皇は真言宗の秘宝の一つである金剛峯寺根本縁起を書写して手印を捺したが、これは父帝の後宇多上皇と同様の事例と考えられる。
同年12月13日には、三衣と鉢を東寺西院御影堂に施入した。三衣のうち五帖袈裟と九帖袈裟は空海のものの写しで宮中で相伝されてきた御物であり、七帖袈裟は空海が師の恵果から相伝したという。このうち、九帖袈裟は2006年時点でも東寺に現存している。また、同月25日には、河内国（大阪府）の天野山金剛寺に仏舎利を5粒施入している（『金剛寺仏舎利施入状』）。
以上のように、建武政権下で文観が多忙な仏教上の公務をこなし、東寺長者としての責務を果たしていたことがわかる。

#### 建武の乱
建武3年（1336年）1月7日、文観は東寺一長者として、東寺の大法である後七日御修法を行った。近侍した十数人の僧のうち4人が文観の付法（伝授）を受けた僧であり（『東寺百合文書』（ろ）「建武三年真言院後七日御修法請僧等事」）、当時の文観の権勢をうかがうことができる。
ところが、当時は後醍醐天皇と足利尊氏の戦いである建武の乱が勃発していた時期であり、1月10日に尊氏が京都に攻め入ったため、後七日御修法は3日で中断された。文観は山門（延暦寺）に避難したが、尊氏は第一次京都合戦で建武政権軍に敗れ、2月に九州へと下った。
2月29日に「延元」への改元を挟み、延元元年/建武3年（1336年）3月21日には文観は大僧正に補任された（『瑜伽伝灯鈔』）。東寺一長者・醍醐寺座主に加え、真言宗の最高位を一身に兼任したことになる。
一方、足利尊氏は九州で多々良浜の戦いに勝利して再起し、5月には湊川の戦いで建武政権軍の要である武将楠木正成を敗死させ、5月下旬には京都攻略戦を開始した（第二次京都合戦）。こうした状況に対し、6月には尊氏と親しい仏僧である三宝院賢俊が文観に替わって第65代醍醐寺座主に補任された。
賢俊は、持明院統（後醍醐と対立する皇統）の光厳上皇の院宣を尊氏に伝えるなど、尊氏再起に大きな貢献をした僧である。そのため、『続伝統広録』「大僧正賢俊伝」など後世の伝記では、後醍醐と親しい文観と敵対し排除したかのように描かれている。しかし、仏教美術研究者の内田啓一は、賢俊はそもそも文観からも付法（伝授）を受けているから、弟子に対し順当に地位が継承されたという見方も可能であること、京都での攻防戦が始まっていたとはいえ、当時の京を統べる帝はまだ後醍醐天皇であったことを指摘し、賢俊が文観を駆逐したという通説的理解に疑問を示している。
同様のことは、同年9月に文観に替わって第121代東寺一長者になった成助にも言える。成助もまた文観から付法（伝授）を受けており、さらに古くから大覚寺統（後醍醐天皇の皇統）と親しい関係を持っていた。そのため、足利尊氏の台頭によって文観は影響力を弱めたとはいえ、依然として後醍醐と文観の息がかかった人物が真言宗の高僧に補任されたという見方も可能である。
10月1日には、後醍醐天皇の勅命で河内国（大阪府）の真言宗の寺院である天野山金剛寺が勅願寺に指定された。河内国の諸寺は後醍醐とは関係が深く、特に金剛寺は楠木正成との関わりもあった。一方、11月7日には尊氏が『建武式目』を発布して、京で幕府を成立させた。
なお、この建武の乱の時の混乱によって、建武政権初期に文観の指示によって観心寺（楠木氏の菩提寺）から宮中に移されていた伝・空海作の不動明王像の本体は焼失した。のち、後醍醐天皇は吉野にいた頃（1337年 - 1339年）に、写し取っていた画図を元にして模像を作らせた（賢耀『観心寺参詣諸堂巡礼記』（天授4年/永和4年（1378年）））。正平16年/康安元年（1361年）に南朝後村上天皇の指示によって、南朝から観心寺に移された（『河内長野市史』所収綸旨）。2006年時点でも観心寺に安置されている。内田の指摘によれば、経緯や造様からしてこの模像には文観が製作に関わっていると考えられ、しかも観心寺における配置も文観が主導した仏教思想である「三尊合行法」からの影響が見られるという。

### 南朝吉野行宮時代

#### 南北朝の内乱勃発
延元元年/建武3年12月21日（1337年1月23日）、後醍醐天皇は三種の神器を擁して京都を脱出し、大和国吉野（奈良県南部）で南朝を開いた。南北朝時代の幕開けである。後醍醐天皇は、同月29日には真言宗の大拠点の一つである高野山金剛峰寺に願文を納めた。
この時の後醍醐天皇の京都脱出に付き従った真言僧として確実な記録が残るのは、文観房弘真の兄弟弟子かつ弟子で、第63代醍醐寺座主も務めた高僧の道祐である。一方、文観がこの時点で後醍醐に随行したかは明らかではない。仏教美術研究者の内田啓一によれば、このときの醍醐寺座主の賢俊も東寺長者の成助も文観の付法を受けている（師の一人を文観としている）ことを考慮すれば、文観は後醍醐の腹心であるとはいえ、必ずしも直ちに吉野に追随したとは考えなくてもよいのではないか、という。
いずれにせよ、文観は遅くとも延元2年/建武4年（1337年）3月15日には南朝に合流し、吉野に居住していたと推測可能である。この日、『金峯山秘伝』という事相書（真言密教の実践書）の上巻を著しており、題名からして吉野の金峯山周辺で述作したと考えられるからである。奥書には「奉為国家護持」などとあるので、文観には南朝護持の意志もあったとみられる。
文観は同年後半には著作活動に専念し、7月に『金峯山秘伝』下巻、7月30日に『護摩次第』、9月21日に『大毘盧遮那仏眼法』、12月7日に『地蔵菩薩法 最秘』など多数の書を撰述した。これらの書の内容や奥書からは、後醍醐天皇が、父帝で真言密教に傾倒した後宇多天皇を見習い、帝自ら吉野で盛んに修法（祈祷）を行っていたことや、それを補佐するために文観が後醍醐専属の学僧として活動していたことが見えてくる。
また、この年、文観は吉野の現光寺（後の奈良県吉野郡大淀町の世尊寺）に赴き、かつて正安2年（1300年）、数え23歳の時に自身が描いた真言律宗開祖叡尊の画像（のち東京都室泉寺蔵）を再見した（#比丘になる）。文観はこのとき数え60歳であり、37年前の若かりし頃に描いた作品に向き合って、感慨のあまり再署名をしている。署名には、律僧としての初心に帰って菩薩浄戒という戒律を護持することを改めて誓うと共に、「前東寺一長者醍醐寺座主法務」と真言僧としても束の間とはいえ栄耀栄華を極めたことを記している。

#### 仏教美術と著作活動の専念
京都の喧騒を離れて吉野に移った文観は、南朝における仏教美術の監修と学問的著作活動に専念するようになった。
奈良国立博物館には、文観が延元2年/建武4年（1337年）から翌年にかけて描いた『日課文殊菩薩図像巻』が所蔵されている。これは、一日一体の文殊菩薩を描く修行で、西大寺にいた20代の青年時代からの継続的な取り組みである。巻末に光明真言という呪文が梵字で記載されているが、これらは死者埋葬の際の土砂加持（浄められた白砂を死者や墓に散布して、生前の罪業を滅する儀式）に唱えられる呪文で、真言律宗では特に重視されたものである。文観は、真言宗報恩院流の高僧でありながら、律僧としての意識も保っていたことがわかる。
また、奈良国立博物館には、大和国（奈良県）室生寺の長老である真海による『如意輪観音菩薩印仏』（延元3年/暦応元年（1338年））という仏画も所蔵されている。真海は年齢的には文観より20歳年上ではあるものの、文観の門弟の一人であり、内田啓一の推測によれば、真海が建武元年（1334年）に室生寺長老となったのも文観からの推挙があったのではないかという。真海の『如意輪観音菩薩印仏』にも、文観の画業からの影響が見られるという。南北朝時代になると像容が簡略化して崩れていくものが多い中で、細部まで丁寧に描かれた作例としても貴重である。
文観は仏教学上の著作活動も盛んに行い、延元3年/暦応元年（1338年）2月14日には後醍醐天皇の勅命により『般若心経法』を撰述・注進した。
同年4月14日には、平安時代に書写された醍醐寺の至宝の一つである「弘法大師二十五箇条御遺告」（以下「御遺告」）を、後醍醐帝から相伝した。なお、文観が相伝した「御遺告」は、この80年余り後に越前国（福井県）で再発見され、第3代将軍足利義満の寵僧の満済が醍醐寺座主だった頃の応永29年（1422年）8月21日に、醍醐寺に返却された。文観が入滅時まで「御遺告」を抱えていたならば、本来は河内国（大阪府）の金剛寺に所蔵されていたはずだが、なぜそれが越前にあったのか、2006年時点では不明である。
5月1日には『千鉢文殊法』を述作。12月19日には金峯山寺で仁王像阿行が完成しているが、像内背部墨書に金峯山寺学頭である宗遍という僧の名が見える。宗遍は文観の付法を受けた僧であるから、内田は、この仁王像の造立には文観が当然関わっていたであろうと主張している。
こうした一方で、この年の5月には南朝鎮守府大将軍の北畠顕家が、閏7月には南朝総大将の新田義貞が討死し、南朝は相次いで代表的名将を喪失して軍事的窮地に立たされた。それに対し、足利政権では、8月11日に足利尊氏が北朝から征夷大将軍に補任されるなど、着々と政治体制の整備を進めていった。
なお、正確な制作時期は不明だが、吉野の吉水神社には、文観と後醍醐天皇の合作による両界種字曼荼羅が残されている。両界曼荼羅は一般に死者追善のために作成されるもので、特に両界種字曼荼羅は真言律宗とも関わりが深い。内田啓一は、時期から考えて、文観と後醍醐天皇が戦死者の安寧を祈って制作したものであると推測しており、「後醍醐天皇の清浄な作善」、（文観は）「これだけ清浄な作善という意味を含めて、関連作品を残した事相僧はいない」と評している。

#### 第3代東寺座主・第66代醍醐寺座主
文観の弟子が著した『瑜伽伝灯鈔』（正平20年/貞治4年（1365年））によれば、延元4年/暦応2年（1339年）1月25日、文観は醍醐寺座主に再任された。事実、この頃の著作に文観はしばしば「醍醐寺座主大僧正」と自署している。
しかし、醍醐寺の根本史料である『醍醐寺新要録』巻第14によれば、この頃は第65代の賢俊が依然として醍醐寺座主であり、文観が再任されたとは見えない。このような記録の齟齬が発生したことについて、仏教美術研究者の内田啓一は、官職が南朝と北朝でそれぞれ別に補任されたのと同様に、僧職においても南朝と北朝でそれぞれ独自に長が立てられたのではないか、と推測している。その論拠として、醍醐寺座主は半ば公的な僧職であり、その補任には口宣案や太政官牒など朝廷からの発給文書を必要とすることから、朝廷が南朝と北朝に分かれた場合には、それぞれの宣下によって異なる座主が当てられるのも自然であろうという。
6月10日には播磨国（兵庫県）の清水寺に滞在しており、仏典の書写を行っている（『金澤文庫文書』12巻）。この写本では、「醍醐寺座主殊音」と、律僧としての「殊音」の諱で署名しているのが例外的である。
その6日後の6月16日には大和国（奈良県）の吉野に帰還しており、後醍醐天皇に真言宗の至宝の一つである『天長印信』の書写を依頼した。国宝『後醍醐天皇宸翰天長印信（蠟牋）』である。これは本来は京都の醍醐寺にあるはずの宝物であるため、南朝の君主である後醍醐が直に北朝の領地である京都で入手したとは考えにくい。内田啓一によれば、文観は南朝の護持僧とはいえ、僧侶である以上はある程度両陣営に自由に行き来することが可能であり、醍醐寺から一時的に借り受けて後醍醐天皇にもとに運び、筆写を要望したのではないか、という。
なお、『後醍醐天皇宸翰天長印信（蠟牋）』奥書および『瑜伽伝灯鈔』によれば、文観は6月26日に「東寺座主」という仏職に補任されている。これはかつて後醍醐天皇の父の後宇多上皇が、東寺長者よりも上位にある真言宗最高位として新設したもので、初代東寺長者は禅助、第2代当時長者は道意、そして第3代が今回の文観となる。しかし、内田によれば、吉野に逼塞する文観が東寺に強い影響力があったとは考えにくく、名誉職的なものであったのではないかという。この前日に文観が後宇多の供養を行っていることを考えれば、後醍醐が父帝の仏教政策を継承していることを再確認し、真言密教の大寺院に対して任命権を掌握しているという姿勢を示すという意図があったのではないか、と内田は推測している。
この後3か月間、文観は執筆活動に専念して様々な仏教学書の述作を行っている。その意味では、文観にとって比較的平穏な日々だったようである。

#### 後醍醐天皇崩御

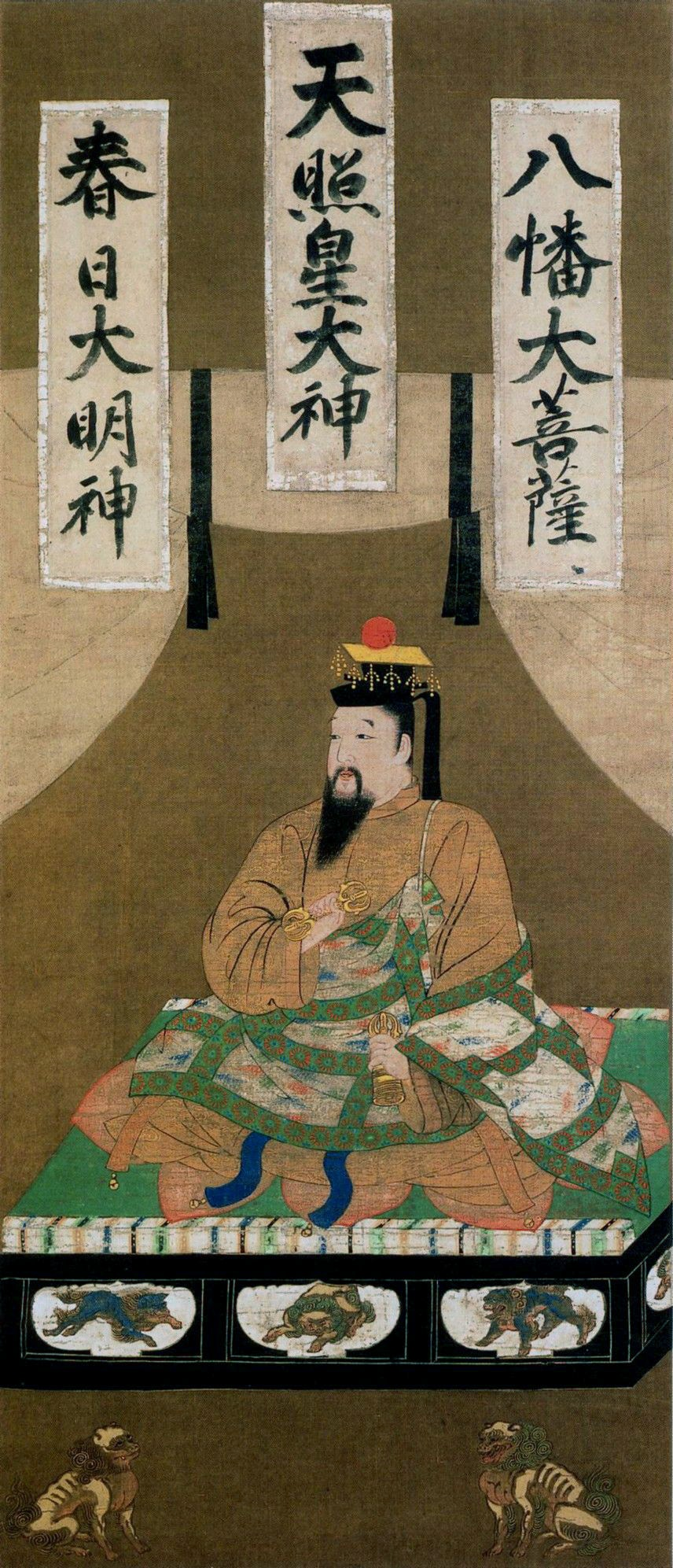
文観房弘真が後醍醐帝の五七日供養に開眼した仏画『絹本著色後醍醐天皇御像』（清浄光寺蔵、重要文化財）。

延元4年/暦応2年8月16日（1339年9月19日）、文観が長年仕えてきた後醍醐天皇が崩御した。崩御前日に皇太子の義良親王が践祚し、後村上天皇として南朝天皇の位を継いだ。
『瑜伽伝灯鈔』によれば、文観は後村上天皇の代においても護持僧（祈祷によって天皇を守護する高僧）を務めるように宣下を受けたという。同書によれば、その後、文観は後村上天皇に両部灌頂という儀式を授けている。
9月21日には、五七日供養を行い、『絹本著色後醍醐天皇御像』（重要文化財、清浄光寺蔵）の開眼を行っている。
その後の南朝側の明確な史料は現存しないものの、おそらく文観が新帝である後村上天皇の護持僧として、先帝供養のための一連の仏事の導師を引き続き担当したと考えられる。
一方、北朝においても後醍醐天皇への仏事が盛大に行われていた。『師守記』等によれば、これは北朝公家側よりも武家である将軍足利尊氏の意向が大きかったという。最も著名なのは、臨済宗の禅僧である夢窓疎石によって、後醍醐帝鎮魂のために開かれた天龍寺の建立である。
北朝側の真言宗においても、足利将軍家の邸宅である三条坊門殿内の等持院で、同年11月26日に後醍醐天皇の百日忌が開催された。このときの真言宗の導師は、真乗院の僧正（名称不明）が務めたとする説（『師守記』一本）と、随心院の僧正である経厳（摂政太政大臣一条家経息）が務めたとする説（『大日本史料』所収版の『師守記』および『東寺王代記』）がある。東寺一長者・醍醐寺座主である賢俊ではないという点が注目される。

#### 後村上天皇護持僧として
延元4年/暦応2年（1339年）9月21日の後醍醐天皇五七日法要の後、しばらく文観の確実な記録は途絶えるが、事相書（真言密教の実践書）の執筆活動などに専念していた可能性はある。
同年秋には南朝の脳髄である北畠親房が歴史書『神皇正統記』を執筆。また、吉野の金峯山寺で仁王像吽形が完成したが、この像の制作にも前年の阿形像に引き続き（#仏教美術と著作活動の専念）、文観とある程度の関わりがあったとみられる。翌年の延元5年/暦応3年（1340年）2月23日には、後村上天皇が楠木氏の菩提寺である河内国観心寺を南朝の勅願寺に指定した。
再び文観の確実な記録が現れるのは、五七日法要から3年後の興国3年/暦応5年（1342年）3月21日の弘法大師忌で、この日、文観は三衣袈裟という霊宝を高野山に寄進している。もともと、亀山上皇の御物だったのが、その子の後宇多上皇に伝わり、さらにその子の後醍醐天皇に伝わり、最終的に文観が後醍醐から下賜されたものである。
文観が三衣袈裟寄進の際に用いた箱である「蒔絵螺鈿筥三衣入」（金剛峯寺蔵）は、この容器そのものが美しい芸術品であり、重要文化財に指定されている。内田啓一の主張によれば、この箱の製作に文観が直接関わったという確実な証拠はないとはいえ、文観はこれだけ後醍醐・後村上朝の美術品の監修を手掛けてきたのだから、この箱についても何らかの形で参画していたと想定しても良いであろうという。
興国4年/康永2年（1343年）12月16日には、『注理趣経』を撰述した。この後4年近くの間、文観の足跡は再び不明となる。
正平3年/貞和4年（1348年）1月、室町幕府執事高師直によって南朝の仮の都である吉野行宮が陥落し、金峯山寺蔵王堂なども焼亡した。後村上天皇は吉野を逃れ、賀名生（奈良県五條市に所在）に新たな行宮を定めた。賀名生は山岳に囲まれた天然の要害であり、逆に言えば、周囲に高僧が駐留できるような寺院があったかは不明である。そのため、内田の推測によれば、文観は後村帝の護持僧とはいえ賀名生には随行せず、折に触れて賀名生行宮を訪れて祈祷や法会を行うという形態で帝に従事したのではないか、という。
同じく正平3年/貞和4年（1348年）の7月25日、文観は『注理趣経』著述以来久しぶりに歴史に現れ、高野山金剛峰寺に宝珠を、御影堂に大師由来の宝物12種を寄進している。文観がこれだけの重宝を持っており奉納を繰り返していることは、文観が真言宗においていまだ一定の影響力を保持していた証拠ではあるものの、やはり絶頂期に比べて不安定な地位にあったことは否めない。内田の推測によれば、文観は、宝物の散逸や焼亡を戦禍から守り未来に伝えるには、大寺院である高野山に奉納することが、最も適した方法であると考えたのではないか、という。また、内田は、文観が宝物の安穏を優先して、かつて痛烈に自分を非難した相手に対してさえも私情を入れずに寄進する姿からは、他の真言僧には見られなない文観の清浄な性格を推し量ることができるのではないか、と主張している。

### 最晩年

#### 山城国浄瑠璃寺へ
『浄瑠璃寺流記事』によれば、正平4年/貞和5年（1349年）、文観は山城国相楽郡（京都府木津川市等）の浄瑠璃寺西峰五智輪院に隠棲した。ここは山城国（京都府）ではあるものの、南都（奈良県奈良市興福寺）に近い立地の拠点である。文観は浄瑠璃寺に対し、同年4月29日および5月9日に霊宝を寄進している。
なぜ文観が浄瑠璃寺と縁を持っていたのかは、はっきりとしない。建武元年（1334年）に浄瑠璃寺は後醍醐天皇に対し、僧綱を設置することを奏聞しているため（『浄瑠璃寺流記事』）、浄瑠璃寺と建武政権の間に何らかの繋がりがあった可能性はあるものの、詳細は不明である。その他に、13世紀半ばに浄瑠璃寺の仏像を製作した仏師の何人かは、真言律宗の本拠地である西大寺 (奈良市)での像製作にも参加しているため、あるいは西大寺繋がりで浄瑠璃寺に縁を持っていた可能性もある。
なお、浄瑠璃寺はこの数年前の興国4年/康永2年（1343年）に火災にあっているものの、本堂などはまだ残存していた。

#### 正平の一統による返り咲き
正平5年/観応元年（1350年）、室町幕府では観応の擾乱と呼ばれる内紛が発生した。将軍足利尊氏の執事である高師直と尊氏の弟である足利直義の間に対立関係が発生し、師直・尊氏派と直義派の武力衝突に発展したのである。戦局は二転三転したが、正平6年/観応2年（1351年）10月に将軍尊氏と嫡子の義詮が南朝に帰順したため、北朝は解体されて後村上天皇による統一王朝が成立し、元号も正平の一つのみとなった。これを正平の一統という。
尊氏降伏の翌月である正平6年/観応2年（1351年）11月、文観は真言宗の頂点である正法務・東寺一長者に再任された（『東寺長者補任』巻第4および『東寺百合文書』「正平七年真言院後七日御修法請僧等事」）。時に数え74歳であり、建武政権下で正法務・東寺一長者・醍醐寺座主として仏教界に君臨した全盛期から16年が経過していた。
また、このころ慶派仏師の名彫刻家である康俊が東寺大仏師に補任されており、文観との関わりがあったと見られている。なお、同じく文観と繋がりが深いために紛らわしいが、この康俊は、鎌倉時代末期に文観の発願により般若寺本尊の文殊像（重要文化財）を製作した興福寺大仏師康俊とは同名の別人と考えられている。
翌年の正平7年（1352年）1月には、法務・東寺一長者として、東寺の大法である後七日御修法を執行した。去る16年前、建武3年（1336年）1月のときは、後醍醐天皇と足利尊氏との戦いである建武の乱の兵禍により後七日御修法が中断されたため、これが文観にとって初めて後七日御修法を完遂した体験だった。一方、『東寺長者補任』巻第4は、「可謂老後本懐哉」（老後に本懐を遂げたというようなものか）と文観のことをやや揶揄気味に書いている。実際、文観の下で後七日御修法を行った十数人の僧侶のうち、文観の付法を受けていたものは忠禅権小都の1人のみであり、京に復帰したばかりの文観派の勢力基盤は弱かったようである。
同じく正平7年（1352年）の5月、盛り返した幕府軍によって八幡の戦いで後村上天皇らが敗退して賀名生に戻ったため、文観の再度の栄華も半年程度の短期間で終わった。このとき、南朝は北朝の光厳上皇・光明上皇・崇光上皇および廃太子直仁親王を京都から拉致して賀名生に幽閉するという強硬手段に出た。そのため、北朝では院不在のまま光厳第二皇子の弥仁王を後光厳天皇として践祚させるという、やむを得ない手段を使う必要に迫られた。

#### 大和国長谷寺へ
正平7年（1352年）5月に南朝が京都を逐われて以来、文観がどこにいたのか必ずしも明確ではない。仏教美術研究者の内田啓一は、十一面観音で著名な大和国初瀬（奈良県桜井市初瀬）の長谷寺との関わりを指摘している。
文観と長谷寺の関わりが見られるものとしては、正平8年/文和2年（1353年）9月4日に著した『十一面観音秘法』がある。奥書によれば、この書は洞院左大将、つまり後醍醐・後村上両帝の側近だった公家大将の洞院実世の依頼によって書かれたものであるという。近世の史料ではあるが『歴朝要記』（『大日本史料』所収）にも後に洞院実世が長谷寺で薨去したとあり、実世と長谷寺は縁が深かったようである。また、長谷寺は文観の出身母体である真言律宗西大寺とも関わりがあった。

#### 河内国金剛寺へ
正平9年/文和3年（1354年）3日22日、南朝は、観応の擾乱末期に捕縛していた北朝の光厳法皇・光明法皇・崇光上皇の三人の幽閉先を河内国（大阪府）の金剛寺へと移した。
同じく正平9年/文和3年（1354年）10月28日には南朝の元首である後村上天皇自身もまた金剛寺に入り、新たな行宮（仮の首都）に定めたため、四人の帝が金剛寺を住居とすることになった。『瑜伽伝灯鈔』によれば、文観は再び後村上帝から請われて護持僧（祈祷によって天皇を守護する僧）に重任されたという。したがって、文観もまたこの時に金剛寺へ居を移したと考えられる。このとき文観数え77歳。
金剛寺は真言宗ではあるが、真言律宗とも関わりが深く、その点で文観とは縁が浅くない寺院である。たとえば、鎌倉時代末期の延慶3年（1310年）以前に、真言律宗開祖の興正菩薩叡尊の弟子である忍実が金剛寺学頭（金剛寺の寺務を統括する僧職）を務めている。
文観が金剛寺に移った時の学頭は、膨大な数の事相書（真言密教の実践書）を書写したことで名高い禅恵（弘安5年（1278年） - 正平19年/貞治3年（1364年））という学僧だった。禅恵はそれまで文観とは関わりが深くなかったとみられるが、文観に心酔して弟子入りし、文観から聖教を伝授された。ただ、文観の伝や弟子の一覧を記録した『瑜伽伝灯鈔』に文観の弟子として禅恵の名が見られないのが不審であるが、内田啓一は、禅恵が弟子入りしたのは文観の最晩年の数年だったため、期間が短すぎて正式な伝法灌頂を受けられなかった可能性もあるのではないか、と推測した。

#### 入滅
正平12年/延文2年10月9日（1357年11月21日）、文観房弘真は河内国金剛寺大門往生院で入滅した。数え80歳の長寿だった。
律宗の高僧の享年を見ると、真言律宗の叡尊は90歳・忍性は85歳・信空は87歳で、融通念仏宗の導御（円覚上人）は88歳であり、律僧は概して長命の者が多いようである。
なお、これより少し前の閏7月16日には、将軍足利尊氏の護持僧として室町幕府と北朝を支えた東寺長者・醍醐寺座主の賢俊も入滅していた。奇しくも、南朝と北朝それぞれの仏教界の巨星が、全く同じ年に世を去ることになった。
その後の写本群で、金剛寺学頭の禅恵は自身を文観の「門弟随一」と誇らしげに記しており、この表現からすれば、入滅時点ではまだ文観には数多くの弟子がいたようである。しかし、その後の南朝の有力真言僧は記録の不明な者が多く、南朝の没落とともに、文観の学派は徐々に歴史から消えていくことになる。
文観が関わった現存最後の美術作品は、入滅2年前の正平10年/文和4年（1355年）1月17日に完成した大威徳転法輪曼荼羅（個人蔵）である。これは大絵師を称する法眼厳雅によって描かれ、文観が開眼供養を行って完成した作例である。大威徳転法輪法は降伏法であるため、正平一統後に京を逐われた後村上天皇による、対北朝の降伏法本尊としての意図もある可能性が、林温らによって指摘されている。表背上方の貼紙には「御開眼□□□□□□務前大僧正」とあり、完成後のある時点で、文観の名はおそらく故意に削り取られている。
南朝衰退後、北朝で書かれた軍記物語『太平記』（1370年ごろ完成）や宥快による仏教書『宝鏡鈔』（天授元年/永和元年（1375年））などの影響によって、文観は醜悪な妖僧という人物像が広まっていくことになった。文観の歴史的実像が解明され、名誉が回復されたのは、入滅後650年ほど経った21世紀初頭のことである。

## 仏教学的業績

### 三尊合行法

#### 内容
日本の中世密教が最も爛熟したのは、鎌倉時代末期から南北朝時代のことである。そして、宗教学研究者の阿部泰郎は、文観房弘真による「三尊合行法」という思想とその聖教群が、中世密教の最高到達点であると主張している。阿部は、学僧としての文観の才覚について、本文・注釈・口伝（秘説）・図像を駆使することで、新たな解釈によって新たな世界観を提示する創造性に長けていることを指摘した。阿部はまた、「文観は、そのような儀礼と図像を統合する術に長けた天才的な師範であり、その実践としてテクスト複合を操る卓越した技量の持主であったといえよう」と評している。
三尊合行法というのは、文字通り、三つの尊格（仏・菩薩・明王などの高位の存在）を合わせて修法（祈祷）を行うことである。宗教学的にいえば、「二元的な次元を超越し、不二を止揚した“三位一体”の究極的な秘伝の儀礼化」であるが（「不二」とは対立を超えた絶対平等のこと）、美術的にいえば二つではなく三つのシンボルを絡めて描くことができるので、より深みや広がりが増す創造的な思想だった。
三尊合行法の具体的な修法方法は、大きく2種類に分けられる。1つ目は神格化された弘法大師空海を本尊として「三尊一躰」の本尊を拝むもの。2つ目は「各別三尊」といって、三段階の儀礼を用い、如意輪観音（もしくは如意宝珠）・不動明王・愛染明王をそれぞれの段階の本尊とするものである。文観の主張によれば、どちらも等しく東密（真言密教）の究極奥義であるという。
文観の主要著作である『秘密源底口決』によれば、三尊合行法の本尊である如意輪観音は一字金輪仏頂（＝転輪聖王＝天皇）および天照大神（天皇家の祖神）と同体である。また、前記したように、弘法大師空海が本尊として用いられることもある。したがって、宗教学研究者のガエタン・ラポーによれば、三尊合行法を通じて、王法の長である天皇が、神祇の長である天照大神および仏法の長である弘法大師と同一化されることになるため、王権強化の理論としての一面も大きいのではないか、という。事実、『後醍醐天皇宸翰天長印信（蠟牋）』奥書で、文観は後醍醐天皇のことを「誠に大師の再誕」と述べている。

#### 歴史的影響
歴史的に言えば、三尊合行法の要素となる儀礼は文観以前から存在し、それらを理論的に体系づけて完成させたのが文観であると考えられる。たとえば、三尊合行法の重大要素である如意宝珠や如意輪観音への信仰は院政期（11世紀後半 - 12世紀後半）から存在する。12世紀の天台宗の僧の慈円（歴史書『愚管抄』の著者）は『夢想記』で王法二法を冥合（統合）する理論を述べているが、文観の三尊合行法の先駆けとなるものと思われる。また、即位灌頂も三尊合行法に影響を与えたとみられる。13世紀末の厨子には、三尊合行法の基本形態である「如意宝珠/如意輪観音・愛染明王・不動明王」という様式が既に何点か確認できる。したがって、こうした個別の要素を統合して理論的に裏付けたのが文観であるという。
『謀書目録』（石山寺蔵）によれば、後醍醐帝もまた文観の「三尊合行法」に関心を持っており、その受法を文観に要請したという。また、東密（真言密教）では、「一仏二明王」といって、舎利＝宝珠（あるいは適当な尊格）に不動明王と愛染明王を加えたものを本尊とするのが一般的で、特に醍醐寺の三宝院流などで重視される様式である。前記の『謀書目録』によれば、これは文観が伝えた三尊合行法に基づくものであるという。
後醍醐天皇の肖像画で最も著名な文観開眼『絹本著色後醍醐天皇御像』（清浄光寺蔵）の上部には三社託宣といって、天照皇大神・春日大明神・八幡大菩薩の三神の名号が書かれた紙が貼られているが、阿部はこれが三尊合行法と関係があるのではないか、と指摘している。たとえば、文観の学問的著作である『遺告法』（高野山金剛三昧院蔵、高野山大学図書館寄託）にも「天照大神、八幡、春日」の神祇を三尊合行法の文脈で語ったものがある。阿部によれば、学僧として三尊合行法の思想に到達した文観が、画僧として絵画上に表現した最大の結晶の一つが本作品なのではないか、と言う。
仏教美術研究者の内田啓一の指摘によれば、楠木氏の菩提寺である観心寺における不動明王像と愛染明王像の配置にも、三尊合行法からの影響が見られるという。
また、鎌倉時代末期に文観が造営に関わったと思われる兵庫県加古川市加古川町大野の常楽寺の宝塔には、その脇に、南北朝時代時代初期の造営と思われる五輪塔が2つ並んでいる。日本史研究者の金子哲は、配置が三尊合行法に通じるものがあることを指摘し、文観が三尊合行法の理論を完成した後に、文観もしくはその一派が改めて五輪塔を追加したのではないか、と推測している。

### 学術的著作一覧
以下は、著作年度順による文観の仏教学的著作の一覧である。
- 鎌倉時代後期から建武政権期
  - 『西玉抄』 - 正和3年（1314年）9月21日、真言律宗第2世長老の信空より証明を得る、東大寺図書館蔵[224]
  - 『御意告七箇大事』 - 元亨元年（1321年）11月18日、道順の師伝による、智積院蔵[224]
  - 『御意告大事（東長大事）』 - 嘉暦2年（1327年）10月、道順より口授、慈眼寺・正智院蔵[225]
  - 『小野弘秘抄第六』（内題）「後七日法甲歳」 - 延元元年/建武3年（1336年）5月4日、東寺三密蔵々[226]
  - 『秘密舎利式』 - 延元元年/建武3年（1336年）9月21日、金剛寺蔵[226]
- 南朝後醍醐天皇治世下
  - 『金峯山秘密伝』巻中 - 延元2年/建武4年（1337年）3月15日、金峯山寺他蔵[226]
  - 『金峯山秘密伝』巻下 - 延元2年/建武4年（1337年）7月[226]
  - 『護摩次第』 - 延元2年/建武4年（1337年）7月30日、吉野如意輪寺蔵[226]
    - 『逆徒護摩次第』ともいい、本来は単独の著作ではなく、『小野弘秘抄』の一部だったとみられる[227]。北朝および足利氏政権への調伏法として書かれたものと思われる[228]。しかし、伝統的な『大威徳転法輪法』を発展させて、文殊菩薩を中心とする「令法久住」と、大威徳明王を中心とする「調伏」を組み合わせた儀礼になっており[229]、「三尊合行法」に基づく高度な宗教学的体系の一部としての要素もあった[230]。宗教学研究者のガエタン・ラポーによれば、呪殺という低い次元の話ではなく、王法・仏法・神祇の権威を裏付けることによって相手の政権よりも正統性があることを示す理論書としての面が中心であるという[230]。

  - 『小野弘秘抄』「仏眼金輪合行法」 - 延元2年/建武4年（1337年）9月21日、東寺三密蔵々[231]
  - 『最極秘密鈔』 - 延元2年/建武4年（1337年）9月25日、高野山大学図書館・光明院文庫蔵[232]
  - 『小野弘秘抄』「地蔵菩薩法最秘」 - 延元2年/建武4年（1338年）12月7日、東寺三密蔵々[232]
  - 『小野弘秘抄』「般若心経法」 - 延元3年/建武5年（1338年）2月14日、東寺三密蔵々[232]
  - 『秘密源底口訣』 - 延元3年/建武5年（1337年）3月21日、重書写、真福寺・琴堂文庫蔵[232]
  - 『小野弘秘抄』「千鉢文殊法甚秘」等 - 延元3年/建武5年（1338年）4月25日、東寺三密蔵々[233]
  - 『小野弘秘抄』「釈迦法」 - 延元4年/暦応2年（1339年）2月13日、東寺三密蔵々[233]
  - 『一二寸合行秘次第』 - 延元4年/暦応2年（1339年）3月21日、真福寺蔵[233]
    - 『三尊合行秘次第』とも[215]。

  - 『小野弘秘抄』「五字文殊法」 - 延元4年/暦応2年（1339年）4月25日、東寺三密蔵々[233]
  - 『小野弘秘抄』「瑜祇経法」 - 延元4年/暦応2年（1339年）6月6日、東寺三密蔵々[234]
  - 『小野弘秘抄』「ユギソタラダラマ[注釈 8]（瑜祇経法）」 - 延元4年/暦応2年（1339年）6月7日、東寺三密蔵々[235]
  - 『当流最極秘決』 - 延元4年/暦応2年（1339年）6月18日、真福寺蔵[236]
  - 『小野弘秘抄』「如法八字文殊法」 - 延元4年/暦応2年（1339年）6月28日、東寺三密蔵々[236]
  - 『小野弘秘抄』「理趣経法」 - 延元4年/暦応2年（1339年）6月29日、東寺三密蔵々[236]
  - 『小野弘秘抄』「普賢延命法」 - 延元4年/暦応2年（1339年）7月1日、東寺三密蔵々[236]
    - 病床の後醍醐天皇の延命法として書かれた儀礼書である[227]。
- 南朝後村上天皇治世下
  - 『注理趣経』 - 興国4年/康永2年（1343年）12月16日、東寺三密蔵々[237]
  - 『瑜伽瑜祇[注釈 9]秘肝鈔』 - 興国5年/康永3年（1344年）2月25日、これ以前に書かれたものを弟子の宝蓮が書写、仁和寺塔中蔵々[237]
  - 『三尊[注釈 9]合行秘決』 - 正平4年/貞和5年（1349年）閏6月10日、これ以前に書かれたものを弟子の覚秀が書写、真福寺蔵[238]
  - 『十一面観音秘宝』 - 正平8年/文和2年（1353年）9月4日、大覚寺蔵[239]
  - （『秘密最要抄』） - 正平9年/文和3年（1354年）9月22日から10月1日、弟子の宝蓮の撰述であり文観が御判を付す、叡山文庫天海蔵々[240]
  - 『道場観大師法最秘』 - 正平10年/文和4年（1355年）6月22日、金剛寺学頭の禅恵に伝授[241]
  - 『理趣経大綱秘釈』 - 正平12年/延文2年（1357年）8月26日、真福寺蔵[241]
- 入滅後
  - 『遺告法』 - 正平15年/延文5年（1360年）11月3日、道杲が書写、金剛三昧院蔵[241]

## 美術的業績

### 画風・評価
画僧としての文観の画風や腕前については、江戸時代前記に狩野派の絵師である狩野永納が著した『本朝画史』（延宝6年（1679年））に「僧正文観、能画祖師像、見画慈恩大師像、固不凡、更不見雑画」（「僧正文観は、祖師像（叡尊ら高僧の画像）を巧みに描く。私は慈恩大師（基）の画像を拝見したことがある。もとより非凡であるが、しかも雑画（仏画以外の絵）を見たことがない」）とある。この評は文観の並ならぬ力量を示すものであり、しかも仏画以外は手掛けることのない真摯な画僧であったことが想像できる。
仏教美術研究者の内田啓一は、文観の絵の特徴として、伝統的図様の踏襲を挙げている。既存の絵と同寸・同大・同図様に描くこともある。現存作品では文殊菩薩画像が多く、狩野永納の評である「更不見雑画」の通り、基本的に保守的な作風であるという。
また、顔まわりの造型が繊細で、愛嬌溢れるように描くことが得意だった。たとえば、『日課文殊』の文殊菩薩は、「丸みのある顔や愛らしい目鼻立ち」をしている。白鶴美術館蔵の五字文殊画像は、頭髪は一本一本丁寧に描かれており、顔肌の地塗りの上に頬部に柔らかな桃色を挿すなど、繊細な表情に仕上げられている。内田によれば、文観の作品の傾向として、顔は丁寧に描かれるものの、手足を描くのがやや苦手で、ぎこちなさが見えることもあるという。
中世の僧で文観ほど美術作例に関わっている者は珍しい。絵画制作だけを見ても、これだけの点数が確実に判明している絵師は他にいない。しかも、入滅後に風評被害を受けたために『大威徳転法輪曼荼羅』（正平10年/文和4年（1355年））のように名前が抹消された作品もあるため、調査次第では今後も文観の現存作品が発見される可能性がある。さらに、自分で絵筆を持って描いた作例も多く、作例も紙本墨画や絹本着色と種類が多彩であることから、内田は文観房弘真の本職は画業であると見なして「画僧弘真」と呼んでも差し支えないほどではないか、としている。

### 作品一覧
文観自身が絵筆を持って制作した、もしくは実制作に大きく関与したことが確実な作品のうち、2006年時点で現存し発見されたものは以下の10点で、文殊菩薩に関連するものが多い。
- 正安4年（1302年）6月　木像文殊菩薩騎獅像々内納入品　奈良県西大寺蔵[114]　一括で重要文化財[248]
  - 日課文殊菩薩図　一巻　紙本墨画[114]
  - 種字曼荼羅・文殊図像・真言・陀羅尼等　一巻　紙本墨画[114]
  - 五字文殊菩薩図・八字文殊菩薩図　一巻　紙本墨画[114]
  - 八字文殊曼荼羅図　一紙　紙本墨画淡彩[114]
- その他
  - 絹本著色興正菩薩像　一幅　絹本着色　正安2年（1300年）閏7月　東京都室泉寺蔵[114]　重要文化財[249]
  - 五字文殊菩薩画像　一幅　絹本着色　元徳2年（1330年）8月　白鶴美術館蔵[114]
  - 絹本著色五字文殊像　一幅　絹本着色　建武元年（1334年）5月　奈良国立博物館蔵[114]　重要文化財[250]
  - 絹本著色八字文殊菩薩及八大童子
善財童子像　一幅　絹本着色　建武元年（1334年）5月　個人蔵[114]　重要文化財[251]
  - 絹本著色如意輪観音像　一幅　絹本墨画淡彩　建武元年（1334年）7月　広島県浄土寺蔵[114]　広島県指定重要文化財[252]
  - 日課文殊菩薩図　三巻　紙本墨画　延元2年/建武4年（1337年）から延元3年/暦応元年（1338年）　奈良国立博物館蔵[114]

以下は、図様の選定など何らかの形で制作に携わったと考えられる作品である。
- 木造弥勒菩薩坐像　一軀　元亨2年（1322年）9月　奈良県西大寺蔵[253]　奈良県指定文化財[254]
- 木造文殊菩薩騎獅像（本堂安置）　一軀　元亨4年（1324年）3月　奈良県般若寺蔵[255]　実制作は康俊・康成、重要文化財[256]
- 絹本著色愛染明王像　一幅　絹本着色　嘉暦2年（1327年）6月　MOA美術館蔵[55][注釈 10]　重要文化財[257]
- 後醍醐天皇宸翰天長印信（蠟牋）　一巻　紙本墨書　延元4年（1339年）6月　京都府醍醐寺蔵[253]　国宝[258]
- 蒔絵螺鈿筥三衣入
　一合　興国3年（1342年）3月　高野山施入　和歌山県金剛峯寺蔵[253]　重要文化財[205]
- 大威徳転法輪曼荼羅　一幅　正平10年（1355年）正月開眼供養　個人蔵[253]
- 両界種字敷曼荼羅　対幅　紙本墨書　京都府醍醐寺蔵[259]
- 絹本著色後醍醐天皇御像　一幅　絹本着色　神奈川県清浄光寺蔵[259]　重要文化財[260]
- 木造不動明王坐像（康円作／）　一軀　大阪府観心寺蔵[259]　重要文化財[261]

内田啓一『文観房弘真と美術』（2006年）に掲載された以外の美術品では以下のものがある。
- 両界種子曼荼羅　吉水神社蔵、下地・絵画は文観、種字は後醍醐天皇の揮毫[262]、延元2年/建武4年（1337年）3月15日以降[263]
- 東播磨正和石塔群（兵庫県加古川市および加西市）、監修は文観、実制作は伊行恒もしくは念心の工房[43]
  - 正和2年（1313年）・福田寺（加古川市）[43] - 「石造十一重塔」として兵庫県指定文化財[264]
  - 正和4年（1315年）・常楽寺（加古川市）[43] - 「石造宝塔並びに五輪塔」3基のうちの1基として兵庫県指定文化財[264]
  - 正和5年（1316年）・報恩寺（加古川市）[43] - 「石造五輪塔」4基のうちの1基として兵庫県指定文化財[264]
  - 正和5年（1316年）・一乗寺（加西市）[43] - 「一乗寺石造笠塔婆」として兵庫県指定文化財[265][266]
- 仏僧の彫像　銘：沙門文観正平二年　ウォルターズ美術館蔵[89]

## ギャラリー

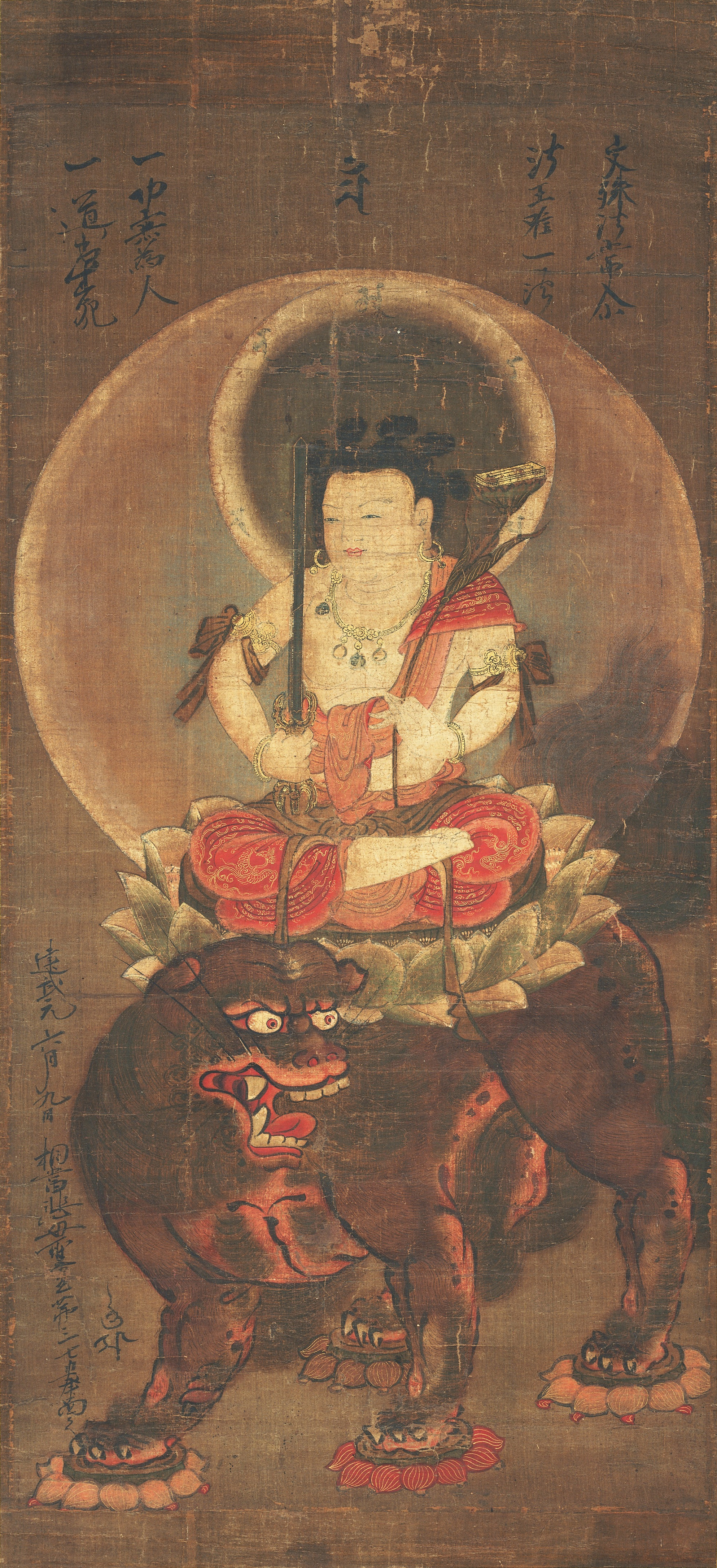
『絹本著色五字文殊像』（実制作、重要文化財、奈良国立博物館蔵）
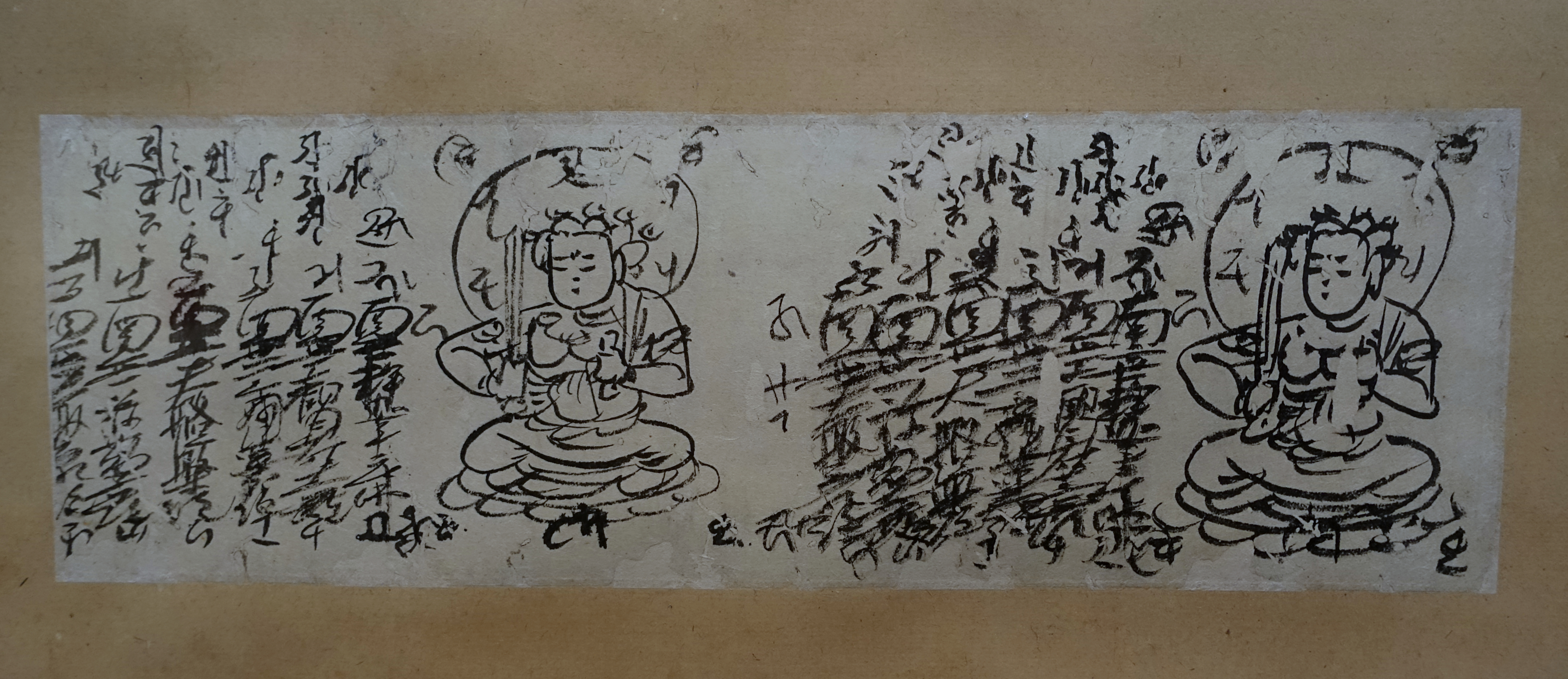
『日課文殊』（実制作、フリーア美術館蔵）
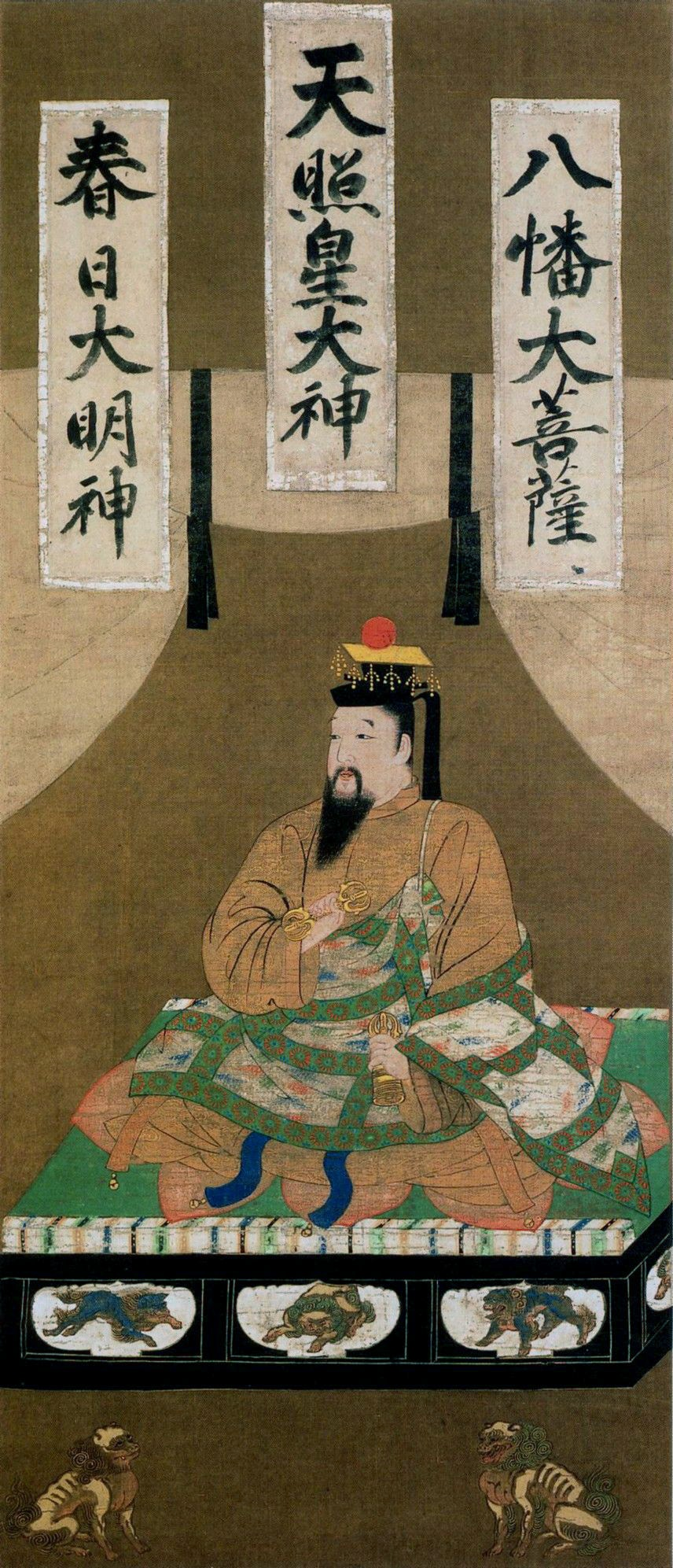
『絹本著色後醍醐天皇御像』（実制作？・開眼、重要文化財、清浄光寺蔵）
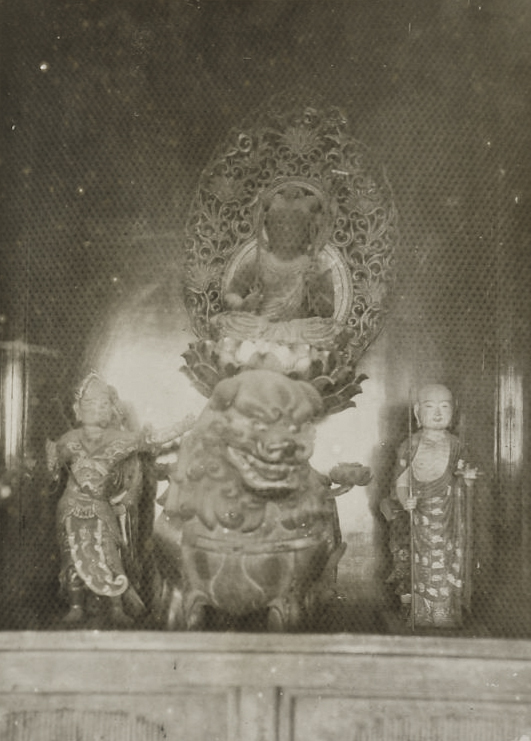
『木造文殊菩薩騎獅像（本堂安置）』（監修（康俊・康成作）、重要文化財、般若寺蔵）
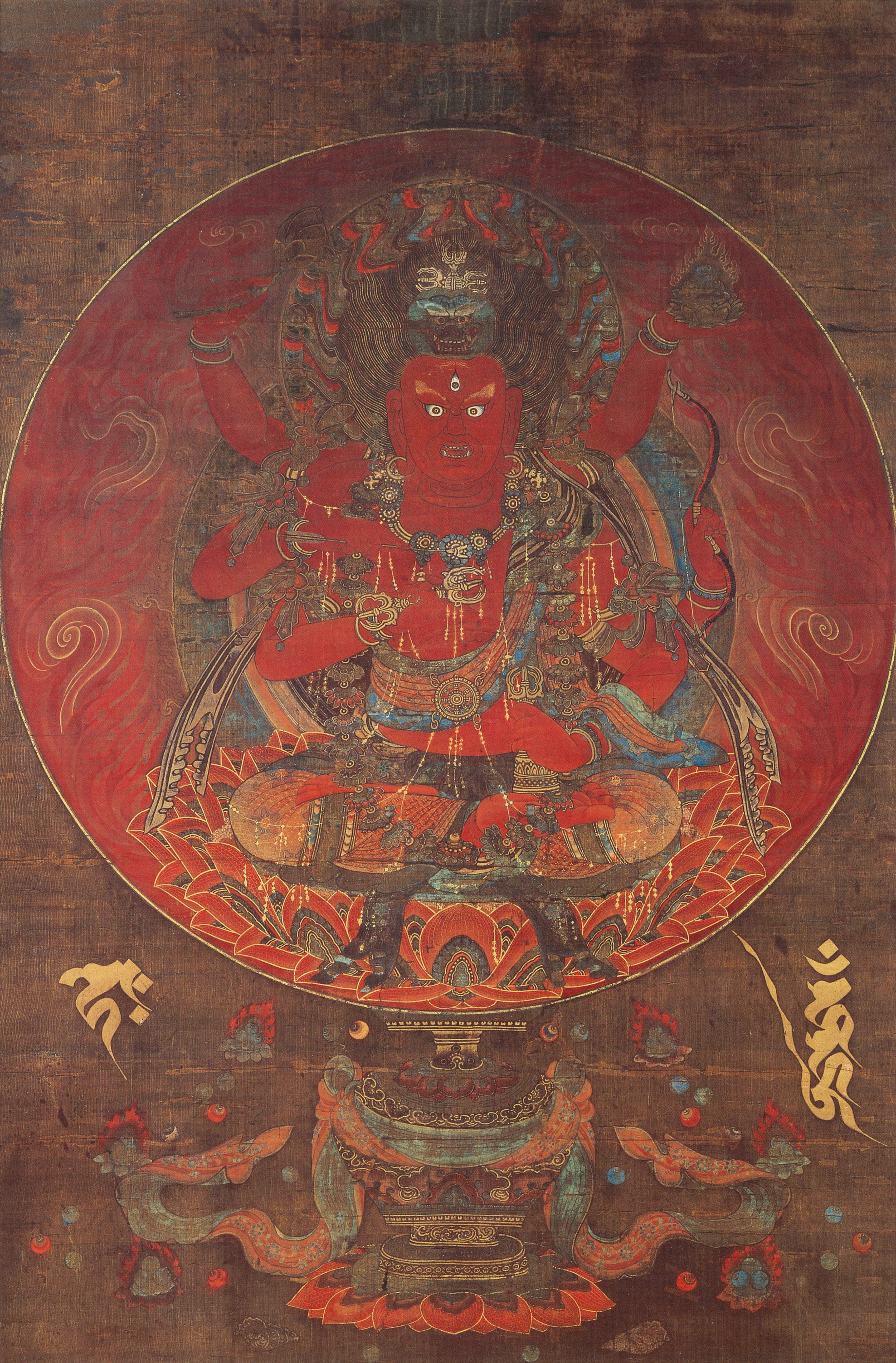
『絹本著色愛染明王像』（実制作？・監修、重要文化財、MOA美術館蔵）
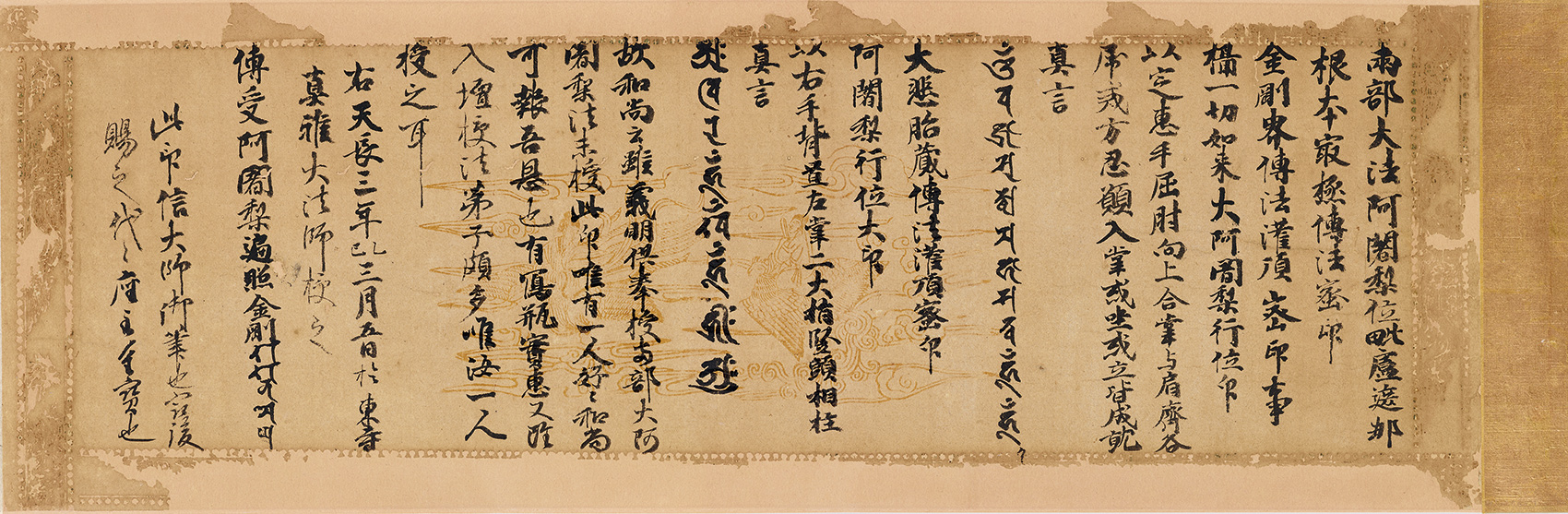
『後醍醐天皇宸翰天長印信（蠟牋）』（料紙装飾（本文は後醍醐天皇）、国宝、醍醐寺蔵）
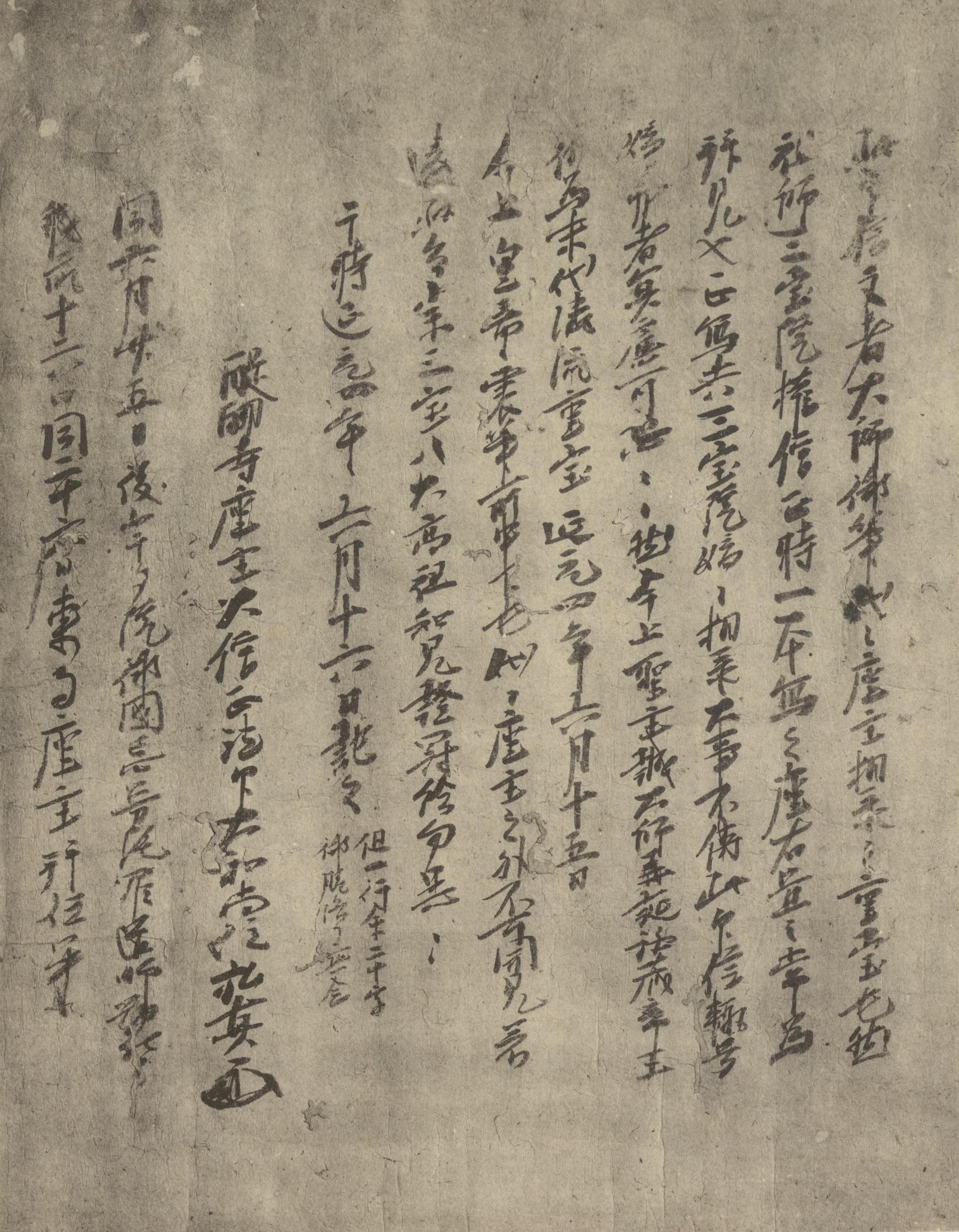
『後醍醐天皇宸翰天長印信（蠟牋）』奥書
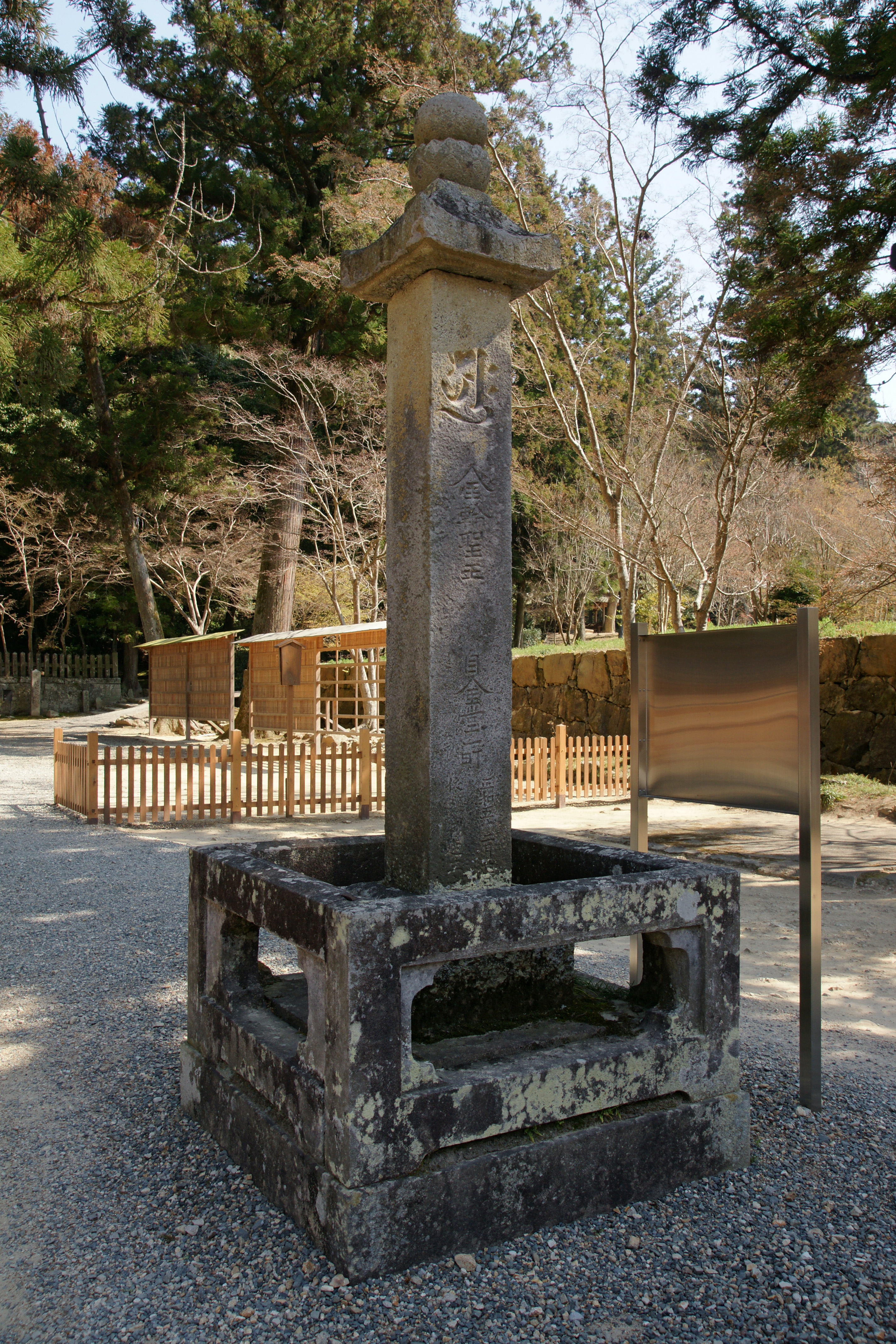
文観監修「一乗寺卒塔婆」（正和5年（1316年）12月21日、兵庫県指定有形文化財、兵庫県加西市）

## 関連作品
- 井上吉次郎『文観上人』人文書院、1937年。
- 太平記 (1991年、NHK大河ドラマ） - 演：麿赤兒